# Império Neoassírio
O Império Neoassírio foi o quarto e penúltimo estágio da história assíria antiga e a fase final e maior da Assíria como um estado independente. Começando com a ascensão de Adadenirari II em 911 a.C., o Império Neoassírio cresceu para dominar o Antigo Oriente Próximo durante grande parte dos séculos VIII e VII a.C., tornando-se o maior império da história até então. Por causa de seu domínio geopolítico e ideologia baseada na dominação mundial, o Império Neoassírio é considerado por muitos pesquisadores como o primeiro império mundial da história. Em seu auge, o império era a potência militar mais forte do mundo e governou toda a Mesopotâmia, o Levante e o Egito, bem como partes da Anatólia, Arábia e os atuais Irã e Armênia.
Os primeiros reis neoassírios estavam principalmente preocupados em restaurar o controle assírio sobre grande parte do norte da Mesopotâmia e da Síria, uma vez que porções significativas do anterior Médio Império Assírio haviam sido perdidas durante um longo período de declínio. Sob Assurnasirpal II (r. 883–859 a.C.), a Assíria mais uma vez se tornou a potência dominante do Oriente Próximo, governando o norte indiscutivelmente. As campanhas de Assurnasirpal chegaram até o Mediterrâneo e ele também supervisionou a transferência da capital imperial da tradicional cidade de Assur para Ninrude, localizada mais centralmente. O império cresceu ainda mais sob o sucessor de Assurnasirpal II, Salmaneser III (r. 859–824 a.C.), embora tenha entrado em um período de estagnação após sua morte, conhecido como a "era dos magnatas". Durante esse tempo, os principais detentores do poder político eram generais e oficiais proeminentes e o controle central era extraordinariamente fraco. Esta era chegou ao fim com o governo de Tiglate-Pileser III (r. 745–727 a.C.), que reafirmou o poder real assírio mais uma vez e mais do que dobrou o tamanho do império por meio de conquistas abrangentes. Suas conquistas mais notáveis foram a Babilônia no sul e grandes partes do Levante. Sob a dinastia sargônida, que governou de 722 a.C. até a queda do império, a Assíria atingiu seu ápice. Sob o rei sargônida Senaqueribe (r. 705–681 a.C.), a capital foi transferida para Nínive e sob Assaradão (r. 681–669 a.C.) o império atingiu sua maior extensão com a conquista do Egito. Apesar de estar no auge de seu poder, o Império Neoassírio experimentou uma queda rápida e violenta no final do século VII a.C., destruído por uma revolta babilônica e uma invasão dos medos. As causas por trás de como a Assíria foi destruída tão rapidamente continuam a ser debatidas entre os estudiosos.
O sucesso sem precedentes do Império Neoassírio não se deveu apenas à capacidade da Assíria de se expandir, mas também, e talvez mais importante, à sua capacidade de incorporar com eficiência as terras conquistadas em seu sistema administrativo. Como o primeiro império de sua escala, o Império Neoassírio viu várias inovações militares, cívicas e administrativas. Nas forças armadas, inovações importantes incluíram o uso em larga escala da cavalaria e novas técnicas de guerra de cerco. As técnicas adotadas pela primeira vez pelo exército neoassírio seriam usadas em guerras posteriores por milênios. Para resolver a questão da comunicação em grandes distâncias, o Império Neoassírio desenvolveu um sofisticado sistema de comunicação estatal, usando estações de retransmissão e estradas bem conservadas. A velocidade de comunicação das mensagens oficiais no Império Neoassírio não foi superada no Oriente Médio até o século XIX d.C. O Império Neoassírio também fez uso de uma política de reassentamento, em que algumas porções das populações de terras conquistadas foram reassentadas no coração assírio e em províncias subdesenvolvidas. Essa política serviu tanto para desintegrar as identidades locais (tornando as regiões locais menos propensas à revolta) quanto para introduzir técnicas agrícolas desenvolvidas pela Assíria em todas as partes do império. Uma consequência foi a diluição da diversidade cultural do Oriente Próximo, mudando para sempre a composição etnolinguística da região e facilitando o surgimento do aramaico como a língua franca regional, uma posição que a língua manteve até o século XIV d.C.
O Império Neoassírio deixou um legado de grande significado cultural. As estruturas políticas estabelecidas pelo Império Neoassírio tornaram-se o modelo para os impérios posteriores que o sucederam e a ideologia do governo universal promulgada pelos reis neoassírios inspirou, através do conceito de translatio imperii, ideias semelhantes de direitos à dominação mundial em impérios posteriores até o início do período moderno. O Império Neoassírio tornou-se uma parte importante do folclore posterior e das tradições literárias no norte da Mesopotâmia através do subsequente período pós-imperial e além. O judaísmo, e assim por sua vez também o cristianismo e islamismo, foi profundamente afetado pelo período de domínio neoassírio; numerosas histórias bíblicas parecem se basear na mitologia e história assíria anteriores e o impacto assírio na teologia judaica primitiva foi imenso. Embora o Império Neoassírio seja lembrado com destaque hoje pela suposta brutalidade excessiva do exército neoassírio, os assírios não eram excessivamente brutais quando comparados a outras civilizações de seu tempo,  nem quando comparado a outras civilizações ao longo da história humana.

## Antecedentes

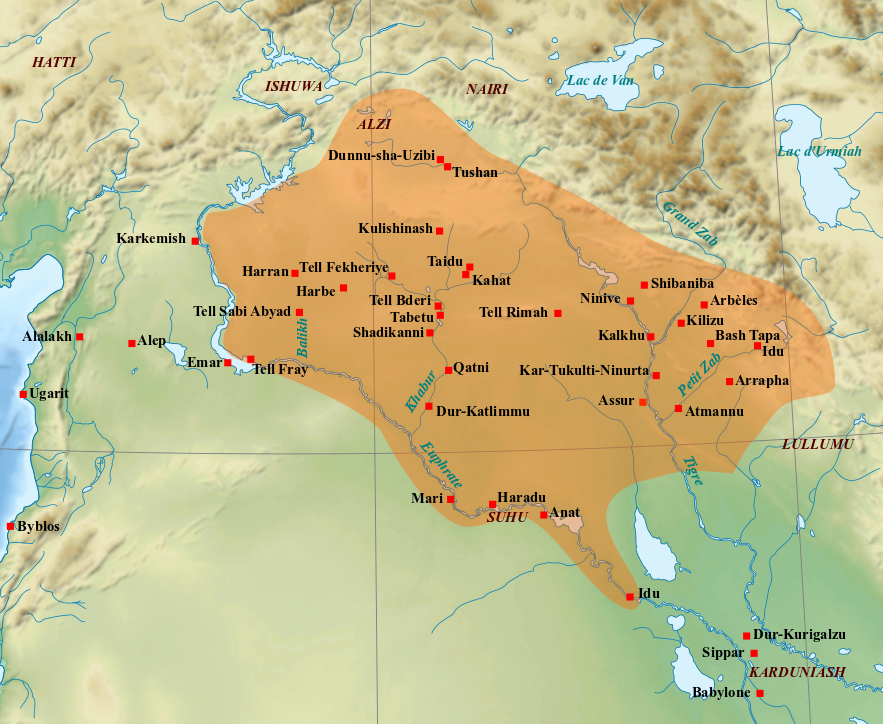
Mapa aproximado do anterior Médio Império Assírio em seu auge no século XIII a.C.

O imperialismo e a ambição de estabelecer um império universal e abrangente era um aspecto há muito estabelecido da ideologia real no Antigo Oriente Próximo antes da ascensão do Império Neoassírio. No Período Dinástico Arcaico da Mesopotâmia (2900–2350 a.C.), os governantes sumérios das várias cidades-estados (sendo as mais proeminentes Ur, Uruque, Lagas, Uma e Quis) na região muitas vezes lutaram entre si para estabelecer pequenos impérios hegemônicos e obter uma posição superior em relação às outras cidades-estado. Eventualmente, esses pequenos conflitos evoluíram para uma ambição geral de alcançar o domínio universal. Alcançar uma posição de dominação mundial não era visto como uma tarefa totalmente impossível neste período inicial, pois acreditava-se que a Mesopotâmia correspondia ao mundo inteiro. Um dos primeiros "conquistadores do mundo" da Mesopotâmia foi Lugalzaguesi, rei de Uruque, que conquistou toda a Mesopotâmia Inferior no século XXIV a.C. O primeiro grande império da Mesopotâmia é geralmente considerado como tendo sido o Império Acádio, fundado em c. 2 334 a.C. por Sargão da Acádia.
Numerosos estados imperialistas surgiram e caíram na Mesopotâmia e no resto do Oriente Próximo após a época do Império Acádio. A maioria dos primeiros impérios e reinos, incluindo o Império Acádio, estava limitada a alguns territórios centrais, com a maioria de seus súditos reconhecendo apenas nominalmente a autoridade do governo central. Ainda assim, o desejo geral de domínio universal dominou as ideologias reais dos reis da Mesopotâmia por milhares de anos, reforçado pela memória do Império Acádio e exemplificado em títulos como "rei do universo" ou "rei dos quatro cantos do mundo". Esse desejo também se manifestou nos reis da Assíria, que governaram o que antes era a parte norte do Império Acádio. A Assíria experimentou seu primeiro período de ascendência com a ascensão do Médio Império Assírio no século XIV a.C., anteriormente tendo sido apenas uma cidade-estado centrada em torno da cidade de Assur. Desde a época do rei assírio Adadenirari I (r. 1305–1274 a.C.) em diante, a Assíria tornou-se uma das grandes potências do antigo Oriente Próximo e sob Tuculti-Ninurta I (r. 1243–1207 a.C.), o império atingiu sua maior extensão e se tornou a força dominante na Mesopotâmia, por um tempo até subjugando a Babilônia no sul. Após o assassinato de Tuculti-Ninurta, o Médio Império Assírio entrou em um longo período de declínio, tornando-se cada vez mais restrito apenas ao próprio coração assírio. Embora esse período de declínio tenha sido interrompido por Tiglate-Pileser I (r. 1114–1076 a.C.), que mais uma vez expandiu o poder assírio, suas conquistas ultrapassaram a Assíria e não puderam ser mantidas por seus sucessores. A tendência de declínio só foi substancialmente revertida no reinado do último rei assírio médio, Assurdã II (r. 934–912 a.C.), que fez campanha no nordeste e noroeste.

## História

### Ressurgimento do poder assírio

#### Reconquistainicial

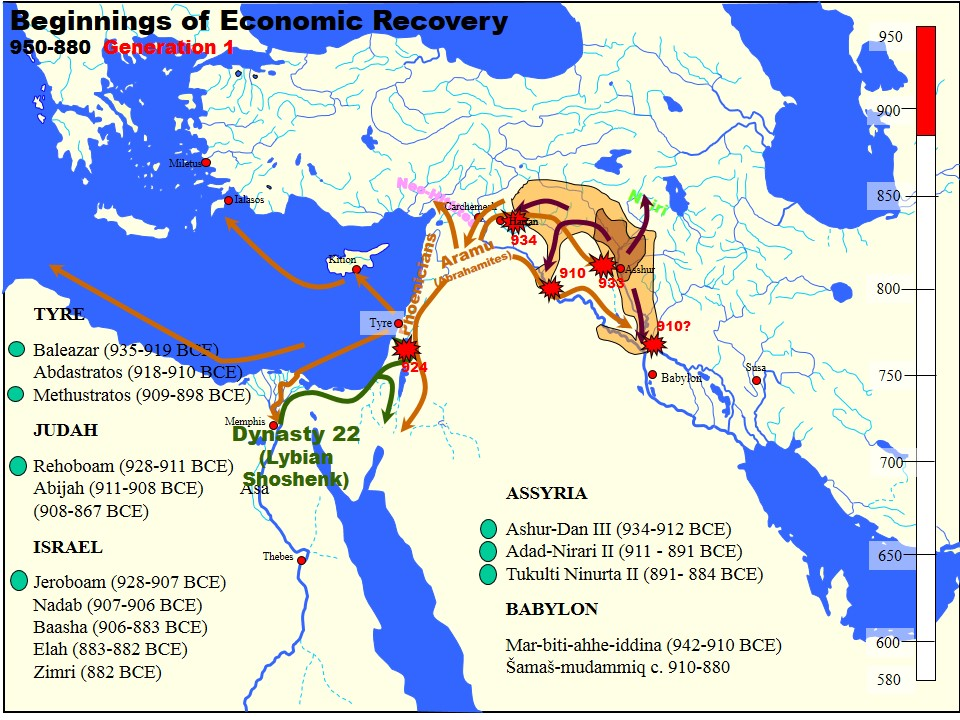
Fronteiras assírias e campanhas sob Assurdã II, Adadenirari II e Tuculti-Ninurta II

Ao longo de décadas de conquistas militares, os primeiros reis neoassírios trabalharam para reverter a longa era de declínio assírio e retomar as antigas terras de seu império. Embora o Império Neoassírio às vezes tenha sido considerado no passado um fenômeno completamente novo apenas vagamente conectado à história assíria anterior, agora é considerado mais provável, devido à evidência de inscrições reais e à natureza e extensão das campanhas realizadas, que os primeiros reis neoassírios procuraram principalmente restabelecer a posição da Assíria no auge do Médio Império Assírio. Qualquer noção de que os dois impérios são entidades distintas também pode ser dissipada pela linhagem de reis que fazem parte da mesma linha familiar contínua. Outra justificativa para a expansão foi lançar as campanhas como guerras de libertação, destinadas a libertar os assírios que não viviam mais no território assírio de seus novos governantes estrangeiros; evidências materiais de vários locais reconquistados sob o início do Império Neoassírio demonstram uma resistência da cultura assíria fora das fronteiras assírias durante o declínio do Médio Império Assírio. Os primeiros esforços neoassírios na reconquista concentravam-se principalmente na região até o rio Cabur no oeste. Uma das primeiras conquistas de Assurdã II foi Catemuu nesta região, que ele fez um reino vassalo em vez de anexar completamente; isso sugere que os recursos disponíveis para os primeiros reis neoassírios eram muito limitados e que o projeto de reconquista imperial teve que começar quase do zero. Nesse contexto, a expansão bem-sucedida conduzida sob os primeiros reis neoassírios foi uma conquista extraordinária. A fase inicial da reconquista assíria, começando sob Assurdã II perto do final do período assírio médio e cobrindo os reinados dos dois primeiros reis neoassírios, Adadenirari II (r. 911–891 a.C.) e Tuculti-Ninurta II (r. 890–884 a.C.), viu o começo lento desse projeto. Os esforços de Assurdã serviram principalmente para preparar o caminho para o trabalho mais sustentado sob Adadenirari e Tuculti-Ninurta.

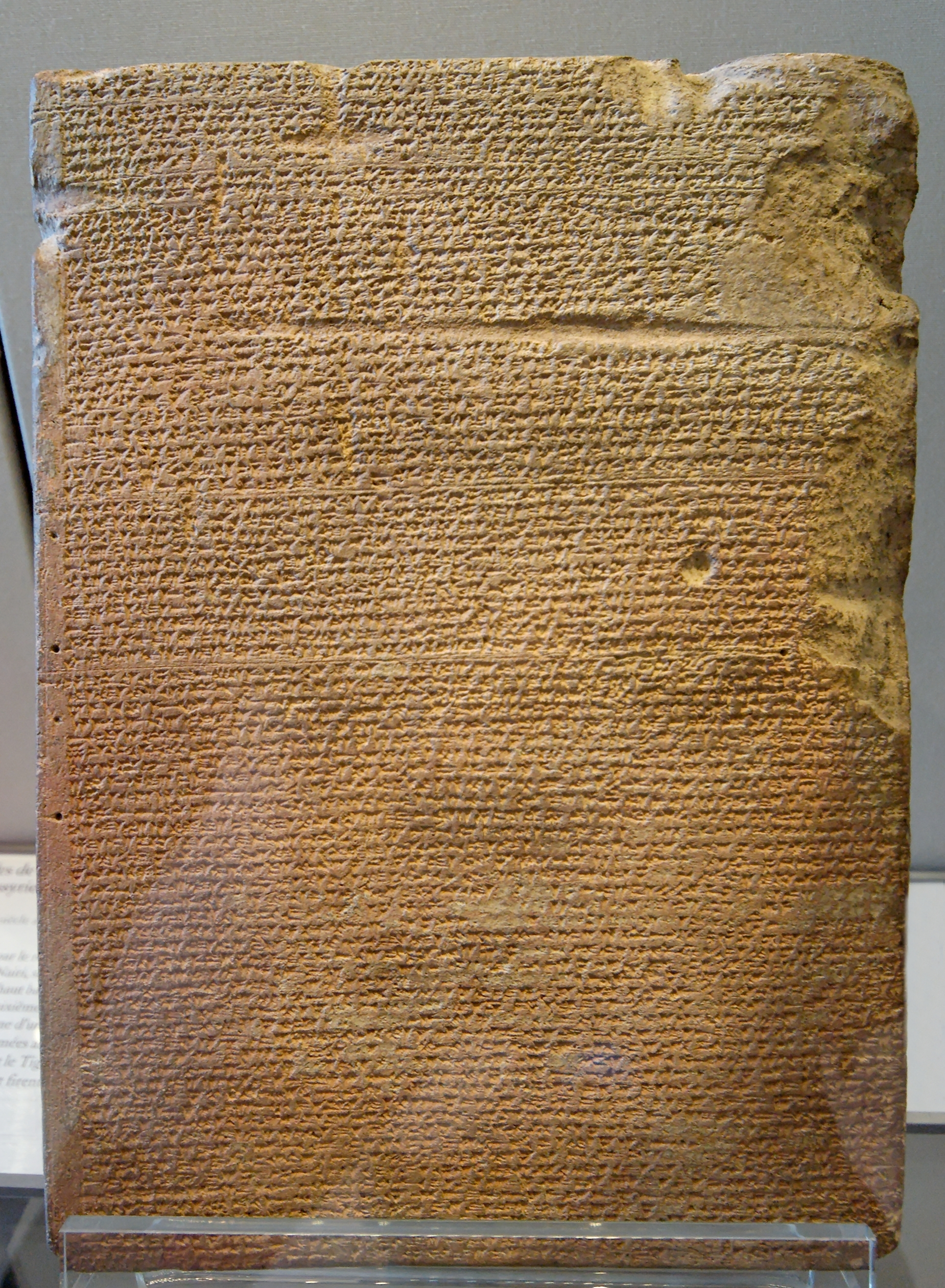
Anais de Tuculti-Ninurta II, contando uma de suas campanhas

Entre as conquistas de Adadenirari, as campanhas estrategicamente mais importantes foram as guerras dirigidas ao sudeste, além do rio Pequeno Zabe. Essas terras estiveram anteriormente sob o domínio babilônico. Uma das guerras de Adadenirari trouxe o exército assírio para o sul até a cidade de Der, perto da fronteira do reino de Elão, ao sudoeste. Embora Adadenirari não tenha conseguido incorporar territórios tão distantes do coração assírio ao império, ele garantiu a cidade de Arrapa (atual Quircuque). Arrapa em tempos posteriores serviu como ponto de partida de inúmeras campanhas assírias em direção às terras do leste. Uma prova do poder de Adadenirari foi que ele conseguiu garantir um acordo de fronteira com o rei babilônico Nabusumauquim I (r. 900–887 a.C.), selado por meio do casamento de ambos os reis com a filha do outro. Adadenirari também continuou os esforços de Assurdã no oeste; em suas guerras, ele derrotou vários pequenos reinos ocidentais. Vários pequenos estados, como Guzana, foram feitos vassalos e outros, como Nísibis, foram colocados sob reis fantoches pró-assírios. Depois de suas guerras bem-sucedidas na região, Adadenirari foi capaz de fazer uma longa marcha ao longo do rio Cabur e do Eufrates, coletando tributos de todos os governantes locais sem encontrar nenhuma oposição militar. Além de suas guerras, ele também conduziu importantes projetos de construção; a cidade de Apku, localizada entre Nínive e Sinjar e destruída por volta de 1 000 a.C., foi reconstruída e se tornou um importante centro administrativo.
Embora tenha reinado apenas brevemente, o filho de Adadenirari, Tuculti-Ninurta, continuou as políticas de seu pai. Em 885 a.C., Tuculti-Ninurta repetiu a marcha de seu pai ao longo do Eufrates e Cabur, embora tenha ido na direção oposta, começando no sul em Dur-Curigalzu e coletando tributo enquanto viajava para o norte. Algumas das cidades do sul que enviaram tributos a Tuculti-Ninurta durante esta marcha estavam historicamente mais alinhadas com a Babilônia. Em termos militares, Tuculti-Ninurta também lutou contra pequenos estados no leste, visando fortalecer o controle assírio nessa direção. Entre as terras que ele derrotou estavam Quirruri, Hubusquia e Gilzanu. Em tempos posteriores, Gilzanu frequentemente fornecia cavalos à Assíria.

#### Domínio sobre o Oriente Próximo

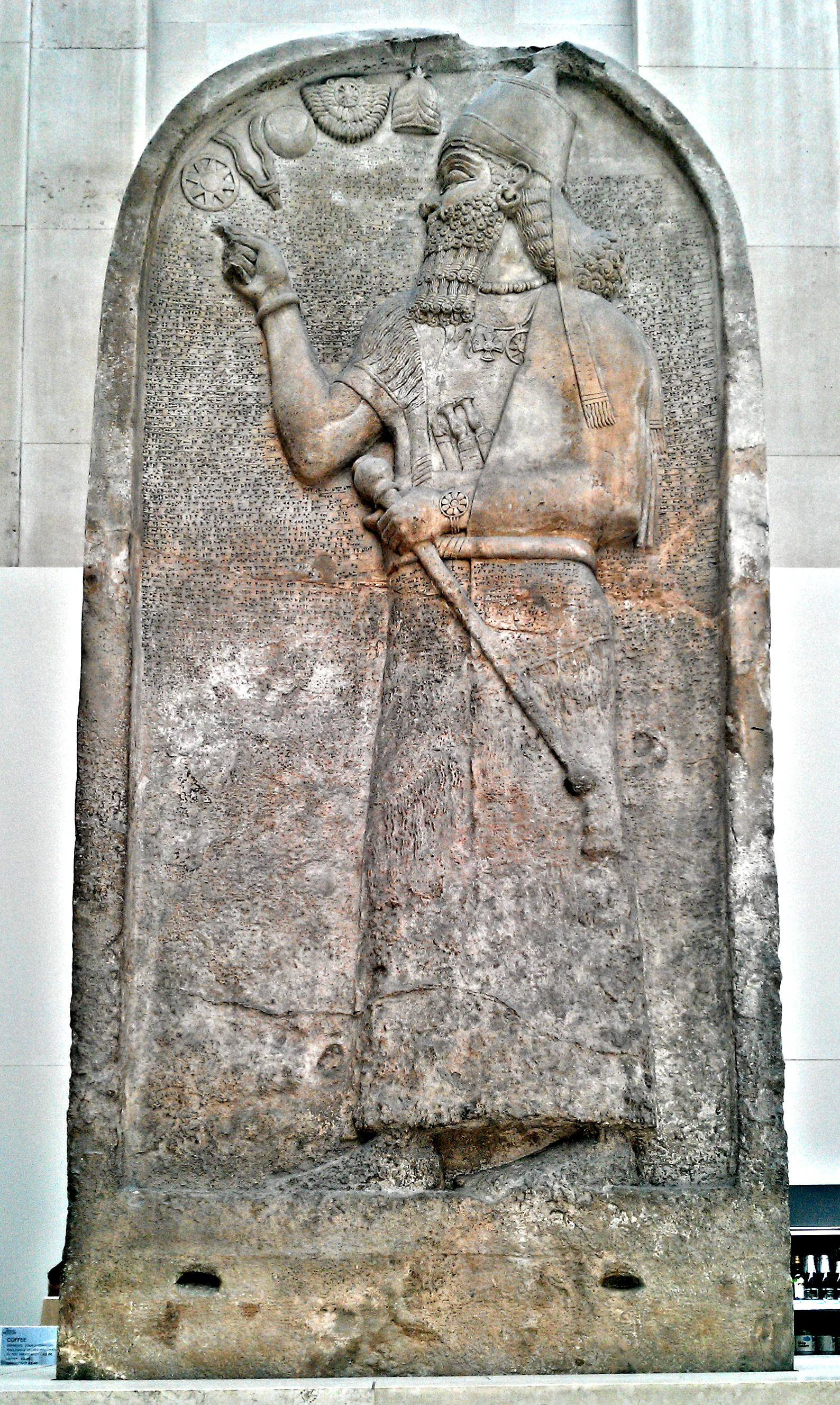
Estela de Assurnasirpal II

A segunda fase da reconquista assíria foi iniciada no reinado do filho e sucessor de Tuculti-Ninurta, Assurnasirpal II (r. 883–859 a.C.). Sob seu governo, a Assíria tornou-se o poder político dominante no Oriente Próximo, embora ainda não alcançasse um poder comparável ao de seu domínio completo nos séculos posteriores. Em termos de personalidade, Assurnasirpal era uma figura complexa; ele foi um guerreiro implacável e um dos reis mais brutais da história da Assíria, mas ele também se preocupava com o povo, trabalhando para aumentar a prosperidade e o conforto de seus súditos e sendo registrado como estabelecendo extensas reservas de água e depósitos de alimentos em tempos de crise. Como resultado das campanhas bem-sucedidas de seus predecessores, Assurnasirpal herdou uma quantidade impressionante de recursos com os quais poderia trabalhar para restabelecer o domínio assírio. A primeira campanha de Assurnasirpal, em 883 a.C., foi contra as cidades rebeldes de Suru e Tela ao longo da porção norte do rio Tigre. Em Tela reprimiu brutalmente os cidadãos, entre outras punições, cortando narizes, orelhas, dedos e membros, arrancando olhos e fiscalizando empalamentos e decapitações.
As campanhas posteriores de Assurnasirpal incluíram três guerras contra o reino de Zamua no leste das Montanhas Zagros, repetidas campanhas contra Nairi e Urartu no norte e, mais proeminentemente, um conflito quase contínuo com os reinos arameus e neo-hititas no oeste. Na época da ascensão de Assurnasirpal ao trono, os arameus e os neo-hititas haviam evoluído para reinos bem organizados, possivelmente em resposta à pressão da Assíria. Um dos inimigos mais persistentes de Assurnasirpal era o rei arameu Ahuni, que governava a cidade ou região de Bite Adini. As forças de Ahuni romperam o Cabur e o Eufrates várias vezes e foi somente após anos de guerra que ele finalmente aceitou Assurnasirpal como seu suserano. A derrota de Ahuni foi muito importante, pois marcou a primeira vez desde Assurbelcala (r. 1073–1056 a.C.), dois séculos antes, que as forças assírias tiveram a oportunidade de fazer campanha mais a oeste do que o Eufrates. Assurnasirpal aproveitou esta oportunidade. Em sua nona campanha, ele marchou para o Líbano e depois para a costa do Mar Mediterrâneo. Embora poucos deles tenham se tornado formalmente incorporados ao império neste momento, muitos reinos no caminho prestaram homenagem a Assurnasirpal para evitar serem atacados, incluindo Carquemis e Patina, bem como cidades fenícias como Sídon, Biblos, Tiro e Arvade. As inscrições reais de Assurnasirpal orgulhosamente proclamam que ele e seu exército simbolicamente limparam suas armas nas águas do Mediterrâneo.
Por meio do tributo e do saque arrecadado nas campanhas de seus predecessores e em suas próprias guerras, Assurnasirpal financiou vários projetos de construção de grande escala em cidades como Assur, Nínive e Balavate. O projeto mais impressionante e importante realizado foi a restauração da cidade em ruínas de Ninrude, localizada na margem oriental do Tigre, no coração assírio. Em 879 a.C., Assurnasirpal fez de Ninrude a nova capital do império e empregou milhares de trabalhadores para construir novas fortificações, palácios e templos na cidade. A construção da nova capital deixou Assur, ainda o centro religioso do império, como uma cidade puramente cerimonial. Além das enormes muralhas da cidade de 7,5 quilômetros (4,6 milhas) de comprimento, palácios, templos, escritórios reais e vários edifícios residenciais, Assurnasirpal também estabeleceu jardins botânicos, repleto de plantas estrangeiras trazidas de suas campanhas de grande alcance, e um zoológico, talvez o primeiro grande zoológico já construído. As inscrições de Assurnasirpal não oferecem nenhum motivo para mudar a capital. Várias explicações foram propostas por estudiosos modernos, incluindo que ele pode ter se desencantado com Assur, já que havia pouco espaço na antiga capital para deixar uma marca, a importante posição de Ninrude em relação às redes comerciais locais, que Ninrude estava localizada mais centralmente no império, ou que Assurnasirpal esperava maior independência das grandes famílias influentes de Assur. Para comemorar a conclusão de seu trabalho em Ninrude em 864 a.C., Assurnasirpal organizou uma grande celebração, que alguns estudiosos descreveram como talvez a maior festa da história mundial; o evento recebeu 69.574 convidados, incluindo 16.000 cidadãos da nova capital e 5.000 dignitários estrangeiros, e durou dez dias. Entre os alimentos e bebidas utilizados, as inscrições de Assurnasirpal registram 10.000 pombos, 10.000 jarros de cerveja e 10.000 odres de vinho, entre inúmeros outros itens.
A política militar agressiva de Assurnasirpal continuou sob seu filho Salmaneser III (r. 859–824 a.C.), cujo reinado viu uma expansão considerável do território assírio. No reinado de Salmaneser, as terras ao longo dos rios Cabur e Eufrates no oeste foram consolidadas sob o controle assírio. Auni de Bite Adini resistiu por vários anos, mas acabou se rendendo a Salmaneser no inverno de 857/856 a.C. Quando Salmaneser visitou a cidade no verão do ano seguinte, ele a rebatizou como Kar-Salmanu‐ašared ("fortaleza de Salmaneser"), estabeleceu um número substancial de assírios lá e fez dela o centro administrativo de uma nova província, colocada sob o turtanu (comandante em chefe). Salmaneser também colocou outros oficiais poderosos, os chamados "magnatas", no comando de outras províncias e regiões vulneráveis do império. O inimigo mais poderoso e ameaçador da Assíria neste ponto era Urartu no norte; seguindo os passos dos assírios, a administração, cultura, sistema de escrita e religião urartiana seguiram de perto os da Assíria. Os reis urartianos também eram autocratas muito semelhantes aos reis assírios. Os assírios também se inspiraram em Urartu. Por exemplo, a tecnologia de irrigação assíria e as unidades de cavalaria, introduzidas por Salmaneser, podem ter sido derivadas de encontros com Urartu. O expansionismo imperialista empreendido pelos reis de Urartu e da Assíria levou a frequentes confrontos militares entre os dois, apesar de separados pelos Montes Tauro. Em 856 a.C., Salmaneser conduziu uma das campanhas militares mais ambiciosas da história da Assíria, marchando através do território montanhoso até a nascente do Eufrates e depois atacando Urartu pelo oeste. O rei urartiano Aramu foi forçado a fugir quando as forças de Salmaneser saquearam a capital urartiana de Arzascun, devastaram o coração urartiano e então marcharam para o que hoje é o oeste do Irã antes de retornar a Arbela na Assíria.

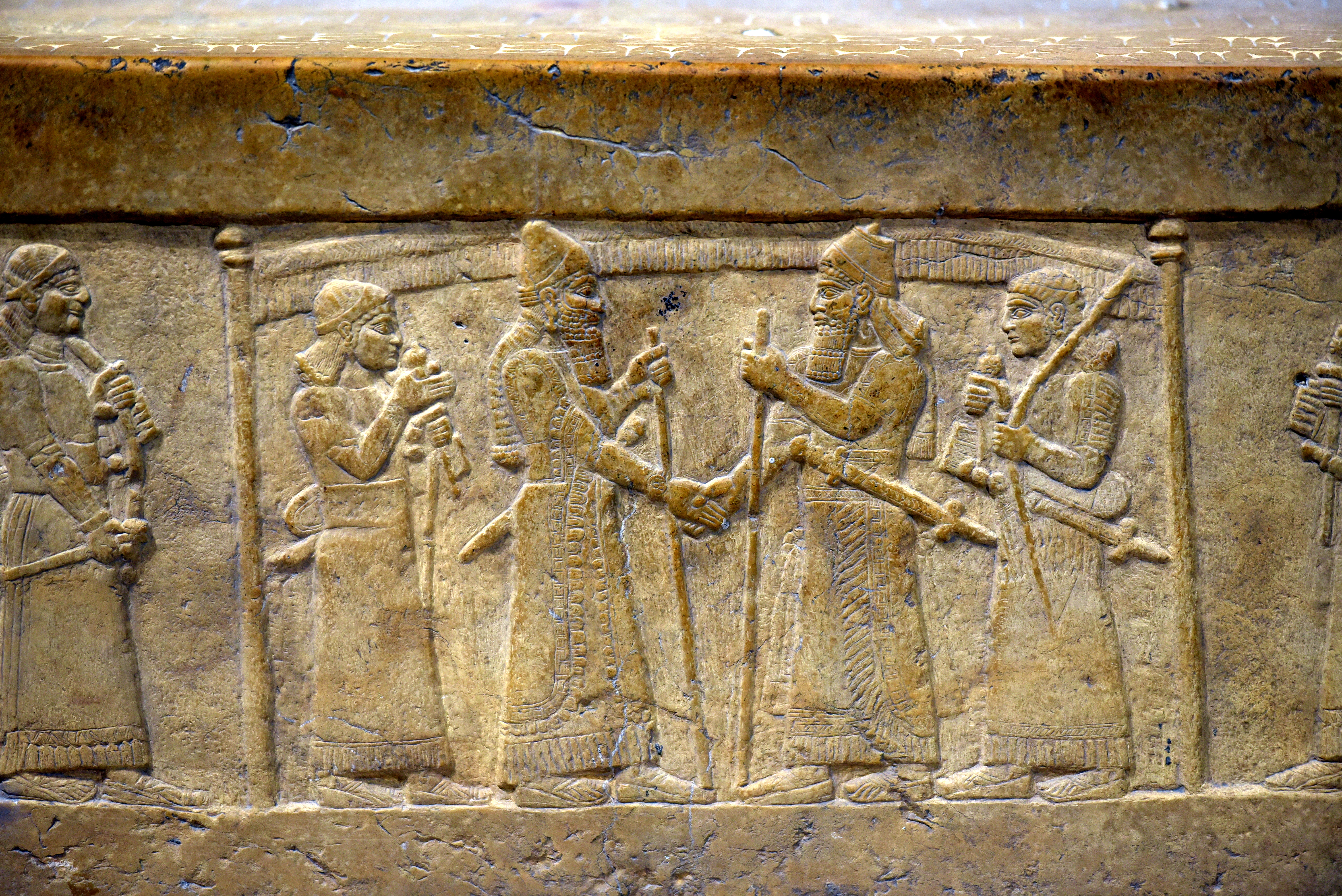
Representação de Salmaneser III (à direita) apertando a mão do rei babilônico Marduquezaquirsumi I (à esquerda)

Embora a impressionante campanha de Salmaneser contra Urartu tenha obrigado muitos dos pequenos estados do norte da Síria a prestar homenagem a ele, ele não conseguiu aproveitar totalmente a situação. Em 853 a.C., uma coalizão maciça de estados ocidentais se reuniu em Tell Qarqur, na Síria, para trabalhar juntos contra a expansão assíria. A coalizão incluía numerosos reis de vários povos, incluindo os primeiros governantes israelitas e árabes historicamente verificáveis, e era liderada por Hadadezer, o rei de Arã-Damasco. Salmaneser engajou a coalizão no mesmo ano em que foi formada. Embora os registros assírios afirmem que ele obteve uma grande vitória na subsequente Batalha de Carcar, é mais provável que a batalha tenha sido indecisa, uma vez que nenhum ganho político ou territorial substancial foi alcançado. Depois de Carcar, Salmaneser se concentrou muito no sul e em 851–850 a.C. ajudou o rei babilônico Marduquezaquirsumi I a derrotar uma revolta de seu irmão Marduquebelusati. Depois de derrotar o rebelde, Salmaneser passou algum tempo visitando cidades na Babilônia e ajudando ainda mais Marduquezaquirsumi na luta contra os Caldeus no extremo sul da Mesopotâmia. Como a cultura babilônica era muito apreciada na Assíria, Salmaneser se orgulhava de sua aliança com o rei babilônico; uma famosa obra de arte sobrevivente mostra os dois governantes apertando as mãos. Nas décadas de 840 e 830 a.C., Salmaneser novamente fez campanha na Síria e conseguiu receber tributo de vários estados ocidentais depois que a coalizão contra ele entrou em colapso com a morte de Hadadezer em 841 a.C. As forças assírias tentaram três vezes capturar a própria Damasco, mas não tiveram sucesso. As tentativas fracassadas de Salmaneser de impor adequadamente o domínio assírio na Síria foram resultado de suas campanhas enérgicas que ampliaram o império muito rapidamente. Na década de 830 a.C., seus exércitos alcançaram à Cilícia, na Anatólia, e em 836 a.C., Salmaneser alcançou Hubusna (perto da moderna Eregli), um dos lugares mais ocidentais já alcançados pelas forças assírias. Embora as conquistas de Salmaneser fossem amplas e inspirassem medo entre os outros reis do Oriente Próximo, ele não tinha meios para estabilizar e consolidar suas novas terras e o controle imperial em muitos lugares permaneceu instável.

### Era dos magnatas

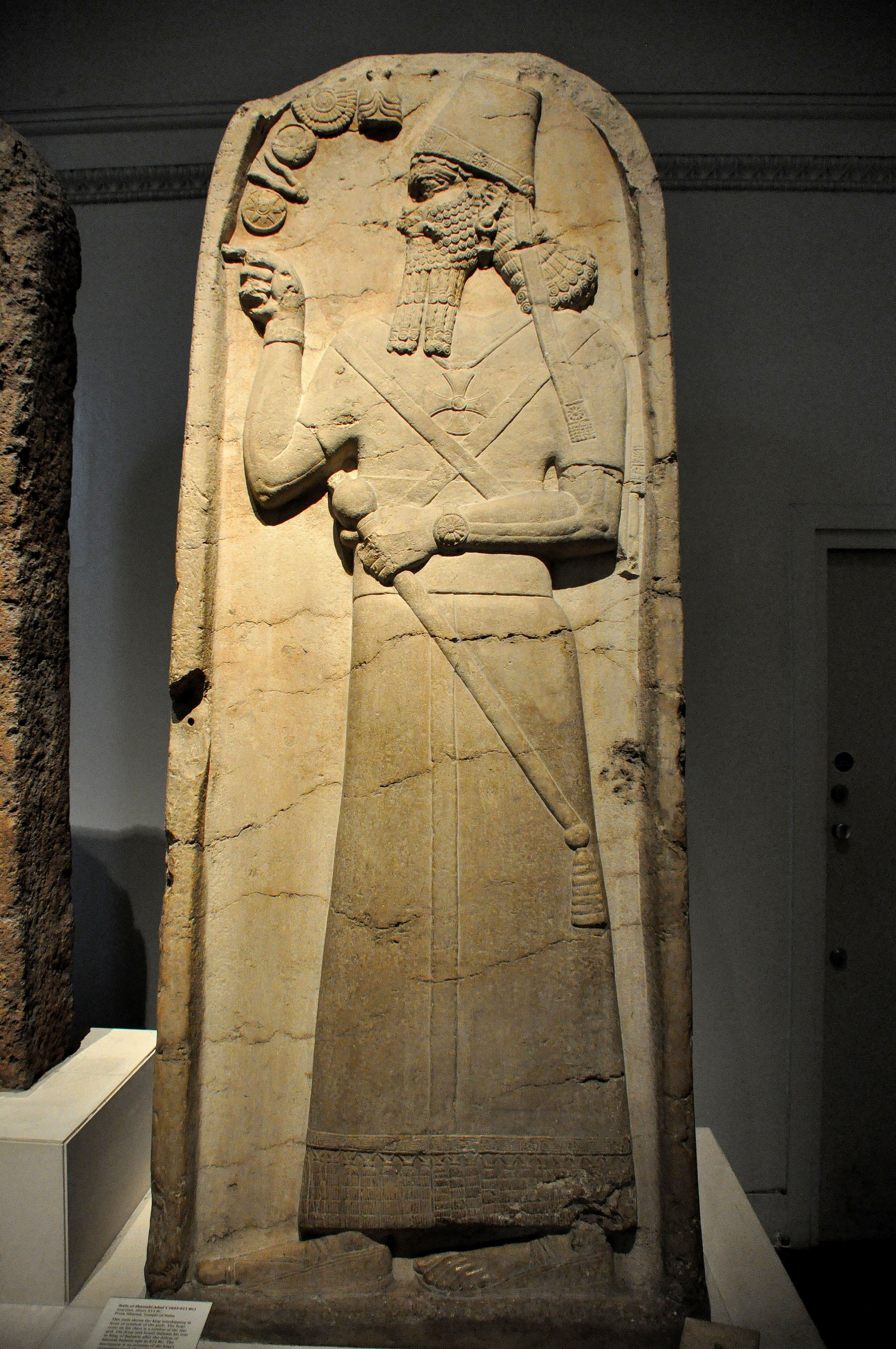
Estela de Samsiadade V

Nos últimos anos do reinado de Salmaneser, Urartu ressurgiu como um poderoso adversário. Embora os assírios tenham feito campanha contra eles em 830 a.C., eles falharam em neutralizar totalmente a ameaça que o reino restaurado representava. Ao contrário da grande maioria das campanhas assírias, a campanha de 830 a.C. contra Urartu não foi liderada pelo rei, mas pelo antigo e proeminente turtanu Daiã-Assur, indicando não apenas que Salmaneser poderia ser muito velho e não mais capaz de ser um líder forte, mas também que Daiã-Assur havia se tornado poderoso sem precedentes para um oficial assírio, caso contrário, raramente mencionado pelo nome em documentos. Anos depois, Daiã-Assur liderou outras campanhas em nome dos reis. Os últimos anos de Salmaneser foram marcados por uma crise interna quando um de seus filhos, Assurdanimpal, se rebelou na tentativa de tomar o trono, possivelmente porque o filho mais novo Samsiadade havia sido designado como herdeiro em vez de si mesmo. Quando Salmaneser morreu em 824 a.C., Assurdanimpal ainda estava em revolta, apoiado por uma parte significativa do país, principalmente incluindo a antiga capital Assur. Samsiadade ascendeu ao trono como Samsiadade V, talvez inicialmente um menor e uma marionete de Daiã-Assur. Embora Daiã-Assur tenha morrido durante os estágios iniciais da guerra civil, Samsiadade acabou vitorioso, aparentemente devido à ajuda do rei babilônico Marduquezaquirsumi ou seu sucessor Marduquebalassuiquibi.
A ascensão de Samsiadade V marcou o início de uma nova era da história neoassíria, às vezes chamada de "era dos magnatas". Esta época foi marcada pelo número de inscrições reais sendo muito menor do que nos tempos anteriores e posteriores e magnatas assírios, como Daiã-Assur e outros generais e oficiais proeminentes, sendo os atores políticos dominantes, com os reis exercendo significativamente menos poder e influência. Embora as consequências dessa mudança de poder permaneçam debatidas, a era dos magnatas tem sido frequentemente caracterizada como um período de declínio. A Assíria resistiu a esse período praticamente ilesa, mas houve pouca ou nenhuma expansão territorial e o poder central tornou-se extraordinariamente fraco. Alguns desenvolvimentos foram bons para a longevidade do império, já que muitos magnatas aproveitaram a oportunidade para desenvolver estruturas e instituições militares e econômicas mais fortes em suas próprias terras por todo o império. As primeiras campanhas de Samsiadade foram contra uma série de fortalezas urartianas e o oeste do Irã e de alcance bastante limitado. Uma das campanhas foi liderada pelo chefe eunuco (rab ša-rēši), uma posição criada sob Samsiadade, e não pelo próprio rei. A maior parte do reinado inicial de Samsiadade foi relativamente malsucedida; a terceira campanha do rei, contra os pequenos estados da região das montanhas de Zagros, pode ter sido uma derrota assíria e muitos dos pequenos reinos no norte da Síria deixaram de pagar tributo à Assíria. Em 817 ou 816 a.C., houve uma rebelião contra o rei em Tillê, no coração assírio.

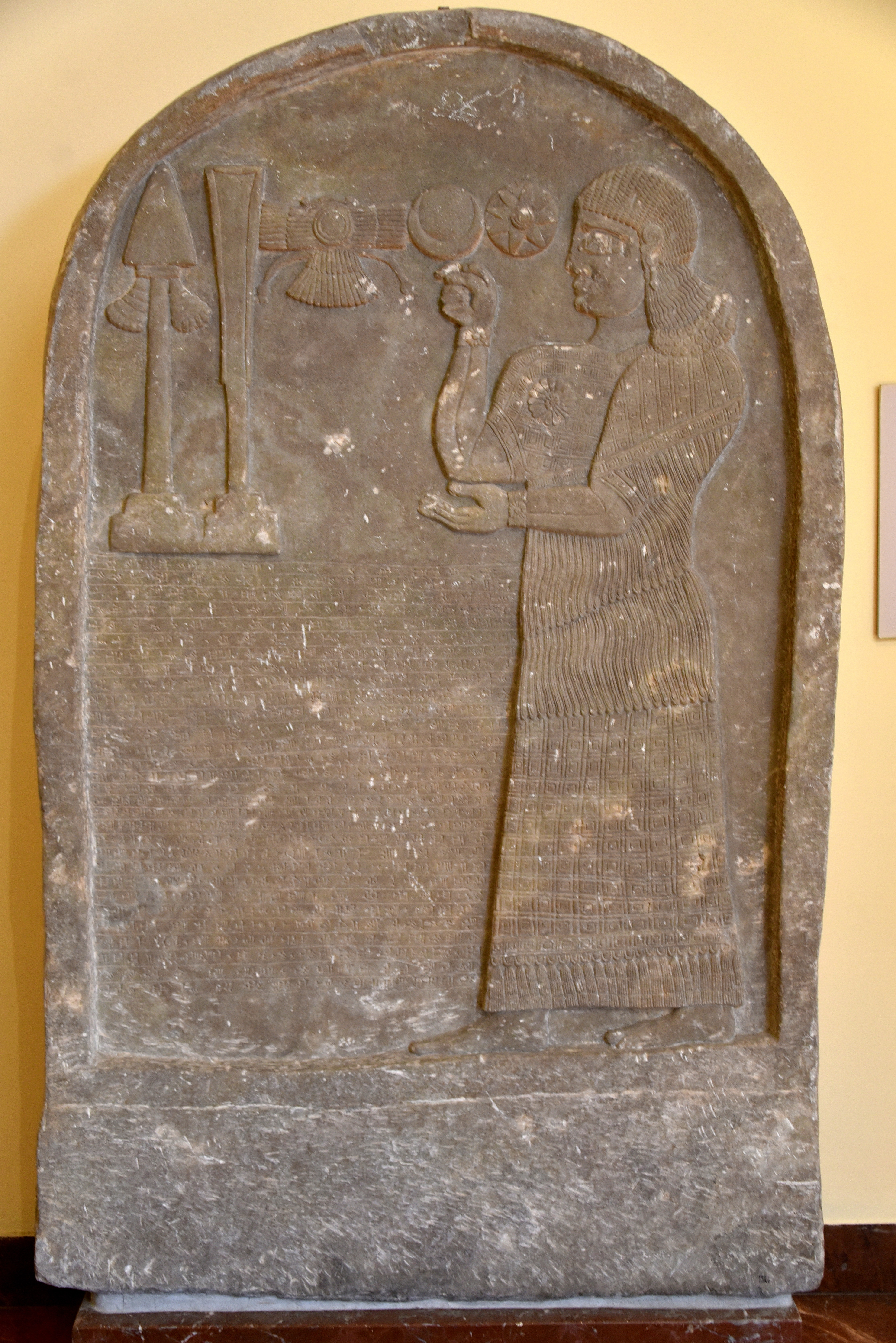
Estela de Bel-harran-beli-usur, um arauto do palácio, feita no reinado de Salmaneser IV

De 815 a.C. em diante, a sorte de Samsiadade mudou. Durante os últimos anos de seu reinado, ele dirigiu seus esforços principalmente contra Marduquebalassuiquibi na Babilônia. Em 813 a.C., ele derrotou Marduquebalassuiquibi e o trouxe para a Assíria como cativo. Um ano depois, ele derrotou o sucessor de Marduquebalassuiquibi, Babaahaidina, e anexou vários territórios no norte da Babilônia. O sul da Mesopotâmia ficou em desordem após as vitórias de Samsiadade. Embora a Babilônia nominalmente tenha ficado sob controle assírio, Samsiadade assumiu o antigo título babilônico "rei da Suméria e Acádia", mas não o convencional "rei da Babilônia". Devido ao estado talvez um tanto enfraquecido da Assíria, ele foi incapaz de explorar totalmente a vitória e o trono da Babilônia permaneceu desocupado por vários anos.
O filho de Samsiadade V, Adadenirari III (r. 811–783 a.C.), provavelmente era muito jovem na época da morte de seu pai em 811 a.C. e o verdadeiro poder político durante seu reinado foi provavelmente exercido pelo turtanu Nergalilai e pela mãe de Adadenirari, Samuramate. Samuramate foi uma das mulheres mais poderosas da história da Assíria e talvez por um tempo serviu como corregente; ela é registrada como tendo participado de uma campanha militar, a única mulher assíria antiga conhecida por ter feito isso, contra Cumu na Síria e é creditada em inscrições ao lado de seu filho por expandir o território assírio, geralmente apenas um privilégio real. Após a morte de Samuramate, Adadenirari continuou a ser dominado por outras figuras, como o eunuco Nergaleres. Apesar de sua limitada autoridade exclusiva, o reinado de Adadenirari viu alguns sucessos militares e os exércitos assírios fizeram campanha no oeste do Irã pelo menos treze vezes. Os territórios ocidentais, agora mais ou menos autônomos, foram atacados apenas quatro vezes, embora Adadenirari tenha conseguido derrotar Arã-Damasco. Em 790 a.C., Adadenirari conduziu a primeira campanha assíria contra as tribos aramaicas que agora viviam nas regiões fronteiriças assírio-babilônicas. Em c. 787 a.C., Adadenirari nomeou o novo turtanu Samsi-ilu. Samsi-ilu ocuparia esta posição por cerca de 40 anos e foi, na maior parte desse tempo, provavelmente o ator político mais poderoso da Assíria.
Após a morte de Adadenirari em 783 a.C., três de seus filhos governaram em sucessão: Salmaneser IV (r. 783–773 a.C.), Assurdã III (r. 773–755 a.C.) e Assurnirari V (r. 755–745 a.C.). Seus reinados formam coletivamente o que parece ser o ponto mais baixo do poder real assírio, uma vez que um número notavelmente pequeno de inscrições reais é conhecido deles. No reinado de Salmaneser IV, Samsi-ilu finalmente se tornou ousado o suficiente para parar de dar crédito ao rei em suas inscrições e, em vez disso, alegou agir completamente por conta própria, exibindo mais abertamente seu poder. Provavelmente sob a liderança de Samsi-ilu, o exército assírio começou a se concentrar principalmente em Urartu. Em 774 a.C., Samsi-ilu obteve uma importante vitória contra Arguisti I de Urartu, embora Urartu não tenha sido derrotado de forma decisiva. Houve, no entanto, alguns sucessos significativos no oeste desde que Samsi-ilu capturou Damasco em 773 a.C. e garantiu tributo da cidade ao rei. Outro oficial que agia com privilégios geralmente reais na época de Salmaneser era o arauto do palácio Belarambeliusur, que fundou uma cidade, Dur-Belarambeliusur (batizada em homenagem a si mesmo), e reivindicou em uma estela que foi ele, e não o rei, quem estabeleceu isenções de impostos para a cidade. Embora restem poucas informações sobre o reinado de Assurdã III, está claro que foi particularmente difícil. Grande parte de seu reinado foi gasto reprimindo revoltas. Essas revoltas foram talvez o resultado das epidemias de peste que varreram a Assíria e do eclipse solar de Bur-Sagale em 15 de junho de 763 a.C.; tanto as epidemias quanto o eclipse poderiam ter sido interpretados pela população assíria como os deuses retirando seu apoio divino ao governo de Assurdã. Embora a Assíria tenha se estabilizado novamente sob o irmão de Assurdã, Assurnirari V, ele parece ter estado relativamente ocioso. Assurnirari fez campanha em apenas três dos dez anos de seu reinado e não há registro de nenhum projeto de construção. O influente Samsi-ilu faleceu em algum momento do reinado de Assurnirari. Embora o exército assírio sob Assurnirari tenha sido bem-sucedido contra Arpade no noroeste da Síria em 754 a.C., eles também foram derrotados em uma importante batalha contra Sarduri II de Urartu.

### Revitalização e ascensão

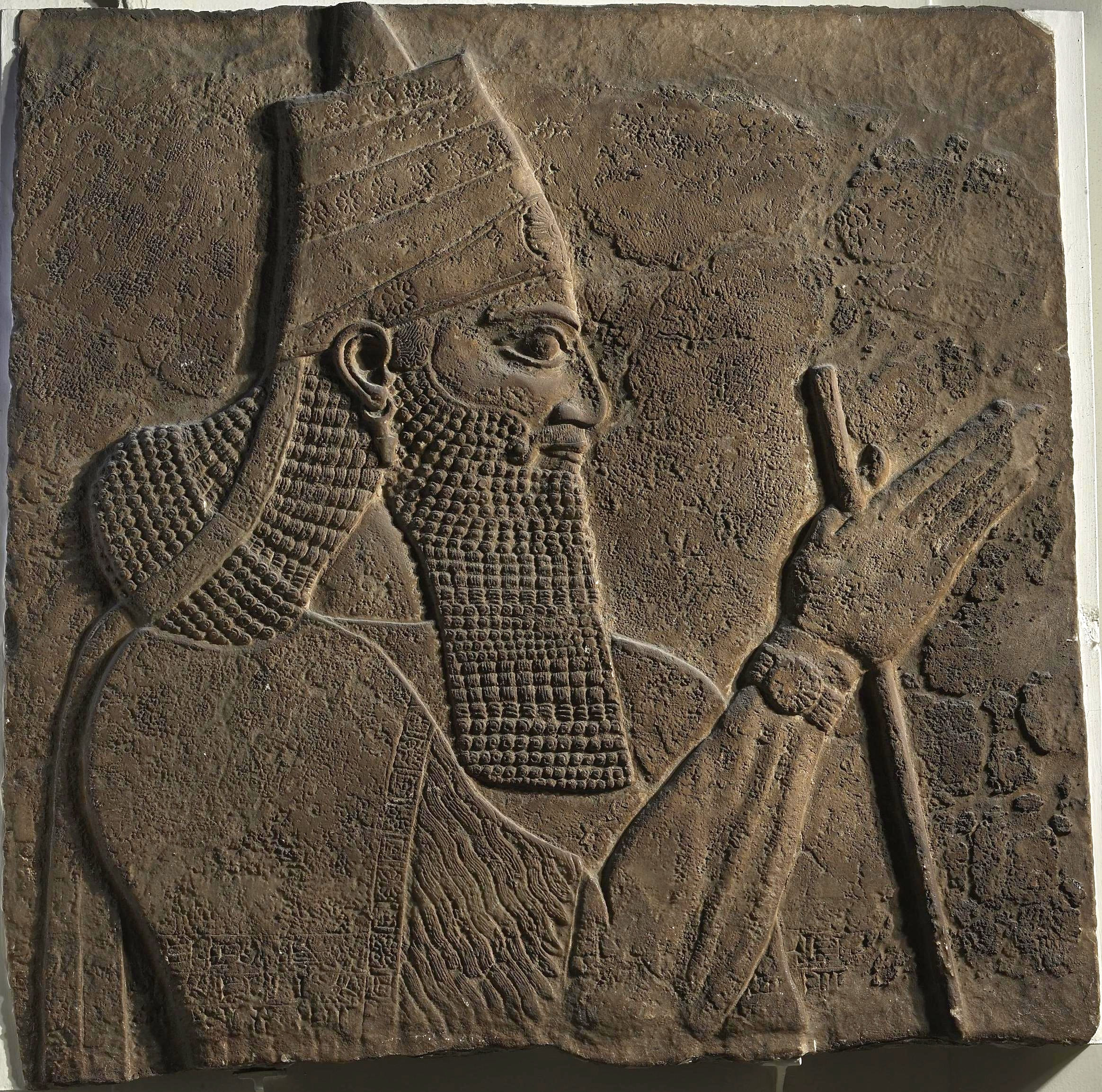
Relevo parcial representando Tiglate-Pileser III

Em 745 a.C., Assurnirari foi sucedido por Tiglate-Pileser III (r. 745–727 a.C.), provavelmente outro filho de Adadenirari III. A natureza da ascensão de Tiglate-Pileser ao trono não é clara e as evidências sobreviventes são muito escassas para chegar a uma certa conclusão. Várias evidências, incluindo que houve uma revolta em Ninrude em 746/745 a.C., que antigas fontes assírias fornecem informações conflitantes em relação à linhagem de Tiglate-Pileser, e que Tiglate-Pileser em suas inscrições atribui sua ascensão ao trono apenas à seleção divina, em vez de seleção divina e sua ascendência real (normalmente feita por reis assírios),  têm sido tipicamente interpretados como indicando que ele usurpou o trono de Assurnirari. Sua ascensão, que é marcada por um número mais abundante de fontes, inaugurou uma era inteiramente nova da história neoassíria. Embora as conquistas dos reis anteriores tenham sido impressionantes, elas contribuíram pouco para a ascensão total da Assíria como um império consolidado. Por meio de campanhas destinadas à conquista e não apenas à extração de tributos sazonais, bem como reformas destinadas a organizar eficientemente o exército e centralizar o reino, Tiglate-Pileser é considerado por alguns como o primeiro verdadeiro iniciador da fase "imperial" da Assíria. Tiglate-Pileser é o primeiro rei assírio mencionado nas crônicas babilônicas e na Bíblia Hebraica, e, portanto, o rei mais antigo para o qual existem importantes perspectivas externas sobre seu reinado.
No início, Tiglate-Pileser reduziu a influência dos magnatas anteriormente poderosos, dividindo seus territórios em províncias menores sob o governo de governadores provinciais nomeados pela realeza e retirando seu direito de encomendar inscrições oficiais de edifícios em seus próprios nomes. Samsi-ilu parece ter sido submetido a um damnatio memoriae, pois seu nome e azulejos foram apagados de algumas de suas inscrições.

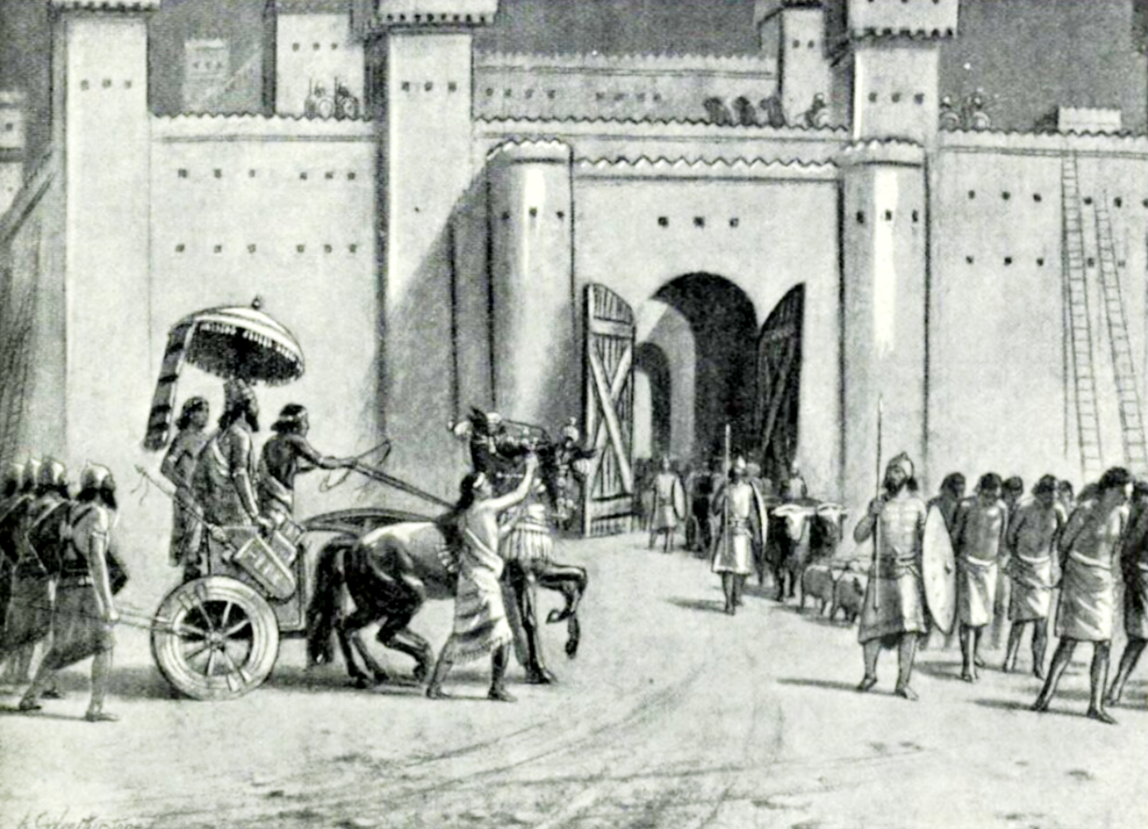
Ilustração do século XX da captura de Damasco por Tiglate-Pileser III

Durante seu reinado de 18 anos, Tiglate-Pileser fez campanha em todas as direções. Já em seu primeiro ano como rei, Tiglate-Pileser guerreou contra o rei babilônico Nabonassar e conquistou territórios no lado oriental do rio Tigre. No ano seguinte, Tiglate-Pileser conduziu uma campanha bem-sucedida na região ao redor das montanhas Zagros, onde criou duas novas províncias assírias. Em 743-739 a.C., Tiglate-Pileser concentrou sua atenção no ainda forte Urartu no norte e nas cidades sempre insubmissas do norte da Síria. As campanhas contra ambos os alvos provaram ser um sucesso retumbante; em 743, Sarduri II de Urartu foi derrotado e quase morto em batalha e em 740, a cidade estrategicamente posicionada de Arpade na Síria foi conquistada após um longo cerco de três anos. Com as ameaças mais próximas resolvidas, Tiglate-Pileser começou a se concentrar em terras que nunca estiveram sob domínio assírio sólido. Em 738 a.C., os estados neo-hititas de Patim e Hatarica, e a cidade fenícia de Sumur foram conquistados e em 734 a.C., o exército assírio marchou através do Levante até a fronteira egípcia, forçando vários dos estados no caminho, como Amom, Edom, Moabe e Judá, a pagar tributo e tornar-se vassalos assírios. Em 732 a.C., os assírios capturaram Damasco e grande parte da Transjordânia e Galileia. As conquistas de Tiglate-Pileser são, além de sua extensão, também dignas de nota pela grande escala em que ele empreendeu políticas de reassentamento; ele estabeleceu dezenas, senão centenas, de milhares de estrangeiros tanto no coração assírio quanto em províncias subdesenvolvidas distantes.

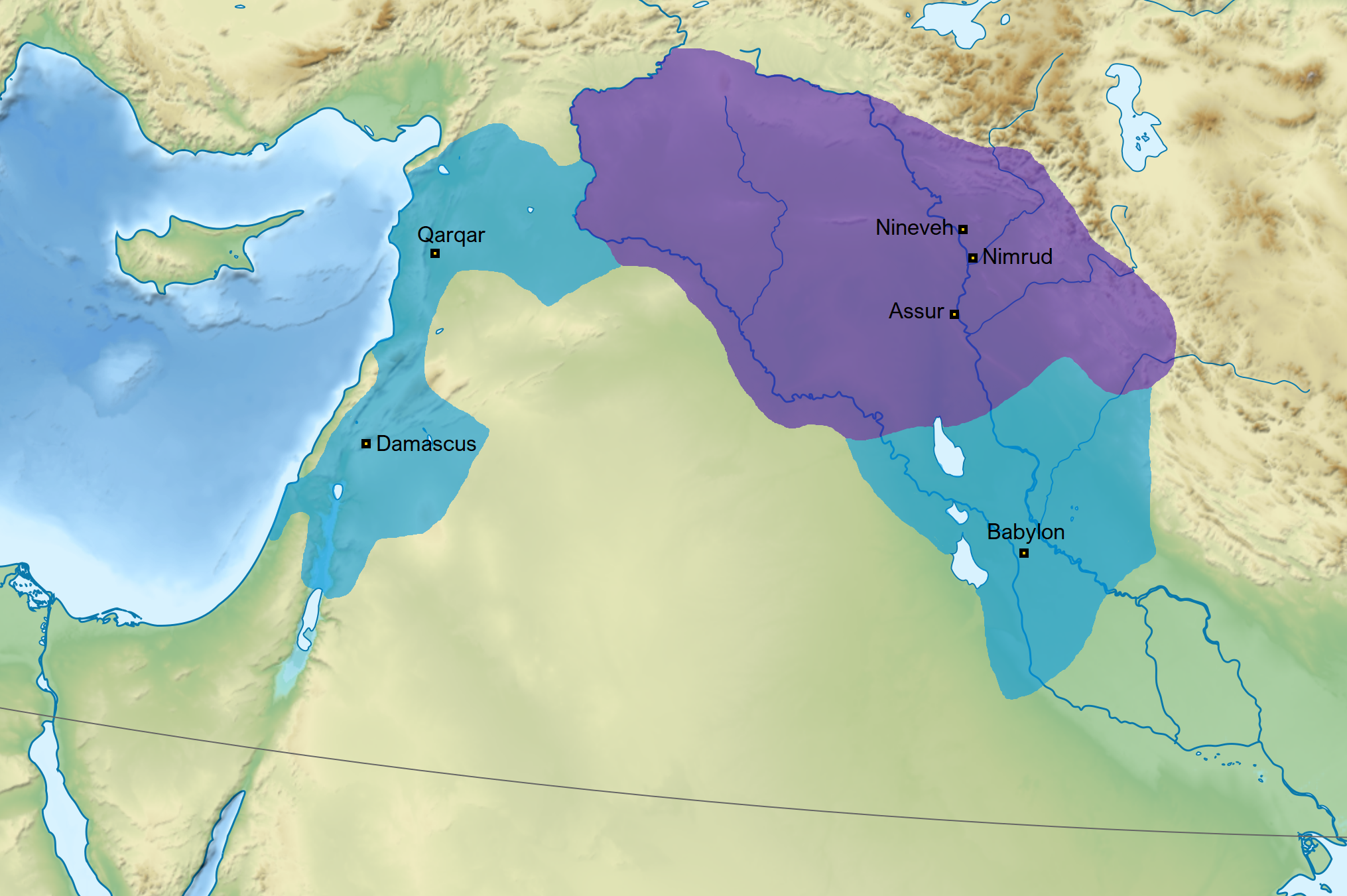
O Império Neoassírio no início (roxo) e no final (azul) do reinado de Tiglate-Pileser

No final de seu reinado, Tiglate-Pileser voltou seus olhos para a Babilônia. Durante muito tempo, a situação política no sul foi altamente volátil, com conflitos entre as tradicionais elites urbanas das cidades, tribos aramaicas no campo e senhores da guerra caldeus no sul. Em 732 a.C., o senhor da guerra caldeu Nabumuquinzeri tomou a Babilônia e se tornou rei, um desenvolvimento que Tiglate-Pileser usou como desculpa para invadir a Babilônia. Em 729 a.C., ele conseguiu capturar a Babilônia e derrotar Nabumuquinzeri e assim assumiu o título de "rei da Babilônia", ao lado de "rei da Assíria". Para aumentar a disposição da população babilônica em aceitá-lo como governante, Tiglate-Pileser participou duas vezes da tradicional celebração babilônica Aquitu (Ano Novo), realizadas em homenagem à divindade nacional babilônica Marduque. O controle sobre a Babilônia foi assegurado por meio de campanhas contra as fortalezas remanescentes dos caldeus no sul. Na época de sua morte em 727 a.C., Tiglate-Pileser havia mais do que dobrado o território do império. A política de governo direto de Tiglate-Pileser, em vez de governo por meio de Estados vassalos, trouxe mudanças importantes para o Estado assírio e sua economia; em vez de tributos, o império passou a depender mais dos impostos arrecadados pelos governadores provinciais, um desenvolvimento que aumentou os custos administrativos, mas também reduziu a necessidade de intervenção militar.
Tiglate-Pileser foi sucedido por seu filho Ululaiu, que assumiu o nome real Salmaneser V (r. 727–722 a.C.). Embora poucas ou nenhuma inscrição real e outras fontes tenham sobrevivido do breve reinado de Salmaneser, o império parece ter sido amplamente estável sob seu governo. Salmaneser conseguiu garantir algumas conquistas duradouras; ele foi provavelmente o rei assírio responsável por conquistar Samaria e, assim, pôr fim ao antigo Reino de Israel, e também parece ter anexado terras no norte da Síria e da Cilícia.

### Apogeu imperial

#### Sargão II e Senaqueribe

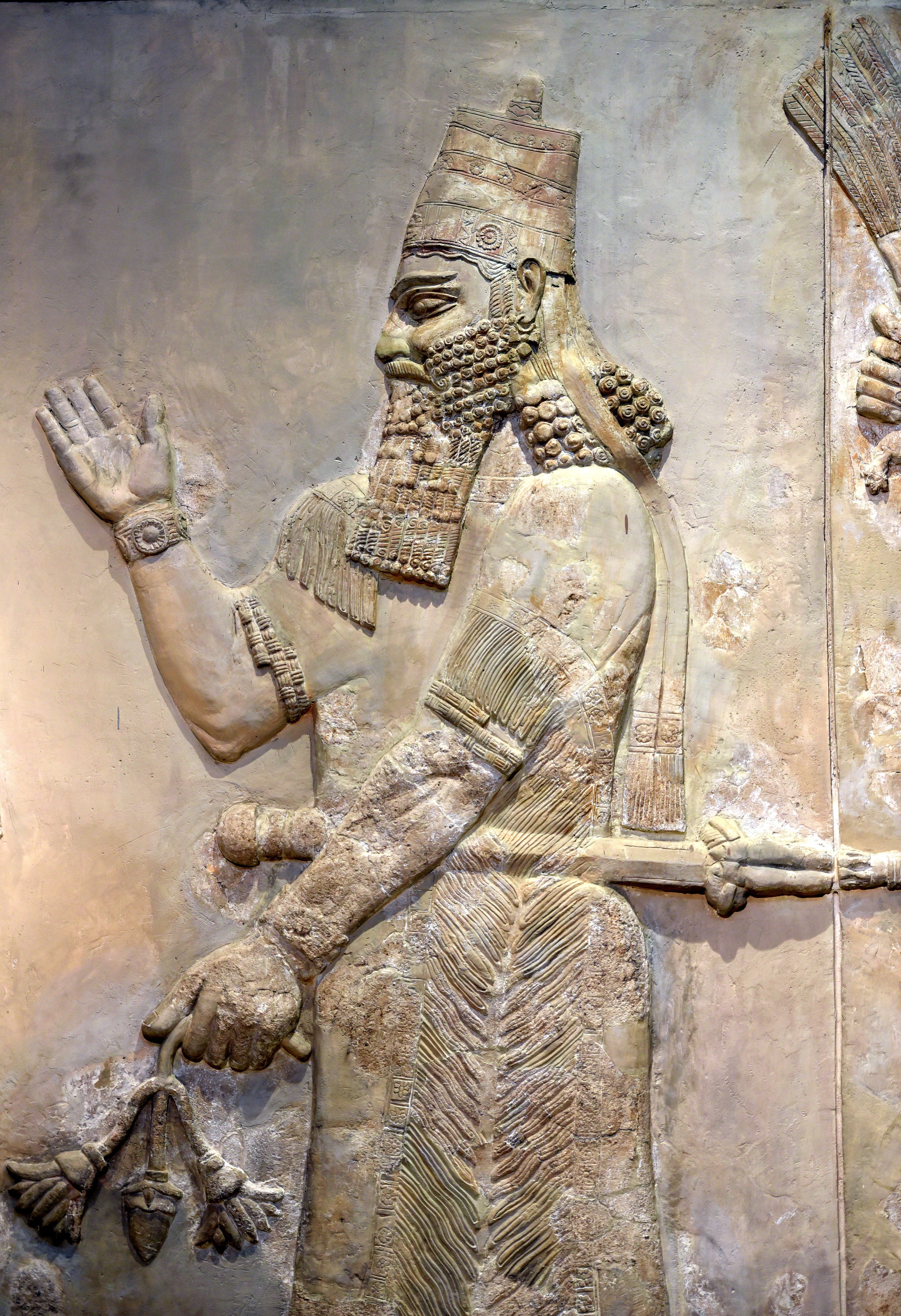
Relevo representando Sargão II, fundador da dinastia sargônida

Salmaneser foi sucedido por Sargão II (r. 722–705 a.C.), que com toda a probabilidade foi um usurpador que depôs seu antecessor em um golpe palaciano. Como Tiglate-Pileser antes dele, Sargão em suas inscrições não fez referências a reis anteriores e, em vez disso, atribuiu sua ascensão puramente à seleção divina. Embora a maioria dos estudiosos aceite a alegação feita pela Lista de Reis Assírios de que Sargão era filho de Tiglate-Pileser e, portanto, irmão de Salmaneser, não se acredita que ele tenha sido o herdeiro legítimo do trono como o próximo na linha. Também é possível que ele não tivesse nenhuma ligação com a linhagem real anterior, nesse caso Salmaneser V seria o último rei da dinastia adasida de quase mil anos de duração. É claro que a tomada do poder por Sargão, que marcou a fundação da dinastia sargônida, levou a considerável agitação interna. Em suas próprias inscrições, Sargão afirma ter deportado 6.300 "assírios culpados", provavelmente assírios do interior que se opuseram à sua ascensão. Várias regiões periféricas do império também se revoltaram e recuperaram sua independência. A mais significativa das revoltas foi a revolta bem-sucedida do senhor da guerra caldeu Merodaque-Baladã II, que assumiu o controle da Babilônia, restaurando a independência da Babilônia e aliou-se ao rei elamita Humbã-Nicas I.

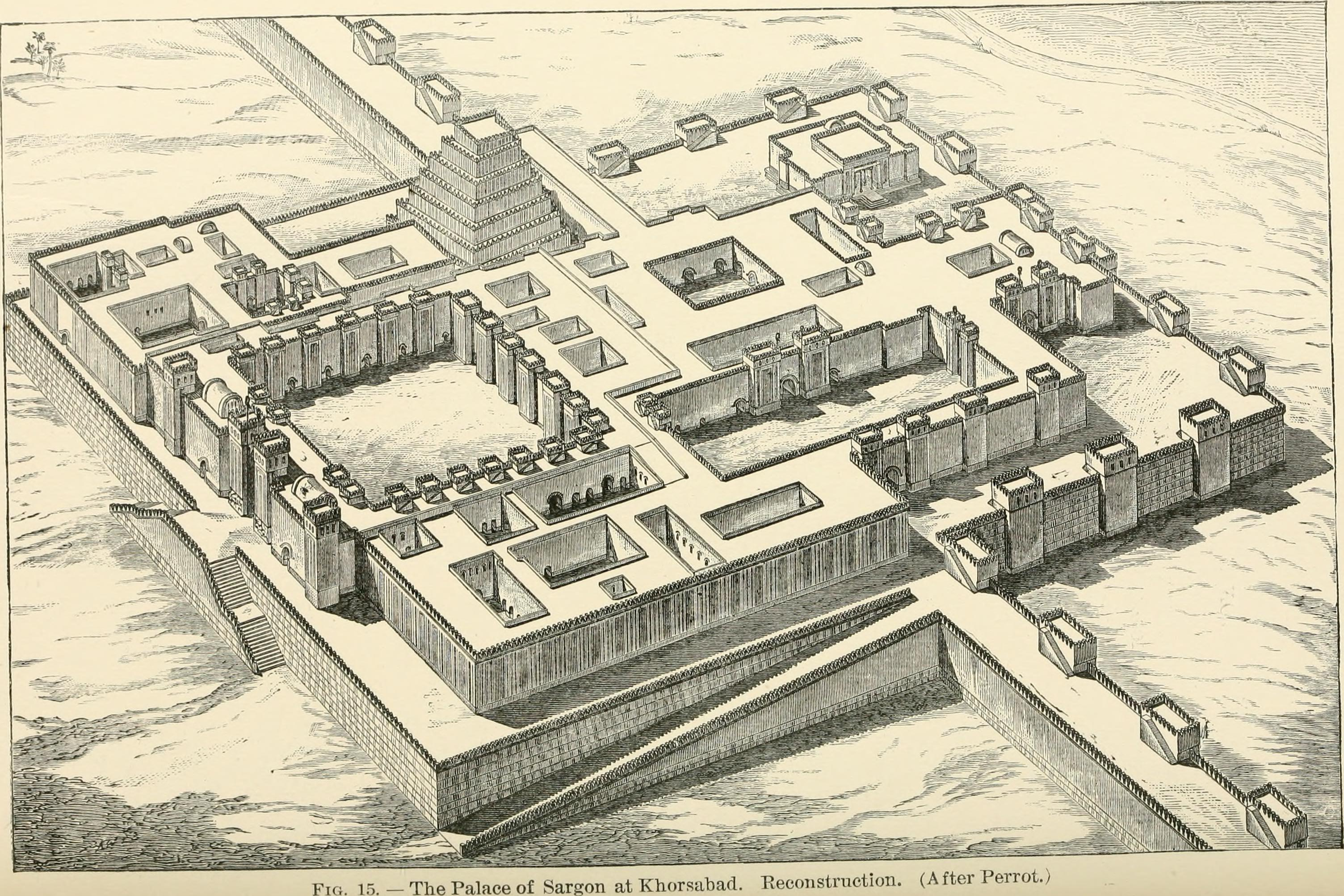
Reconstrução do século XX do palácio de Sargão II em Dur Sarruquim

Embora Sargão tenha tentado desde o início desalojar Merodaque-Baladã, atacando as tribos aramaicas que o apoiavam e marchando para lutar contra os elamitas, seus esforços foram inicialmente malsucedidos e em 720 a.C. os elamitas derrotaram as forças de Sargão em Der. O reinado inicial de Sargão foi mais bem-sucedido no oeste. Lá, outro movimento, liderado por Iaubidi de Hamate e apoiado por Simirra, Damasco, Samaria e Arpade, também buscava reconquistar a independência e ameaçava destruir o sofisticado sistema provincial imposto à região sob Tiglate-Pileser. Enquanto Sargão fazia campanha no leste em 720 a.C., seus generais derrotaram Iaubidi e os outros. Sargão continuou a se concentrar tanto no leste quanto no oeste, guerreando com sucesso contra Sinutu na Anatólia e Manai no oeste do Irã. Em 717 a.C., Sargão retomou a cidade de Carquemis e garantiu o substancial tesouro de prata da cidade. Talvez tenha sido a aquisição desses fundos que inspirou Sargão a iniciar no mesmo ano a construção de outra nova capital do império, chamada Dur Sarruquim ("Forteleza de Sargão") em sua homenagem. Ao contrário do projeto de Assurnasirpal em Ninrude mais de um século antes, Sargão não estava simplesmente expandindo uma cidade já existente, mas construindo uma nova do zero. Talvez o fator motivador fosse que Sargão não se sentia seguro em Ninrude após as primeiras conspirações contra ele. À medida que o trabalho de construção avançava, Sargão continuou a fazer campanhas militares, o que garantiu que o domínio geopolítico e a influência da Assíria se expandissem significativamente em seu reinado. Apenas entre 716 e 713, Sargão lutou contra Urartu, os medos, tribos árabes e piratas jônios no Mediterrâneo oriental. Uma vitória significativa foi a campanha de 714 a.C. contra Urartu, na qual o rei urartiano Rusa I foi derrotado e grande parte do coração urartiano foi saqueado.
Em 709 a.C., Sargão venceu sete reis na terra de Ia', no distrito de Iadnana ou Atnana. A terra de Ia' é considerada o nome assírio para Chipre, e alguns estudiosos sugerem que este último pode significar 'as ilhas dos dânaos', ou Grécia. Existem outras inscrições referindo-se à terra de Ia' no palácio de Sargão em Corsabade. Chipre foi assim absorvido pelo Império Assírio, com a vitória comemorada com uma estela encontrada perto da atual Lárnaca.
No final de seu reinado, Sargão novamente voltou sua atenção para a Babilônia. A aliança entre Babilônia e Elão havia evaporado neste ponto. Quando Sargão marchou para o sul em 710 a.C., encontrou pouca resistência. Depois que Merodaque-Baladã fugiu para Dur-Yakin, a fortaleza de sua tribo caldeia, os cidadãos da Babilônia abriram voluntariamente os portões da Babilônia para Sargão. A situação era um tanto incerta até que Sargão fez as pazes com Merodaque-Baladã após negociações prolongadas, o que resultou em Merodaque-Baladã e sua família recebendo o direito de escapar para Elão em troca de Sargão ter permissão para desmantelar as paredes de Dur-Yakin. Entre 710 e 707 a.C., Sargão residiu na Babilônia, recebendo lá delegações estrangeiras e participando de tradições locais, como o festival de Aquitu. Alguns reis assírios posteriores, como o filho de Sargão, Senaqueribe (r. 705–681 a.C.) e o neto Assaradão (r. 681–669 a.C.)), acharam a extensão das tendências pró-babilônicas de Sargão um tanto questionáveis. Em 707 a.C., Sargão retornou a Ninrude e em 706 a.C., Dur Sarruquim foi inaugurado como a nova capital do império. Sargão não conseguiu aproveitar sua nova cidade por muito tempo; em 705 a.C. ele embarcou em sua campanha final, dirigida contra Tabal na Anatólia. Para o choque dos assírios, Sargão foi nesta campanha morto em batalha com o exército sendo incapaz de recuperar seu corpo.

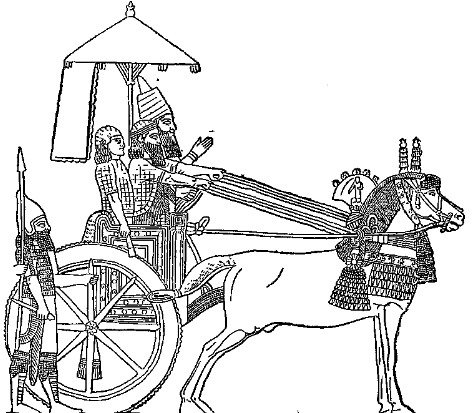
Desenho de um relevo representando Senaqueribe em campanha em uma carruagem

Chocado e assustado com a forma da morte de seu pai e suas implicações teológicas, o filho de Sargão, Senaqueribe, distanciou-se dele. Senaqueribe nunca mencionou Sargão em suas inscrições e abandonou Dur Sarruquim, mudando a capital para Nínive, anteriormente a residência do príncipe herdeiro. Um dos primeiros projetos de construção que ele empreendeu foi a restauração de um templo dedicado ao deus da morte Nergal, provavelmente devido a preocupações com o destino de seu pai. Não foram apenas Senaqueribe e as elites da Assíria que ficaram perturbadas com a morte de Sargão; as implicações teológicas levaram algumas das regiões conquistadas ao redor da periferia imperial a afirmar mais uma vez sua independência. Mais proeminentemente, vários dos Estados vassalos no Levante pararam de pagar tributo e Merodaque-Baladã, deposto por Sargão, retomou a Babilônia com a ajuda dos elamitas.

Senaqueribe, portanto, enfrentou vários inimigos quase imediatamente após sua ascensão e levou anos para derrotá-los todos. Em 704 a.C., ele enviou o exército assírio, liderado por oficiais e não pelo próprio rei, à Anatólia para vingar a morte de Sargão e, no final do mesmo ano, começou a guerrear contra Merodaque-Baladã no sul. Depois de lutar contra a Babilônia por quase dois anos, Senaqueribe conseguiu recapturar a Babilônia, embora Merodaque-Baladã tenha fugido para Elão mais uma vez, e Belibni, um nobre babilônico criado na corte assíria, foi instalado como rei vassalo da Babilônia. Em 701 a.C., Senaqueribe empreendeu a campanha mais famosa de seu reinado, a invadindo o Levante para forçar os Estados de lá a pagar tributo novamente. Este conflito é a primeira guerra assíria a ser registrada em grande detalhe não apenas em inscrições assírias, mas também em fontes clássicas e na Bíblia Hebraica. O relato assírio diverge um pouco do bíblico; enquanto as inscrições assírias descrevem a campanha como um sucesso retumbante, na qual o tributo foi recuperado, alguns Estados foram anexados completamente e Senaqueribe até conseguiu impedir as ambições egípcias na região, a Bíblia descreve Senaqueribe sofrendo uma derrota esmagadora fora de Jerusalém. Uma vez que Ezequias, o rei de Judá (que governou Jerusalém), pagou um pesado tributo a Senaqueribe após a campanha, os estudiosos modernos consideram mais provável que o relato bíblico, motivado por preocupações teológicas, seja altamente distorcido e que Senaqueribe tenha sucedido em seus objetivos de campanha e reimpôs a autoridade assíria na região.

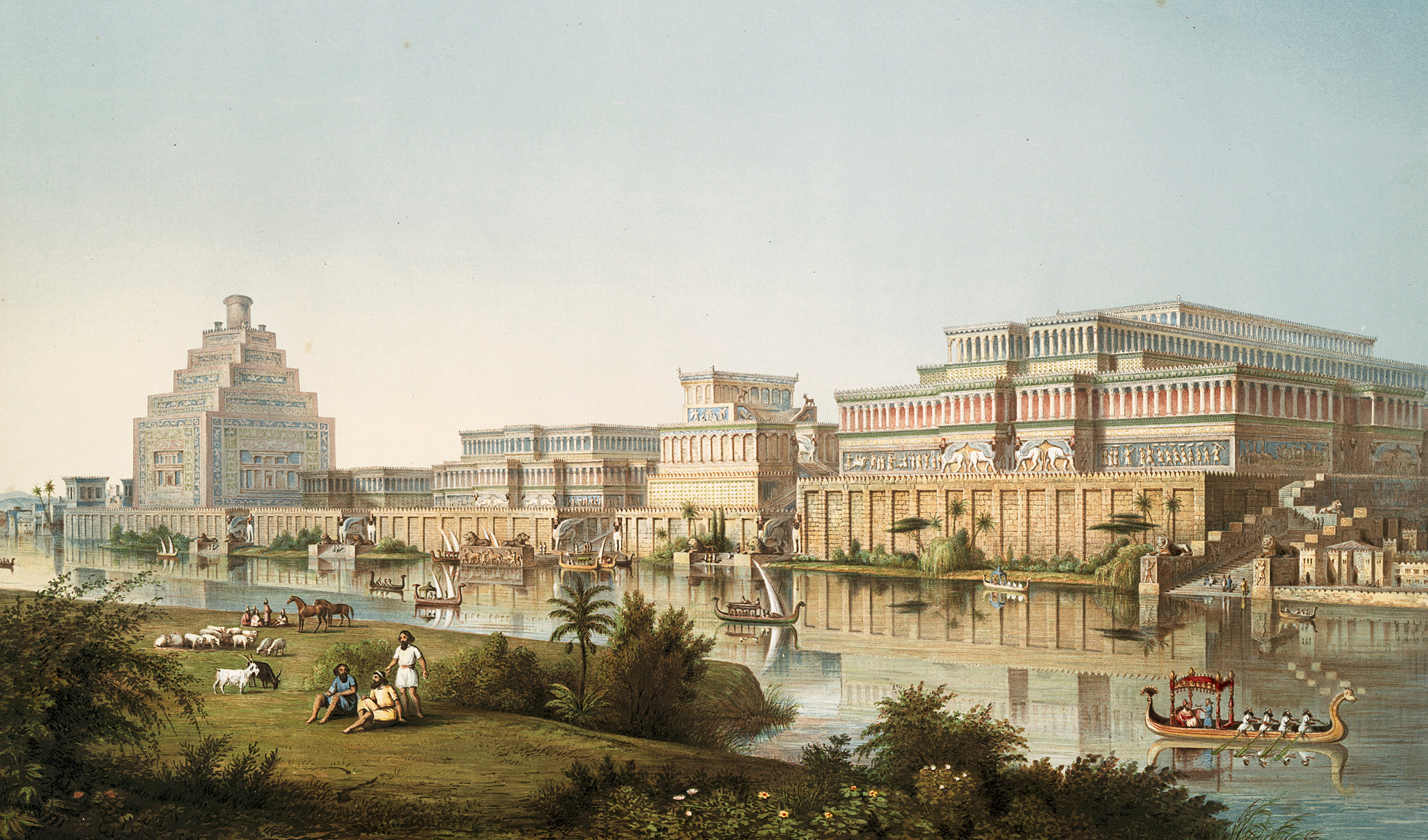
Reconstrução do século XIX de Nínive, feita capital sob Senaqueribe

No entanto, o relato bíblico inclui o fato de que Ezequias pagou um tributo muito grande a Senaqueribe; foi apenas o cerco e a tentativa de absorver totalmente Judá que foi relatada como terminando em fracasso, de acordo com 2 Crônicas 32.
O mandato de Belibni como governante vassalo da Babilônia não durou muito e ele foi continuamente contestado por Merodaque-Baladã e outro senhor da guerra caldeu, Musezibe-Marduque, que esperavam tomar o poder para si. Em 700 a.C., Senaqueribe invadiu a Babilônia novamente e expulsou Merodaque-Baladã e Musezibe-Marduque. Precisando de um governante vassalo com autoridade mais forte, ele colocou seu filho mais velho, Assurnadinsumi, no trono da Babilônia. Por alguns anos, a paz interna foi restaurada e Senaqueribe manteve o exército ocupado com algumas campanhas menores. Durante esse tempo, Senaqueribe concentrou sua atenção principalmente em projetos de construção; entre 699 e 695 a.C., ele ambiciosamente reconstruiu e renovou Nínive, construindo, entre outras obras, um novo palácio gigantesco, o Palácio do Sudoeste, e uma grande parede de 12 quilômetros (7,5 milhas) de comprimento e 25 metros (82 pés) de altura. É possível que um grande parque construído perto do Palácio do Sudoeste tenha servido de inspiração para os lendários Jardins Suspensos da Babilônia. A escolha de Senaqueribe de tornar Nínive a capital provavelmente resultou não apenas de ele ter vivido muito tempo na cidade como príncipe herdeiro, mas também por causa de sua localização ideal, sendo um ponto importante nos sistemas rodoviários e comerciais estabelecidos e também localizado perto de um importante vau através do rio Tigre.

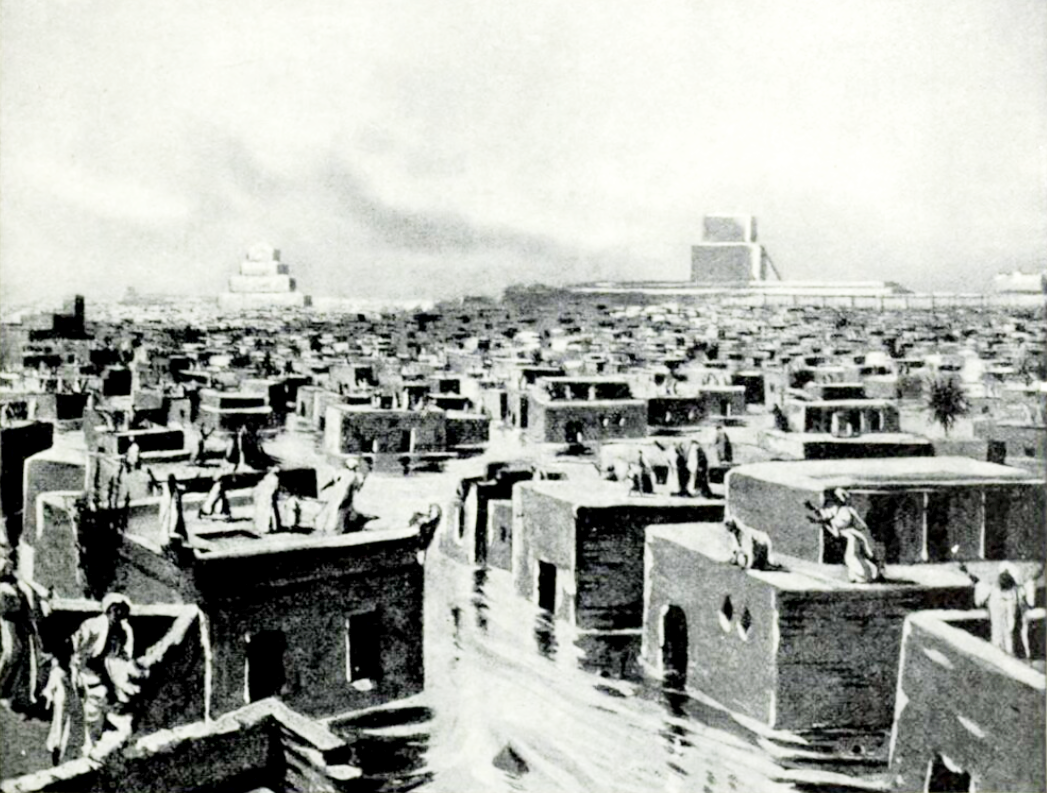
Ilustração do século XX da destruição da Babilônia por Senaqueribe

Em 694 a.C., Senaqueribe invadiu Elão, com o objetivo explícito de erradicar Merodaque-Baladã e seus apoiadores. Senaqueribe navegou pelo Golfo Pérsico com uma frota construída por construtores navais fenícios e gregos e capturou e saqueou inúmeras cidades elamitas. Ele nunca se vingou de Merodaque-Baladã, que morreu de causas naturais antes do desembarque do exército assírio, e a campanha, em vez disso, aumentou significativamente o conflito com a facção anti-assíria na Babilônia e com os elamitas. O rei elamita Halusu-Insusinaque se vingou de Senaqueribe marchando sobre a Babilônia enquanto os assírios estavam ocupados em suas terras. Durante esta campanha, Assurnadinsumi foi capturado por alguns meios e levado para Elão, onde provavelmente foi executado. Em seu lugar, os elamitas e os babilônios coroaram o nobre babilônico Nergalusezibe como rei da Babilônia. Embora Senaqueribe apenas alguns meses depois tenha derrotado e capturado Nergalusezibe em batalha, a guerra se arrastou quando o senhor da guerra caldeu Musezibe-Marduque assumiu o controle da Babilônia no final de 693 a.C. e reuniu uma grande coalizão de caldeus, arameus, árabes e elamitas para resistir à retribuição assíria. Após uma série de batalhas, Senaqueribe finalmente recapturou a Babilônia em 689 a.C. Musezibe-Marduque foi capturado e Babilônia foi destruída quase completamente em um esforço para erradicar a identidade política babilônica.
Os últimos anos do reinado de Senaqueribe foram relativamente pacíficos no império, mas começaram a surgir problemas dentro da própria corte real. Embora o próximo filho mais velho de Senaqueribe, Arda-Mulissu, tenha substituído Assurnadinsumi como herdeiro após a morte deste último, por volta de 684 a.C., o filho mais novo Assaradão foi proclamado herdeiro. Talvez Senaqueribe tenha sido influenciado pela mãe de Assaradão, Naquia, que em tempos posteriores tornou-se cada vez mais proeminente e poderosa. Decepcionado, Arda-Mulissu e seus apoiadores pressionaram Senaqueribe para restabelecê-lo como herdeiro. Embora eles tenham conseguido forçar Assaradão ao exílio no oeste para sua própria proteção, Senaqueribe nunca aceitou Arda-Mulissu como herdeiro novamente. No final de 681 a.C., Arda-Mulissu matou seu pai em um templo em Nínive. Por causa do regicídio, Arda-Mulissu perdeu parte de seu apoio anterior e não pôde se submeter a uma coroação antes que Assaradão voltasse com um exército. Apenas dois meses após o assassinato de Senaqueribe, Assaradão capturou Nínive e tornou-se rei, enquanto Arda-Mulissu e seus partidários fugiram do império.

#### Assaradão e Assurbanípal

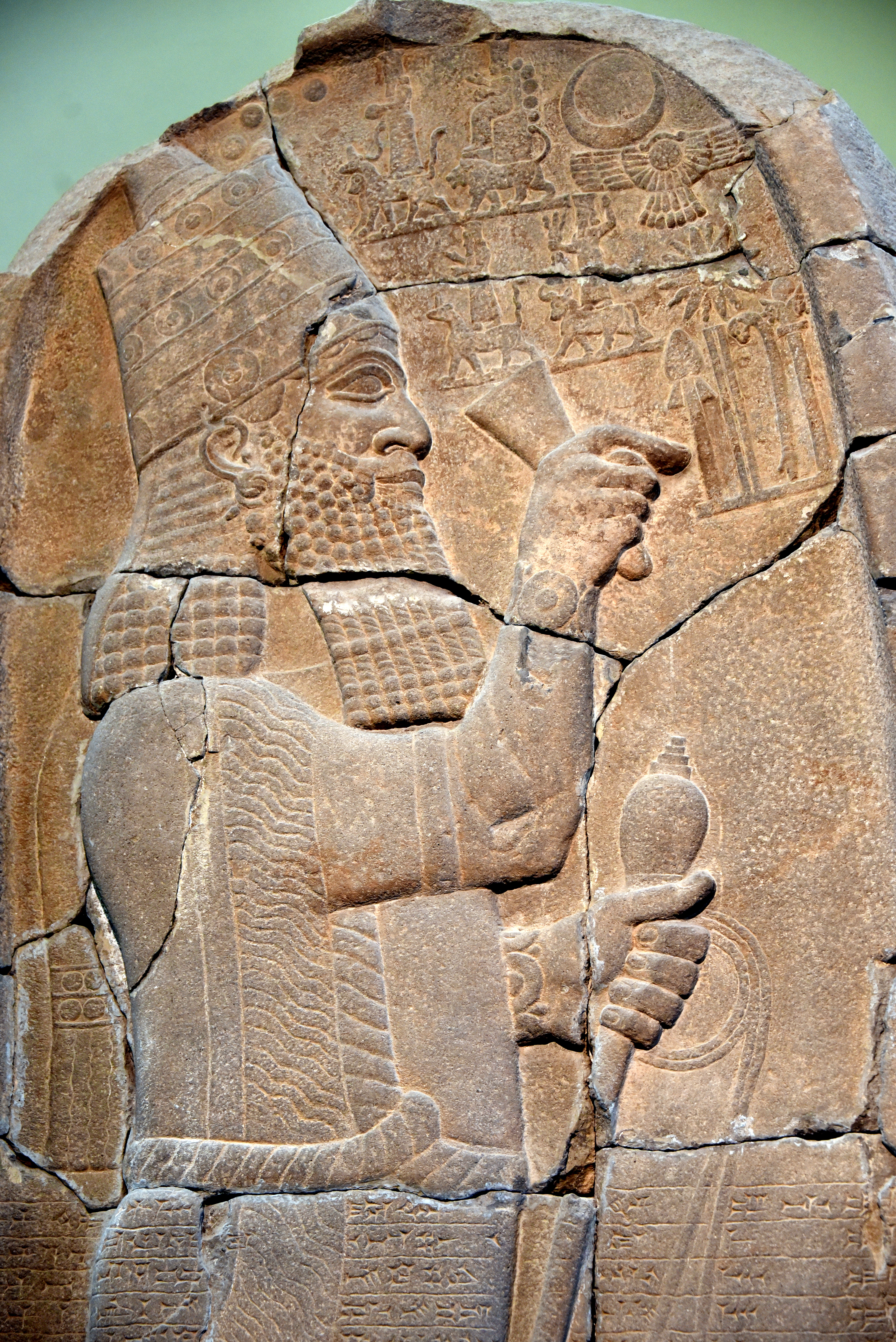
Assaradão, conforme retratado em sua estela da vitória

Assaradão procurou estabelecer um novo e duradouro equilíbrio de poder entre as partes norte e sul de seu império. Assim, ele reconstruiu a Babilônia no sul, vendo a destruição da cidade por Senaqueribe como excessivamente brutal, mas também se certificou de não negligenciar os templos e cultos da Assíria. Assaradão era um homem profundamente perturbado. Como resultado de sua ascensão tumultuada ao trono, ele desconfiava profundamente de seus funcionários e familiares; algo que também teve como efeito colateral o aumento da proeminência das mulheres em seu reinado, em quem ele confiava mais. A mãe de Assaradão, Naquia, sua rainha Esar-Hamate e sua filha Seruaeterate eram todas mais poderosas e proeminentes do que a maioria das mulheres na história assíria anterior. O rei também estava frequentemente indisposto e doente e também parece ter sofrido de depressão, que se intensificou após a morte de sua rainha e vários de seus filhos.
Apesar de sua saúde física e mental, Assaradão liderou muitas campanhas militares bem-sucedidas, várias delas mais distantes do coração assírio do que as de qualquer rei anterior. Ele derrotou os cimérios que atormentavam a parte noroeste do império, conquistou as cidades de Cundu e Sissû na Anatólia e conquistou a cidade fenícia de Sídon, que foi renomeada Kar-Aššur‐aḫu‐iddina ("fortaleza de Assaradão"). Depois de lutar contra os medos nas montanhas Zagros, Assaradão fez campanha mais para o leste do que qualquer rei antes dele, chegando até o Irã moderno como o deserto de Cavir, na conquista assíria de Elão. Assaradão também invadiu a Arábia oriental, onde conquistou um grande número de cidades, incluindo Diḫranu (atual Darã).
A maior conquista militar de Assaradão foi sua conquista do Egito em 671 a.C. Ele havia tentado conquistar o Egito já em 674 a.C., mas foi rechaçado. Através do apoio logístico de várias tribos árabes, a invasão de 671 a.C. tomou uma rota difícil através do centro do Sinai e pegou os exércitos egípcios de surpresa. Após uma série de três grandes batalhas contra o faraó Taraca, Assaradão capturou Mênfis, a capital egípcia. Taraca fugiu para o sul, para Núbia, e Assaradão permitiu que a maioria dos governadores locais permanecessem no cargo, embora ele tenha deixado alguns de seus representantes para supervisioná-los. A conquista do Egito não apenas colocou uma terra de grande prestígio cultural sob o domínio de Assaradão, mas também levou o Império Neoassírio à sua maior extensão.
Embora estivesse entre os reis mais bem-sucedidos da história da Assíria, Assaradão enfrentou inúmeras conspirações contra seu governo, talvez porque o rei sofrendo de uma doença pudesse ser visto como os deuses retirando seu apoio divino para seu governo. Na época das campanhas egípcias, houve pelo menos três grandes insurgências contra Assaradão dentro do próprio coração da Assíria; em Nínive, o chefe eunuco Assurnasir foi profetizado por um refém da Babilônia para substituir Assaradão como rei, uma profetisa em Harã proclamou que Assaradão e sua linhagem seriam "destruídos" e que um usurpador chamado Sasî se tornaria rei, e em Assur, o governador local instigou uma conspiração após receber um sonho profético em que uma criança se levantava de uma tumba e lhe entregava um cajado. Através de uma rede bem desenvolvida de espiões e informantes, Assaradão descobriu todas essas tentativas de golpe e, em 670 a.C., mandou matar um grande número de oficiais de alto escalão. Em 672 a.C., Assaradão decretou que seu filho mais novo Assurbanípal (r. 669–631 a.C.) iria sucedê-lo na Assíria e que o filho mais velho Samassumuquim governaria a Babilônia. Para garantir que a sucessão ao trono após sua própria morte fosse mais tranquila do que sua própria ascensão, Assaradão forçou todos no império, não apenas os oficiais proeminentes, mas também governantes vassalos distantes e membros da família real, a fazer juramentos de fidelidade aos sucessores e respeitar o acordo. Quando Assaradão morreu de uma doença durante seu caminho para a campanha no Egito mais uma vez em 669 a.C., sua mãe Naquia também forçou juramentos semelhantes de lealdade a Assurbanípal, que se tornou rei sem incidentes. Um ano depois, Assurbanípal supervisionou a posse de Samassumuquim como (em grande parte cerimonial) rei da Babilônia.

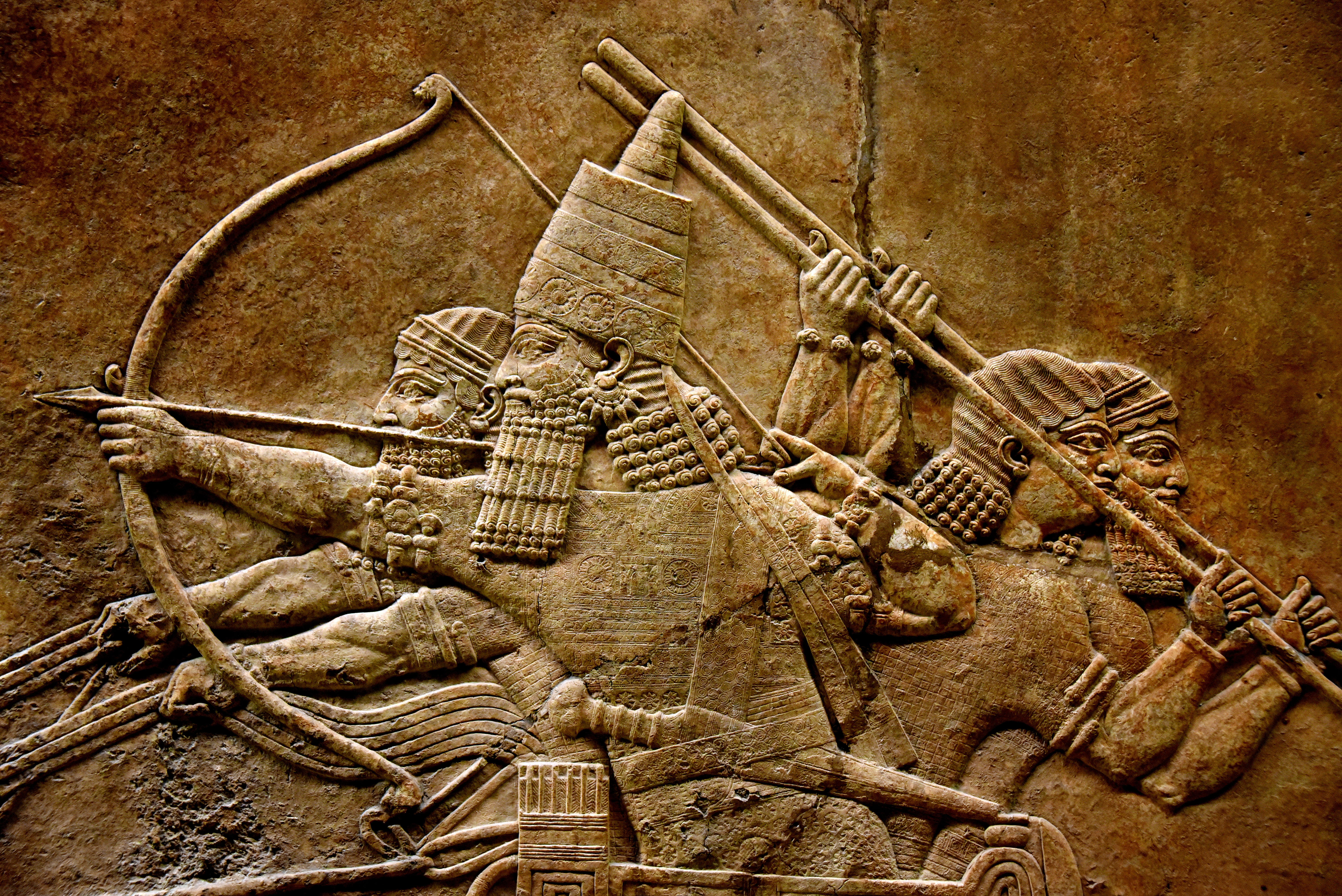
Relevo retratando Assurbanípal em uma carruagem, armado com um arco

Assurbanípal é frequentemente considerado o último grande rei da Assíria. Seu reinado viu a última vez que as tropas assírias marcharam em todas as direções do Oriente Próximo. Em 667 a.C. e 664 a.C., Assurbanípal invadiu o Egito após revoltas anti-assírias; tanto o faraó Taraca quanto seu sobrinho Tanutamon foram derrotados e Assurbanípal capturou a capital egípcia do sul, Tebas, de onde enormes quantidades de saque foram enviadas de volta à Assíria. Em 664 a.C., após um prolongado período de paz, o rei elamita Urtaque lançou uma invasão surpresa da Babilônia que renovou as hostilidades. Após campanhas indecisas por dez anos, o rei elamita Teumã foi derrotado em 653 a.C., capturado e executado em uma batalha no rio Ulai. A cabeça de Teumã foi trazida de volta a Nínive e exibida ao público. O próprio Elão, entretanto, permaneceu invicto e continuou a trabalhar contra a Assíria por algum tempo.

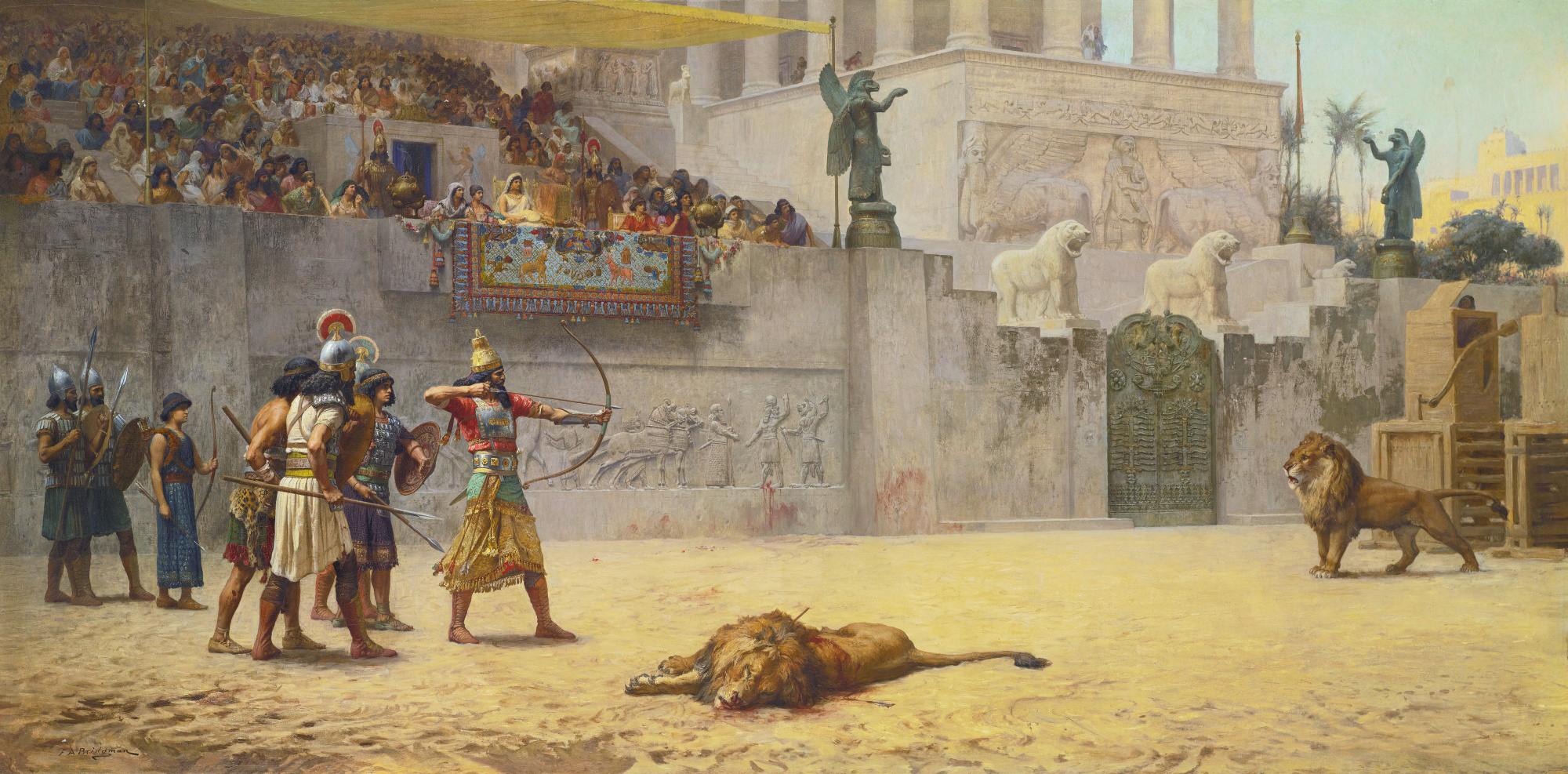
The Diversion of an Assyrian King (1876) por Frederick Arthur Bridgman

Um dos problemas crescentes no início do reinado de Assurbanípal foram as divergências entre Assurbanípal e seu irmão mais velho Samassumuquim. Embora os documentos de Assaradão sugiram que Samassumuquim pretendia herdar toda a Babilônia, parece que ele controlava apenas as imediações da própria Babilônia, já que várias outras cidades babilônicas aparentemente o ignoraram e consideraram Assurbanípal como seu rei. Com o tempo, parece que Samassumuquim passou a se ressentir do controle autoritário de seu irmão e em 652 a.C., com a ajuda de vários reis elamitas, ele se revoltou. A guerra terminou desastrosamente para Samassumuquim; em 648 a.C., Assurbanípal capturou a Babilônia após um longo cerco e devastou a cidade. Samassumuquim pode ter morrido incendiando-se em seu palácio. Assurbanípal o substituiu como rei da Babilônia pelo governante fantoche Candalanu e então marchou sobre Elão. A capital elamita de Susã foi capturada e devastada e um grande número de prisioneiros elamitas foram levados para Nínive, torturados e humilhados. Assurbanípal optou por não anexar e integrar Elão ao Império Neoassírio, deixando-o aberto e indefeso. Nas décadas seguintes, os persas migrariam para a região e reconstruiriam as ruínas das fortalezas elamitas para uso próprio.
Embora as inscrições de Assurbanípal apresentem a Assíria como uma hegemonia incontestada e divinamente apoiada em todo o mundo, rachaduras começaram a se formar no império durante seu reinado. Em algum momento depois de 656 a.C., o império perdeu o controle do Egito, que caiu nas mãos do faraó Psamético I, fundador da vigésima sexta dinastia. A independência egípcia foi alcançada lentamente e as relações permaneceram pacíficas; Psamético foi originalmente concedido ao Egito como vassalo por Assurbanípal e com o exército assírio ocupado em outro lugar, a região lentamente recuou do alcance de Assurbanípal. Assurbanípal fez inúmeras campanhas contra várias tribos árabes que falharam em consolidar o domínio sobre suas terras e desperdiçaram recursos assírios. Talvez o mais importante, sua devastação da Babilônia após derrotar Samassumuquim alimentou sentimentos anti-assírios no sul da Mesopotâmia, que logo após sua morte teria consequências desastrosas. O reinado de Assurbanípal também parece ter visto uma crescente desconexão entre o rei e a elite tradicional do império; os eunucos tornaram-se poderosos sem precedentes em seu tempo, recebendo grandes extensões de terras e inúmeras isenções fiscais.

### Colapso e queda do império

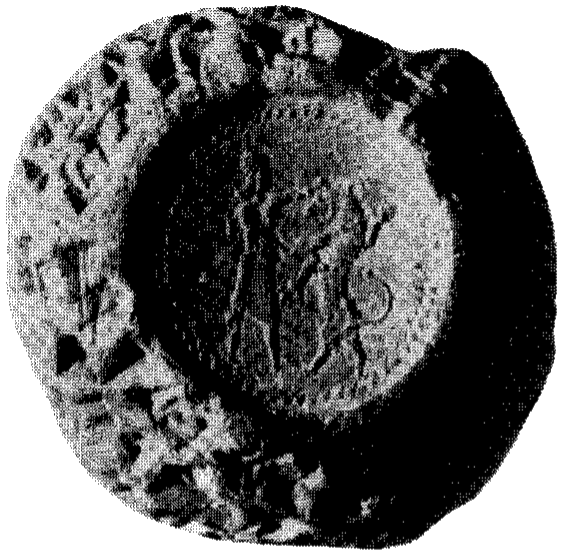
Impressão de um selo possivelmente pertencente ao eunuco usurpador Sinsumulisir

Após a morte de Assurbanípal em 631 a.C., o trono foi herdado por seu filho Assuretililani. Embora alguns historiadores tenham transmitido a ideia de que Assuretililani era menor de idade após sua ascensão, isso é improvável, visto que foi atestado que ele teve filhos durante seu breve reinado. Assuretililani, apesar de ser o sucessor legítimo de seu pai, parece ter sido instalado apenas contra considerável oposição com a ajuda do chefe eunuco Sinsumulisir. Um oficial assírio chamado Nabu-rihtu-usur parece ter tentado usurpar o trono, mas sua conspiração foi rapidamente esmagada por Sinsumulisir. Uma vez que as ruínas escavadas em Nínive na época da morte de Assurbanípal mostram evidências de danos causados pelo fogo, a conspiração pode ter resultado em violência e agitação dentro da própria capital. Em comparação com seus predecessores, Assuretililani parece ter sido um governante relativamente ocioso; nenhum registro de nenhuma campanha militar é conhecido e seu palácio em Ninrude era muito menor do que o dos reis anteriores. É possível que o governo tenha sido mais ou menos inteiramente dirigido por Sinsumulisir durante todo o seu reinado. Após um reinado de apenas quatro anos, Assuretililani morreu em circunstâncias pouco claras em 627 a.C. e foi sucedido por seu irmão Sinsariscum. Historicamente, tem sido frequentemente assumido, sem qualquer evidência de apoio, que Sinsariscum lutou com Assuretililani pelo trono. Embora as circunstâncias exatas da morte de Assuretililani sejam desconhecidas, não há evidências que sugiram que Sinsariscum tenha conquistado o trono por qualquer outro meio que não seja a herança legítima após a morte repentina de seu irmão.
A ascensão de Sinsariscum não passou sem contestação. Imediatamente após sua ascensão ao trono, Sinsumulisir se rebelou e tentou reivindicar o trono para si, apesar da falta de qualquer reivindicação genealógica e como o único eunuco a fazê-lo na história da Assíria. Sinsumulisir conquistou com sucesso várias cidades proeminentes na Babilônia, incluindo Nipur e a própria Babilônia, mas foi derrotado por Sinsariscum após três meses. Esta vitória fez pouco para aliviar os problemas de Sinsariscum. Também morrendo em 627 a.C. estava o rei vassalo da Babilônia, Candalanu, que reinou por muito tempo. As rápidas mudanças de regime e a agitação interna reforçaram as esperanças babilônicas de se livrar do domínio assírio e recuperar a independência, um movimento que rapidamente proclamou Nabopolassar, provavelmente um membro de uma família política proeminente em Uruque, como seu líder. Alguns meses após a derrota de Sinsumulisir, Nabopolassar e seus aliados capturaram Nipur e Babilônia, embora a resposta assíria tenha sido rápida e Nipur tenha sido recapturada em outubro de 626 a.C. As tentativas de Sinsariscum de retomar a Babilônia e Uruque não tiveram sucesso, no entanto, e na sequência Nabopolassar foi formalmente investido como rei da Babilônia em 22/23 de novembro de 626 a.C., restaurando a Babilônia como um reino independente.
Nos anos que se seguiram à coroação de Nabopolassar, a Babilônia se tornou um campo de batalha brutal entre os exércitos assírio e babilônico. Embora as cidades frequentemente mudassem de mãos repetidamente, os babilônios lenta mas seguramente empurraram os exércitos de Sinsariscum para fora do sul. Sob a liderança pessoal de Sinsariscum, as campanhas assírias contra Nabopolassar inicialmente pareciam ser bem-sucedidas: em 625 a.C., Sipar foi retomada e Nabopolassar falhou em tomar Nipur, em 623 a.C. os assírios recapturaram a cidade natal ancestral de Nabopolassar, Uruque. Sinsariscum poderia ter sido vitorioso se não fosse por um usurpador, cujo nome não é conhecido, dos territórios ocidentais do império se rebelando em 622 a.C., marchando sobre Nínive e tomando a capital. Embora este usurpador tenha sido derrotado por Sinsariscum após apenas 100 dias, a ausência do exército assírio permitiu que as forças de Nabopolassar capturassem toda a Babilônia em 622-620 a.C. Apesar dessa perda, havia poucos motivos para os assírios suspeitarem que a consolidação da Babilônia por Nabopolassar fosse um evento significativo e não apenas uma inconveniência temporária; em levantes babilônicos anteriores, os babilônios às vezes ganhavam vantagem temporariamente.

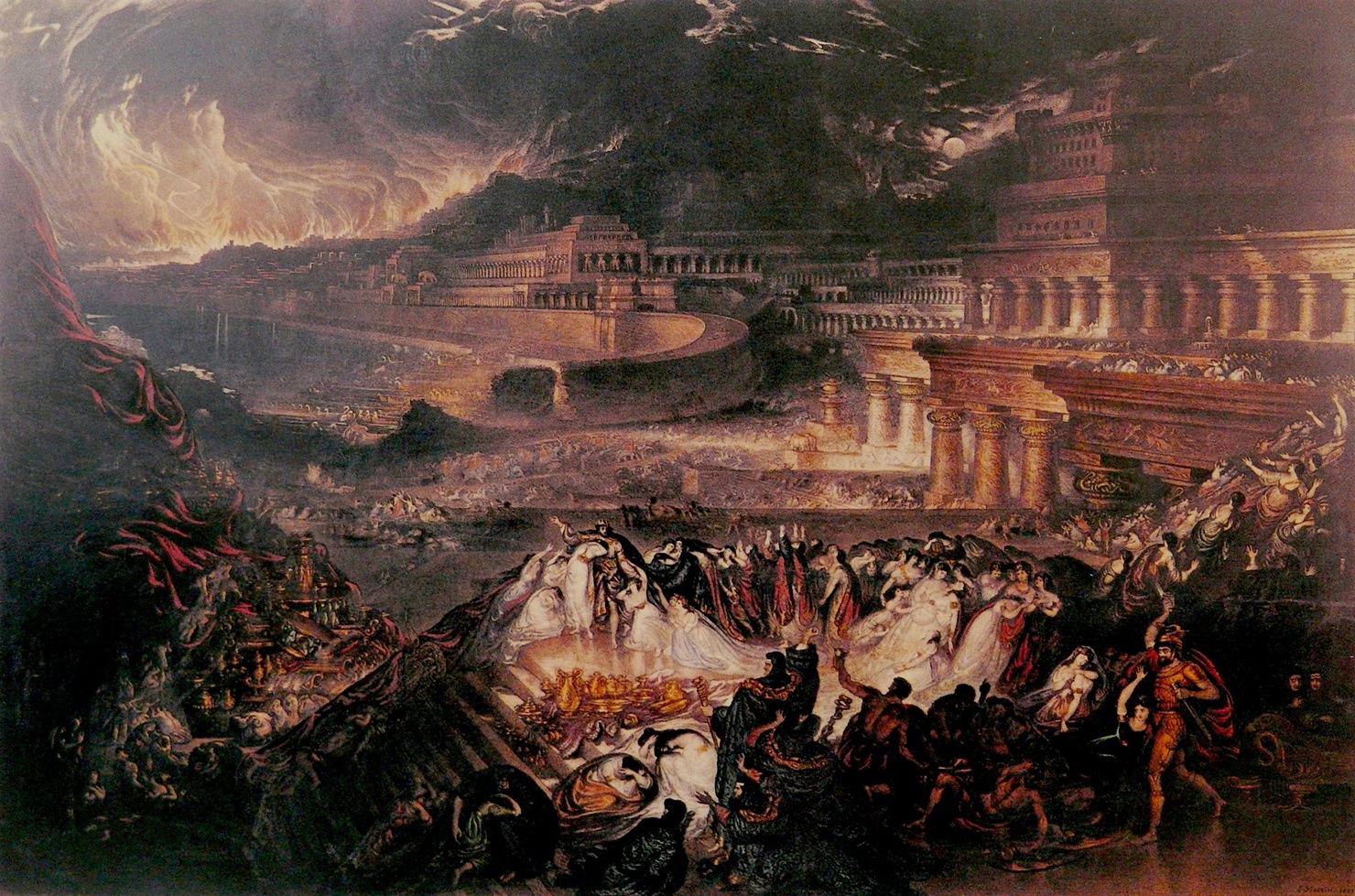
Queda de Nínive (1829) por John Martin

Mais alarmante foram as primeiras incursões de Nabopolassar no coração assírio em 616 a.C., que resultou na captura de algumas cidades fronteiriças e na derrota das guarnições assírias locais. O coração assírio não havia sido invadido por quinhentos anos e o evento ilustrou que a situação era terrível o suficiente para o aliado mais próximo de Sinsariscum, Psamético I do Egito, entrar no conflito ao lado da Assíria. Psamético provavelmente estava interessado principalmente em que a Assíria permanecesse como um amortecedor entre seu próprio império em crescimento e os babilônios e outras potências no leste. Em maio de 615 a.C., Nabopolassar atacou Assur, ainda o centro religioso e cerimonial da Assíria e agora a cidade remanescente no extremo sul do império. Sinsariscum conseguiu derrotar o ataque de Nabopolassar e, por um tempo, salvar a velha cidade. É duvidoso que Nabopolassar jamais teria alcançado uma vitória duradoura sem a entrada dos medos no conflito. Há muito fragmentados em várias tribos e frequentemente alvos de campanhas militares assírias, os medos foram unidos sob o comando do rei Ciaxares. No final de 615 a.C. ou em 614 a.C., Ciaxares e seu exército entraram na Assíria e conquistaram a região ao redor da cidade de Arrapa em preparação para uma campanha contra Sinsariscum. Embora existam muitas fontes anteriores discutindo as relações assírio-medas, nenhuma foi preservada do período que antecedeu a invasão de Ciaxares e, como tal, o contexto político e as razões para o ataque repentino não são conhecidos. Talvez a guerra entre a Babilônia e a Assíria tenha interrompido a economia dos medos e inspirado uma intervenção direta. Em julho ou agosto de 614 a.C., os medos montaram ataques a Ninrude e Nínive e capturaram Assur, levando a velha cidade a ser brutalmente saqueada e seus habitantes massacrados. Nabopolassar chegou a Assur após o saque e, ao chegar, conheceu e se aliou a Ciaxares. A queda de Assur deve ter sido devastadora para o moral dos assírios. Apenas dois anos depois, em 612 a.C., após um cerco de dois meses, os medos e babilônios capturaram Nínive, com Sinsariscum morrendo na defesa da cidade. A captura da cidade foi seguida por saques e destruição extensivos e efetivamente significou o fim do Império Assírio.

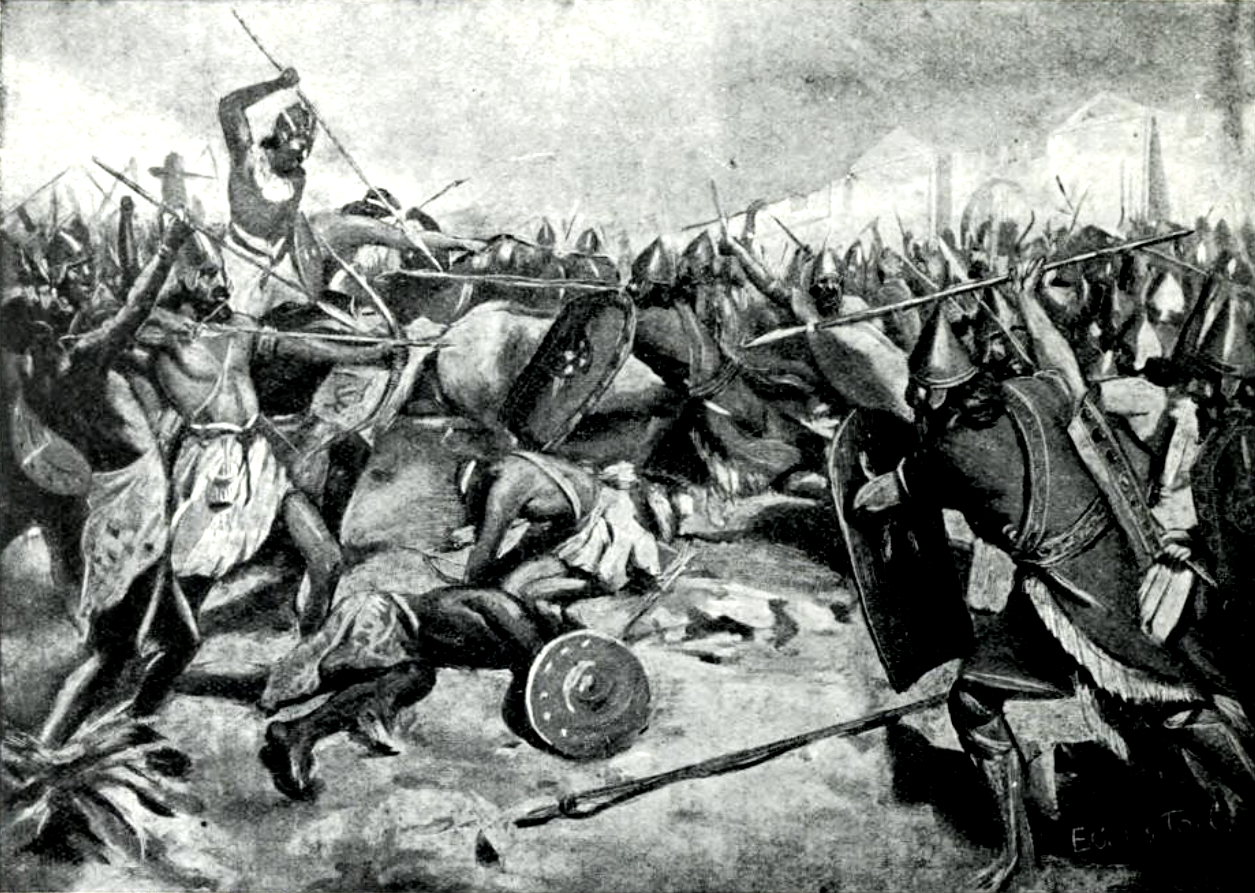
Ilustração do século XX da Batalha de Carquemis

Após a queda de Nínive, um general e príncipe assírio, possivelmente filho de Sinsariscum, liderou os remanescentes do exército assírio e se estabeleceu em Harã, no oeste. O príncipe escolheu o nome real Assurubalite II, provavelmente uma escolha altamente consciente, já que sua etimologia ("Assur manteve-se vivo") sugeria que a Assíria acabaria por ser vitoriosa e uma vez que evocava o nome de Assurubalite  I, o governante assírio do século XIV a.C. que foi o primeiro a adotar o título šar ("rei"). Devido à perda de Assur, Assurubalite não pôde passar pelo tradicional ritual de coroação assíria e, como tal, governou formalmente sob o título de "príncipe herdeiro", embora os documentos babilônicos o considerassem o novo rei assírio. O governo de Assurubalite em Harã durou até o final de 610 a.C. ou início de 609 a.C., quando a cidade foi capturada pelos babilônios e medos. Três meses depois, uma tentativa de Assurubalite e dos egípcios de retomar a cidade falhou desastrosamente e Assurubalite desapareceu das fontes, seu destino final desconhecido. Os remanescentes do exército assírio continuaram a lutar ao lado das forças egípcias contra os babilônios até uma derrota esmagadora na Batalha de Carquemis em 605 a.C. Embora a cultura assíria tenha perdurado durante o subsequente período pós-imperial da história assíria e além, a derrota final de Assurubalite em Harã em 609 a.C. marcou o fim da antiga linhagem de reis assírios e da Assíria como um Estado.

## Razões para a queda da Assíria

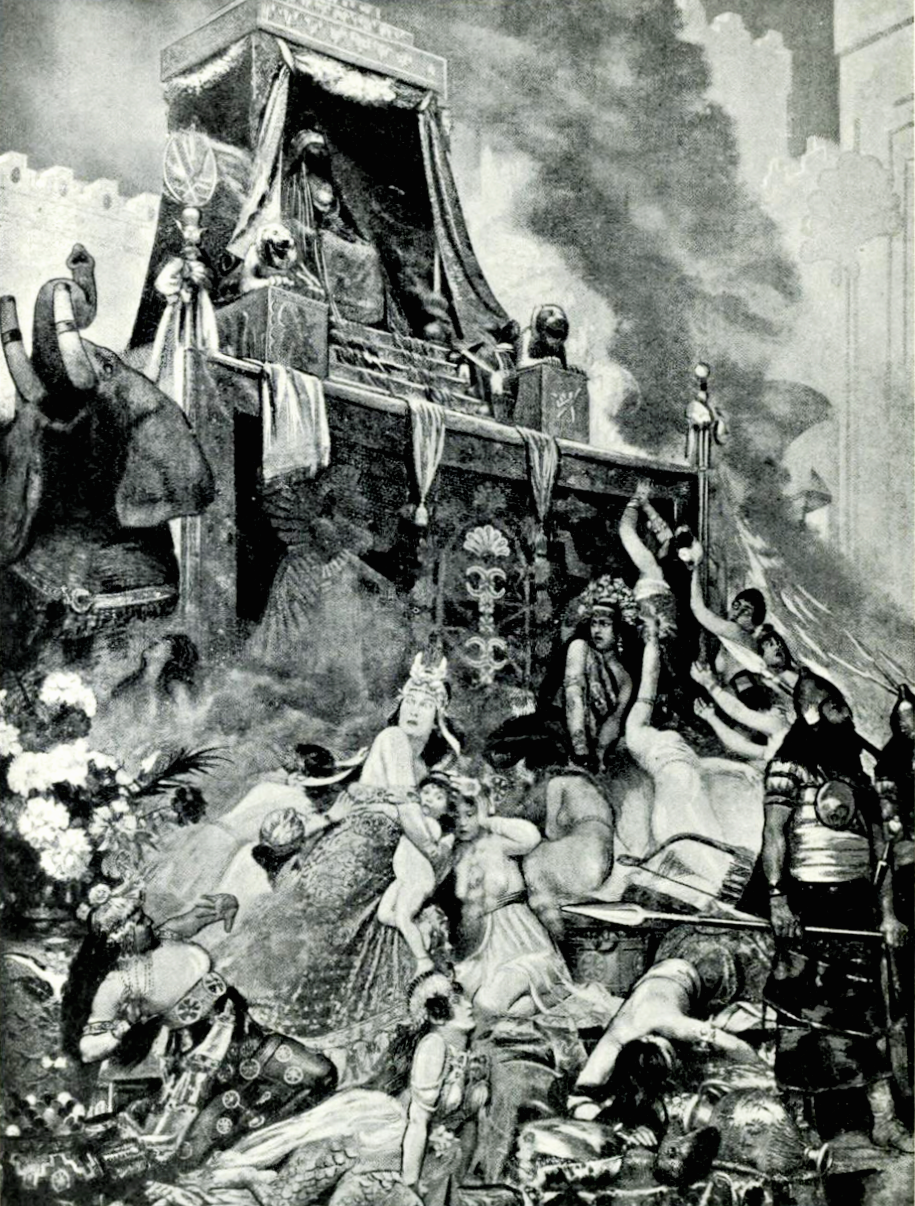
ilustração do século XX da Queda de Nínive

A queda da Assíria foi rápida, dramática e inesperada; ainda hoje, os estudiosos modernos continuam a lidar com os fatores que causaram a queda rápida e violenta do império. Uma possível explicação comumente citada é a agitação e as guerras civis que precederam imediatamente a ascensão de Nabopolassar. Tal conflito civil pode ter causado uma crise de legitimidade, e os membros da elite assíria podem ter se sentido cada vez mais desconectados do rei assírio. No entanto, não há, como mencionado, nenhuma evidência de que Assuretililani e Sinsariscum guerrearam entre si e outras revoltas de oficiais assírios (a agitação após a ascensão de Assuretililani, a rebelião de Sinsumulisir e a captura  de Nínive por um usurpador em 622 a.C.) foram resolvidos com relativa rapidez. Guerra civil prolongada é, portanto, improvável que tenha sido a razão para a queda do império.
Outra explicação proposta era que o domínio assírio sofria de sérias vulnerabilidades estruturais; mais importante, a Assíria parece ter pouco a oferecer às regiões que conquistou além de ordem e liberdade de conflitos; as terras conquistadas foram mantidas sob controle por meio do medo e do terror, alienando os povos locais. Como tal, as pessoas fora do coração assírio podem ter tido poucos motivos para permanecer leais quando o império foi atacado. Outras explicações podem estar nas ações e políticas dos próprios reis assírios. Sob o reinado de Assaradão, muitos oficiais e generais experientes e capazes foram mortos como resultado da paranóia do rei e sob Assurbanípal, muitos perderam suas posições para eunucos. Alguns historiadores consideraram Assurbanípal um "rei irresponsável e auto-indulgente", já que em certo ponto nomeou seu músico-chefe o nome do ano. Embora seja fácil colocar a culpa em Sinsariscum, não há evidências que sugiram que ele era um governante incompetente. Nenhum plano defensivo existia para o coração da Assíria, uma vez que não havia sido invadido por séculos e Sinsariscum era um líder militar capaz usando táticas militares mesopotâmicas bem estabelecidas. Em uma guerra normal, Sinsariscum poderia ter saído vitorioso, mas estava totalmente despreparado para ficar na defensiva contra um inimigo que era numericamente superior e que visava destruir seu país em vez de conquistá-lo.
Ainda outro fator possível foram as questões ambientais. O aumento maciço da população no coração assírio durante o auge do Império Neoassírio pode ter levado a um período de seca severa que afetou a Assíria em uma extensão muito maior do que territórios próximos, como a Babilônia. É impossível determinar a gravidade de tais efeitos demográficos e climáticos.
Uma grande razão para o colapso da Assíria foi o fracasso em resolver o "problema babilônico" que atormentava os reis assírios desde que a Assíria conquistou o sul da Mesopotâmia. Apesar das muitas tentativas dos reis da dinastia sargônida para resolver as constantes rebeliões no sul de várias maneiras diferentes; a destruição da Babilônia por Senaqueribe e a restauração dela por Assaradão, rebeliões e insurreições permaneceram comuns. Isso ocorre apesar da Babilônia, em sua maior parte, ser tratada com mais indulgência do que outras regiões conquistadas. A Babilônia, por exemplo, não foi anexada diretamente à Assíria, mas preservada como um reino completo, governado por um rei cliente nomeado ou pelo rei assírio em uma união pessoal. Apesar dos privilégios que os assírios se viam estendendo aos babilônios, a Babilônia recusou-se a ser passiva em questões políticas, provavelmente porque os babilônios podem ter visto os reis assírios, que apenas ocasionalmente visitavam a cidade, como falhando em cumprir os deveres religiosos tradicionais dos reis babilônicos. A forte valorização da cultura babilônica na Assíria às vezes se transformava em ódio, o que levou a Babilônia a sofrer vários atos brutais de retribuição dos reis assírios após revoltas. A revolta de Nabopolassar foi a última de uma longa linha de revoltas babilônicas contra os assírios e o fracasso de Sinsariscum em detê-la, apesar de tentar por anos, condenou seu império. Apesar de todos esses fatores simultâneos, é possível que o império tivesse sobrevivido se a inesperada aliança entre babilônios e medos não tivesse sido selada.

## Governo

### Reinado e ideologia real
Senaqueribe, o grande rei, o poderoso rei, rei do Universo, rei da Assíria, rei dos Quatro Cantos do Mundo; favorito dos grandes deuses; o sábio e astuto; herói forte, primeiro entre todos os príncipes; a chama que consome o insubmisso, que atinge os ímpios com o raio.— Trecho dos títulos reais de Senaqueribe (r. 705–681 a.C.)
Em documentos que descrevem as coroações de reis assírios dos períodos médio e neoassírio, está especificamente registrado que o rei foi ordenado por Assur, a divindade nacional assíria, para "ampliar a terra do deus Assur" e "estender a terra a seus pés". Os assírios viam seu império como sendo a parte do mundo supervisionada e administrada por Assur, por meio de seus agentes humanos. Em sua ideologia, o reino externo fora da Assíria era caracterizado pelo caos e as pessoas de lá eram incivilizadas, com práticas culturais desconhecidas e línguas estranhas. O terreno também era desconhecido e incluía ambientes não encontrados na própria Assíria, como mares, vastas cadeias de montanhas e desertos gigantes. A mera existência do "reino externo" era considerada uma ameaça à ordem cósmica dentro da Assíria e, como tal, era dever do rei expandir o reino do deus Assur e incorporar essas terras estranhas, convertendo o caos em civilização.
A posição do rei acima de todos os outros era considerada natural na antiga Assíria, uma vez que ele, embora não fosse divino, era visto como o representante divinamente designado do deus Assur na terra. Seu poder, portanto, derivado de sua posição única entre a humanidade e sua obrigação de estender a Assíria para eventualmente cobrir o mundo inteiro foi lançado como um dever moral, humano e necessário, em vez de um imperialismo explorador. Embora seu poder fosse quase ilimitado, os reis não estavam livres da tradição e de suas obrigações. Os reis eram obrigados a fazer campanha militar uma vez por ano para levar o governo e a civilização do deus Assur aos "quatro cantos do mundo", se um rei não partisse para campanhas militares sua legitimidade seria severamente prejudicada. As campanhas eram geralmente justificadas por um inimigo ter feito algum tipo de afronta (real ou fabricada) contra o deus Assur. A força esmagadora do exército assírio foi usada para instilar a ideia de que era invencível, legitimando assim ainda mais o governo do rei assírio. O rei também era responsável por realizar vários rituais de apoio ao culto do deus Assur e ao sacerdócio assírio.

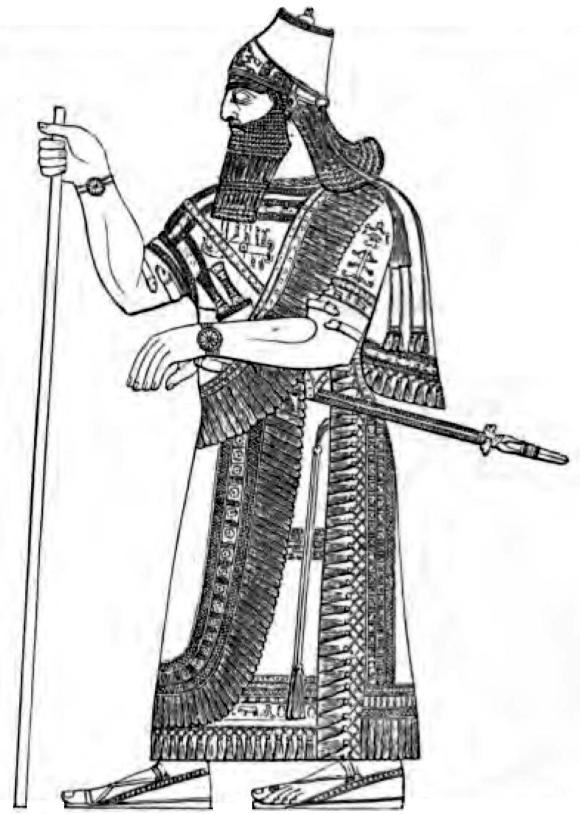
Desenho de um relevo de Ninrude representando um rei neoassírio

Como o governo e as ações do rei assírio eram vistos como divinamente aprovados, a resistência à soberania assíria em tempos de guerra era considerada resistência contra a vontade divina, que merecia punição. Povos e governos que se revoltaram contra a Assíria foram vistos como criminosos contra a ordem divina do mundo.
A legitimidade do rei assírio dependia da aceitação entre a elite imperial e, em menor medida, a população em geral, da ideia de que o rei era divinamente escolhido por Assur e qualificado de maneira única para sua posição. Havia vários métodos de legitimação empregados pelos reis neoassírios e suas cortes reais. Um dos métodos comuns, que parece ser uma inovação do Império Neoassírio, era a manipulação e codificação da própria história pessoal do rei na forma de anais. Acredita-se que esse gênero de textos tenha sido criado para apoiar a legitimidade do rei por meio do registro de eventos de seu reinado, particularmente suas façanhas militares. Os anais foram copiados por escribas e depois disseminados por todo o império para fins de propaganda, aumentando a percepção do poder do rei. Em muitos casos, informações históricas também foram inscritas em templos e outros edifícios. Os reis também faziam uso da legitimidade genealógica. Conexões reais (e em alguns casos talvez fabricadas) com a realeza passada estabeleceram tanto a singularidade quanto a autenticidade, uma vez que estabeleceram o monarca como um descendente de grandes ancestrais que, em nome do deus Assur, foram responsáveis por criar e expandir a civilização. Quase todos os reis neoassírios destacaram sua linhagem real em suas inscrições. A qualificação genealógica apresentava um problema para os usurpadores que não pertenciam à linhagem genealógica direta. Os dois reis neoassírios geralmente considerados usurpadores, Tiglate-Pileser III e Sargão II, na maioria das vezes não mencionaram conexões genealógicas em suas inscrições, mas, em vez disso, confiaram na nomeação divina direta. Ambos os reis afirmaram em várias de suas inscrições que o deus Assur havia "chamado meu nome" ou "me colocado no trono".

### Rainhas neoassírias

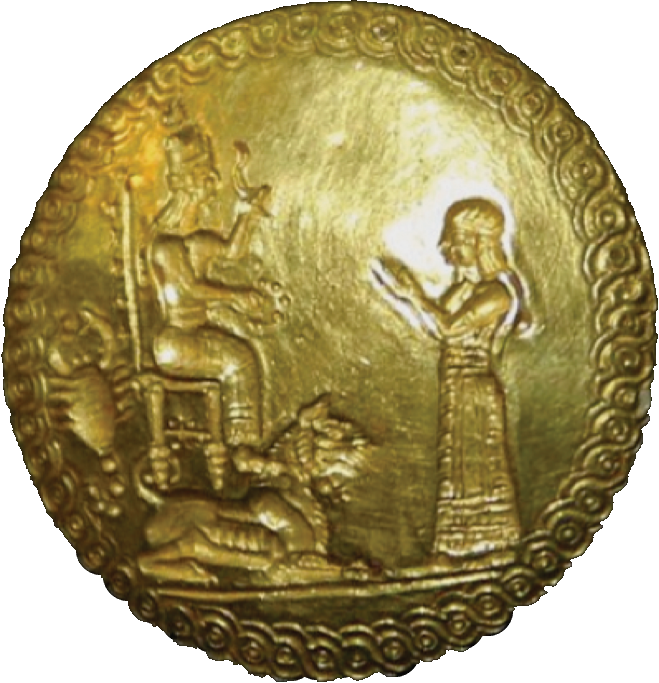
Selo de Hama, rainha de Salmaneser IV

As rainhas do Império Neoassírio eram intituladas issi ekalli, que poderia ser abreviado para sēgallu, ambos os termos significando "Mulher do Palácio". A versão feminina da palavra para "rei" (šarru) era šarratu, mas esse termo era aplicado apenas a deusas e rainhas de nações estrangeiras que governavam por direito próprio. Como as consortes assírias não governavam a si mesmas, os assírios não se referiam a elas como šarratu. A diferença na terminologia não significa necessariamente que as rainhas estrangeiras, que muitas vezes governavam territórios significativamente menores do que o Império Neoassírio, eram vistas como tendo um status mais elevado do que as rainhas assírias. Um símbolo frequentemente usado, aparentemente o símbolo real das próprias rainhas, que era usado em documentos e objetos para designar as rainhas, era um escorpião.
Embora as rainhas, como todos os outros membros femininos e masculinos da corte real, derivassem seu poder e influência de sua associação com o rei, elas não eram peões sem poder político. As rainhas tinham voz própria em assuntos financeiros e, embora idealmente devessem produzir um herdeiro para o trono, também tinham vários outros deveres e responsabilidades, geralmente em níveis muito altos do governo. As rainhas estavam envolvidas na organização de atividades religiosas, dedicavam presentes aos deuses e sustentavam financeiramente os templos. Elas estavam encarregadas de seus próprios recursos financeiros, muitas vezes consideráveis, evidenciados não apenas por textos sobreviventes sobre sua casa e atividades, mas também pelos tesouros descobertos nas tumbas das rainhas em Ninrude. Sob a dinastia sargônida, foram criadas unidades militares subservientes à rainha. Essas unidades não eram apenas uma guarda de honra para a rainha, mas incluíam comandantes, coortes de infantaria e carruagens e às vezes são conhecidas por terem participado ao lado de outras unidades em campanhas militares.
Talvez a mais poderosa das rainhas neoassírias tenha sido Samuramate, rainha de Samsiadade V, que pode ter governado como regente no início do reinado de seu filho Adadenirari III e participado de campanhas militares. Também poderosa era a mãe de Assaradão, Naquia, embora não seja certo se ela possuía o status de rainha. Naquia é a mulher mais bem documentada do período neoassírio e talvez tenha sido a mulher mais influente na história da Assíria, influenciando a política nos reinados de Senaqueribe, Assaradão e Assurbanípal.

### Elite e administração

Províncias e reinos vassalos do Império Neoassírio em seu auge no século VII a.C.

O sucesso sem precedentes do Império Neoassírio não se deveu apenas à capacidade da Assíria de se expandir, mas também, e talvez mais importante, à sua capacidade de incorporar com eficiência as terras conquistadas em seu sistema administrativo. É claro que havia um forte senso de ordem na mentalidade neoassíria, tanto que os neoassírios às vezes eram chamados de "prussianos do antigo Oriente Próximo". Esse senso de ordem se manifestou em várias partes da sociedade neoassíria, incluindo a forma mais quadrada e regular dos caracteres na escrita neoassíria e na administração organizada do Império Neoassírio, que foi dividido em um conjunto de províncias. A ideia de impor a ordem criando hierarquias de poder bem organizadas fazia parte das justificativas usadas pelos reis neoassírios para seu expansionismo: em uma de suas inscrições, Sargão II apontou explicitamente que algumas das tribos árabes que ele havia derrotado anteriormente "não conheciam nenhum superintendente ou comandante".

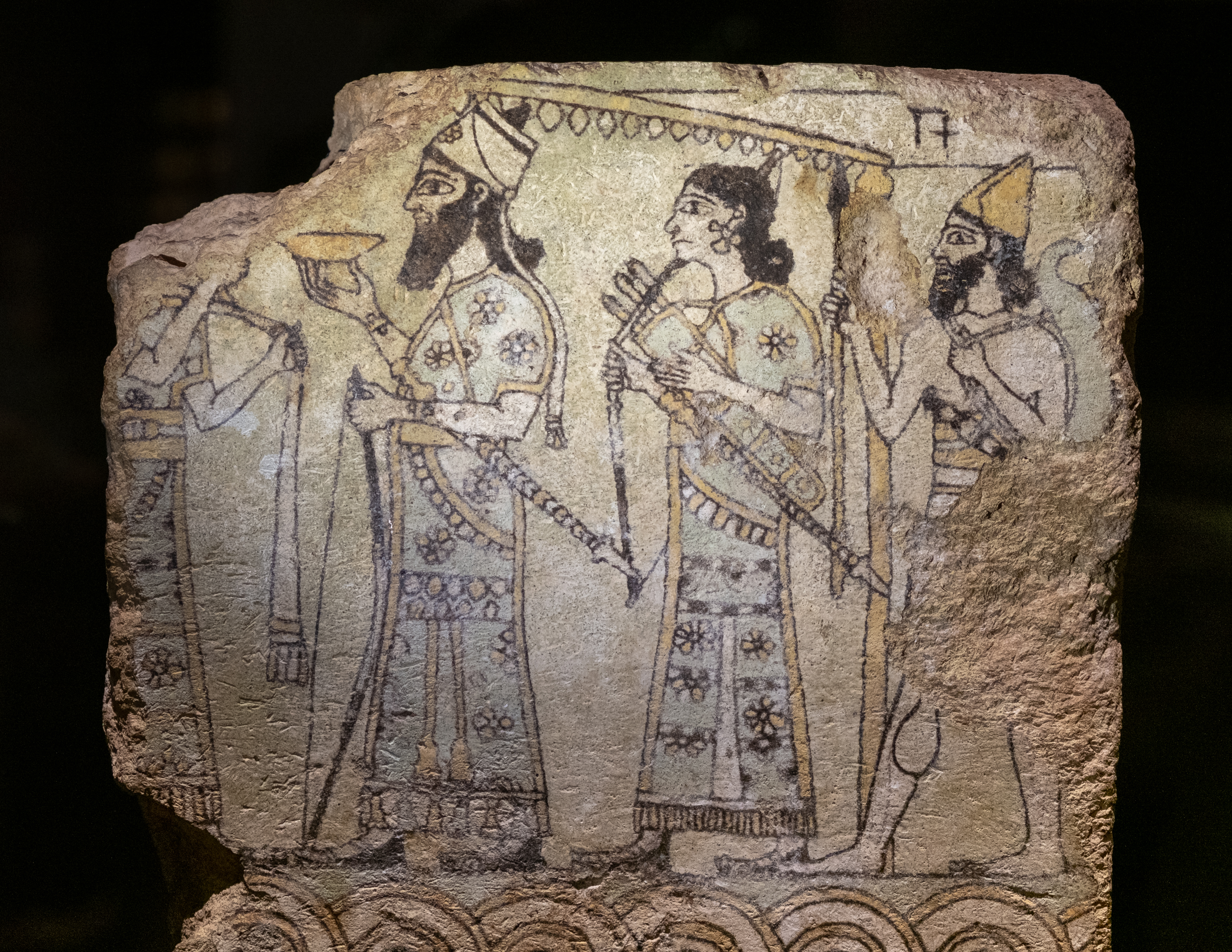
Azulejo de Ninrude representando um rei neoassírio, acompanhado por atendentes

Nas inscrições reais neoassírias, a criação de novas províncias era geralmente expressa pela escrita "Anexei a terra (à) fronteira assíria" (ana miṣir māt Aššur utirra) ou "Eu reorganizei" (ana eššūti aṣbat). Quando terras eram adicionadas a uma província existente, isso geralmente era expresso como "Eu adicionei (a terra) à província X" (ina muhhi pīhat X uraddi). No topo da administração provincial estava o governador provincial (bēl pīhāti ou šaknu). O segundo em comando provavelmente era o šaniu (traduzido como "deputado" pelos historiadores modernos, o título significa literalmente "segundo") e na base da hierarquia estavam os gerentes de aldeia (rab ālāni), encarregados de uma ou mais aldeias ou outros assentamentos com o dever principal de arrecadar impostos na forma de trabalho e bens. Os governadores provinciais eram diretamente responsáveis por vários aspectos da administração provincial, incluindo construção, tributação e segurança. As preocupações com a segurança costumavam ser relevantes apenas nas províncias fronteiriças, cujos governadores também eram responsáveis por coletar informações sobre os inimigos do outro lado da fronteira. Para tanto, uma vasta rede de informantes ou espiões (daiālu) foi empregada para manter os funcionários informados sobre eventos e desenvolvimentos em terras estrangeiras.
Os governadores provinciais também eram responsáveis por fornecer oferendas aos templos, em particular ao templo do deus Assur na cidade de Assur. Essa canalização de receitas de todo o império não era apenas um método para coletar lucros, mas também uma forma de conectar as elites de todo o império às instituições religiosas no coração assírio. A administração real vigiava de perto as instituições e funcionários individuais em todo o império por meio de um sistema de funcionários responsáveis diretamente perante o rei, chamado qēpu (geralmente traduzido como "delegados reais"). O controle foi mantido localmente através do envio regular de funcionários de baixo escalão para os assentamentos menores, ou seja, aldeias e cidades do império. Funcionários da corveia (ša bēt-kūdini) mantinham registros sobre o trabalho realizado por trabalhadores forçados e o tempo restante devido e os gerentes das aldeias mantinham os administradores provinciais informados sobre as condições dos assentamentos em suas províncias. À medida que o Império Neoassírio crescia e o tempo passava, vários de seus povos estrangeiros foram incorporados à administração assíria, com cada vez mais altos funcionários nos últimos tempos do império sendo de origem não-assíria.
A elite interna do Império Neoassírio incluía dois grupos principais, os "magnatas" e os "eruditos". Os "magnatas" são um agrupamento de historiadores modernos para os sete funcionários de mais alto escalão do governo; o masennu (tesoureiro), nāgir ekalli (arauto do palácio), rab šāqê (chefe copeiro), rab ša-rēši (oficial chefe/eunuco), sartinnu (juiz principal), sukkallu (grão-vizir) e turtanu (comandante em chefe). Há alguma evidência de que alguns desses cargos foram, pelo menos às vezes, ocupados por membros da família real. Ocupantes de quatro dos cargos, o masennu, nāgir ekalli, rab šāqê e turtanu, também foram registrados como governadores de províncias importantes e, portanto, como controladores das receitas fiscais locais e da administração. Todos os magnatas estavam profundamente envolvidos com os militares assírios, cada um controlando um número significativo de forças, e muitas vezes possuíam grandes propriedades isentas de impostos. Essas propriedades estavam espalhadas por todo o império, provavelmente para neutralizar o poder das autoridades provinciais locais e vincular o interesse pessoal da elite interna ao bem-estar de todo o império. Os "eruditos", chamados ummânī, incluía várias pessoas especializadas em várias disciplinas, incluindo artes dos escribas, medicina, exorcismo, adivinhação e astrologia. Seu papel era principalmente proteger, aconselhar e guiar os reis por meio da interpretação de presságios, que mantinham a pureza ritual do rei e o protegiam do mal. Como exatamente eles foram treinados não é conhecido, mas eles devem ter sido extremamente versados em erudição, ciência e sabedoria da Mesopotâmia.

### Comunicações estatais

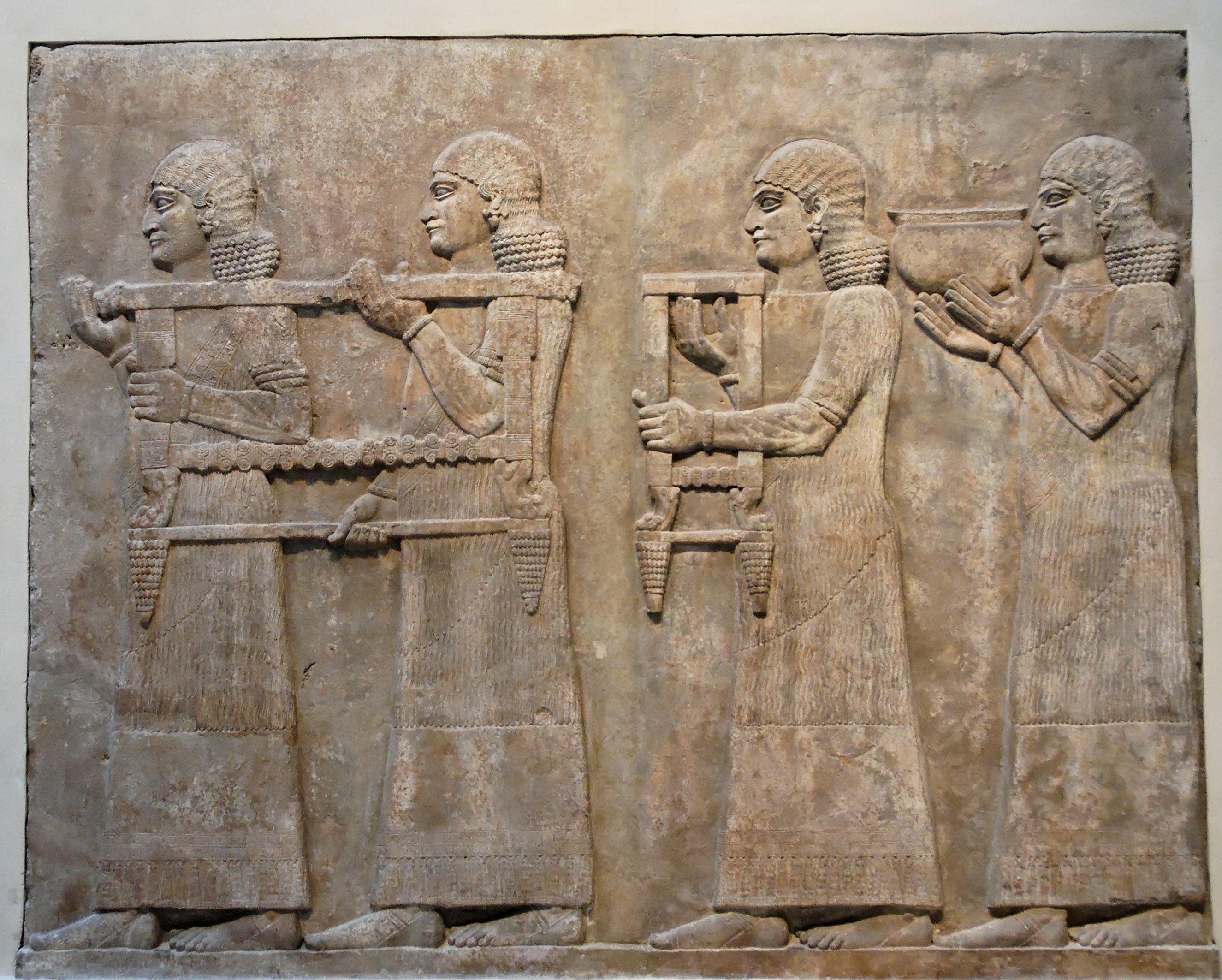
Relevo neoassírio representando eunucos carregando espólio de uma guerra

Para resolver os desafios de governar um império de tamanho sem precedentes, o Império Neoassírio, provavelmente primeiro sob Salmaneser III, desenvolveu um sofisticado sistema de comunicação estatal. O uso desse sistema era restrito a mensagens enviadas por altos funcionários; suas mensagens eram carimbadas com seus selos, o que demonstrava sua autoridade. Mensagens sem esses selos não poderiam ser enviadas pelo sistema de comunicação.
Segundo estimativas de Karen Radner, uma mensagem enviada da província fronteiriça ocidental de Que para o coração assírio, uma distância de 700 quilômetros (430 milhas) em um trecho de terras com muitos rios sem pontes, poderia levar menos de cinco dias para chegar. Essa velocidade de comunicação não tinha precedentes antes da ascensão do Império Neoassírio e não foi superada no Oriente Médio até que o telégrafo foi introduzido pelo Império Otomano em 1865, quase dois mil e quinhentos anos depois  a queda do Império Neoassírio. A rápida comunicação entre a corte imperial e os funcionários das províncias foi um importante fator contribuinte para a coesão do Império Neoassírio e uma importante inovação que abriu caminho para seu domínio geopolítico.
O governo assírio usava exclusivamente mulas para mensageiros de Estado de longa distância devido à sua força, robustez e baixa manutenção. A Assíria foi a primeira civilização a usar mulas para esse fim. Era comum os mensageiros andarem com duas mulas, o que significava que era possível alternar entre eles para mantê-los frescos e garantir que os mensageiros não ficassem presos se uma mula ficasse manca. As mensagens eram enviadas por um enviado de confiança ou por uma série de pilotos de revezamento. O sistema de revezamento, chamado kalliu, foi inventado pelos assírios e permitia velocidades significativamente mais rápidas em momentos de necessidade, com cada cavaleiro cobrindo apenas um segmento da rota de viagem, terminando em uma estação de revezamento na qual o próximo cavaleiro, com um novo par de mulas, recebia a carta. Para facilitar o transporte e as viagens de longa distância, o Império Neoassírio construiu e manteve um vasto sistema rodoviário que ligava todas as partes do império. Chamadas de hūl šarri ("estrada do rei"), as estradas podem originalmente ter crescido a partir de rotas usadas pelos militares durante as campanhas e foram continuamente expandidas. A maior fase de expansão da estrada ocorreu entre os reinados de Salmaneser III e Tiglate-Pileser III.

## Militares

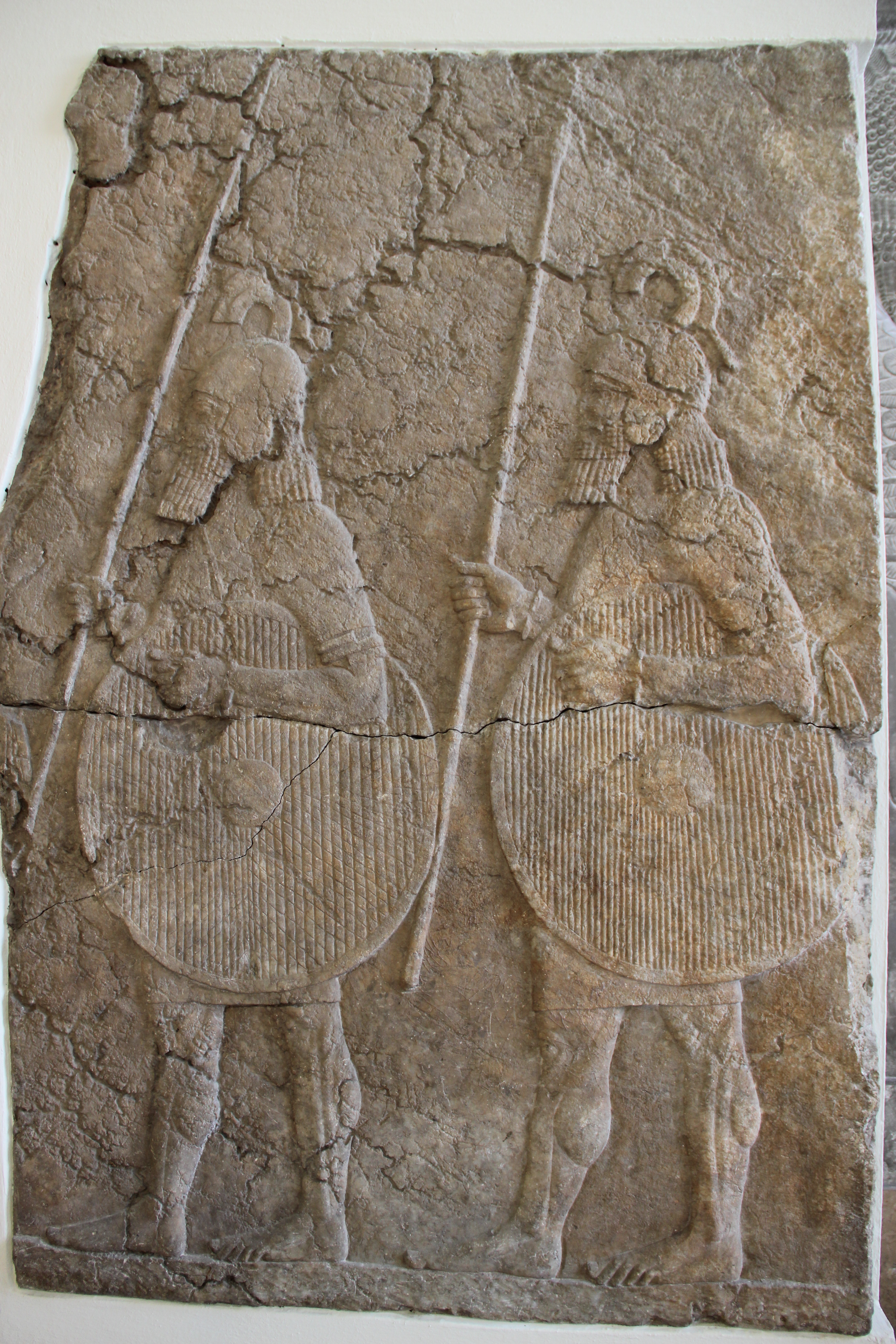
Relevo do palácio de Senaqueribe em Nínive representando dois lanceiros assírios

No auge do Império Neoassírio, o exército assírio era o exército mais forte já reunido na história mundial. O número de soldados no exército neoassírio provavelmente era de várias centenas de milhares. Os assírios foram pioneiros em usos e estratégias inovadores, particularmente em relação à cavalaria e guerra de cerco, que seriam usados em guerras posteriores por milênios. Devido a registros reais detalhados e representações detalhadas de soldados e cenas de batalha em relevos, o equipamento e a organização do exército neoassírio são relativamente bem compreendidos. A comunicação dentro do exército e entre as unidades era rápida e eficiente; usando os métodos eficientes de comunicação estatal do império, as mensagens podiam ser enviadas por grandes distâncias muito rapidamente. As mensagens podem ser passadas dentro de um exército através do uso de sinais de fogo.
Durante a campanha, o exército era simbolicamente liderado por dois deuses; com estandartes de Nergal e Adade sendo içados à esquerda e à direita do comandante. O comandante era tipicamente o rei, mas outros oficiais também podiam ser designados para liderar o exército assírio na guerra. Esses funcionários incluíam membros da família (por exemplo, a mãe de Adadenirari III, Samuramate, e o irmão de Sargão II, Sinahusur) ou generais e cortesãos influentes (por exemplo, turtanus, como Dayyan-Assur e Samsi-ilu). O exército foi criado principalmente por meio de governadores provinciais reunindo tropas. Às vezes, os governadores provinciais também podiam liderar campanhas por conta própria e negociar com governantes estrangeiros. Sob a dinastia sargônida, algumas reformas parecem ter sido feitas na liderança dos exércitos; o cargo de turtanu foi dividido em dois e parece que regimentos específicos do exército, incluindo suas respectivas terras, foram transferidos do comando direto do rei para o comando do príncipe herdeiro e da rainha. O exército neoassírio foi uma evolução do anterior exército assírio médio e herdou a ética guerreira, experiência com carros e sistema de imposição de seu antecessor. Os dois novos desenvolvimentos mais importantes no período neoassírio foram a introdução em grande escala da cavalaria e a adoção do ferro para armaduras e armas.
Enquanto o exército assírio médio era composto inteiramente por recrutas, um exército permanente central foi estabelecido no Império Neoassírio, chamado de kiṣir šarri ("unidade do rei"). Acompanhando de perto o rei estavam também os ša qurubte, ou guarda-costas reais, alguns provenientes da infantaria. O exército foi subdividido em kiṣru, composto por talvez 1.000 soldados, a maioria dos quais teriam sido soldados de infantaria (zūk, zukkû ou raksūte). A infantaria foi dividida em três tipos: leve, média e pesada. A infantaria leve pode ter, além de servir em batalhas, também desempenhado tarefas de policiamento e servido em guarnições e provavelmente era composta principalmente por membros da tribo arameu, muitas vezes descalços e sem capacetes, empunhando arcos ou lanças. Também incluídos nesse grupo estavam provavelmente arqueiros experientes contratados de Elão. A infantaria média também era formada principalmente por arqueiros ou lanceiros, mas estava armada com elmos pontiagudos característicos e um escudo, embora não houvesse nenhuma armadura corporal antes da época de Assurbanípal. A infantaria pesada incluía lanceiros, arqueiros e fundibulários e usava botas, capacetes pontiagudos, escudos redondos e armadura de escamas. Na batalha, eles lutaram em formação cerrada. As tropas estrangeiras convocadas para o exército são muitas vezes distinguíveis em relevos por chapelaria distinta.

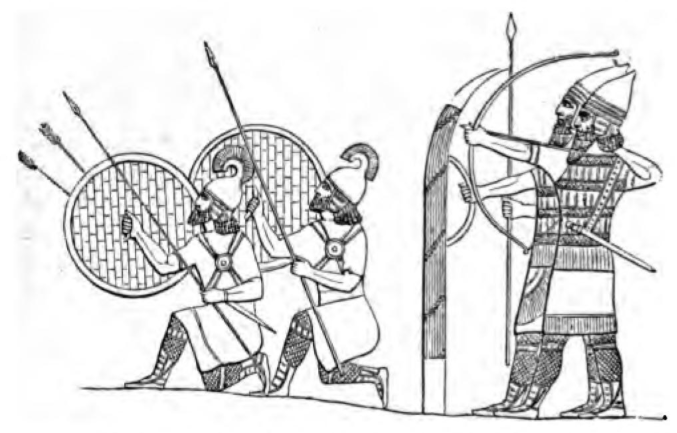
Desenho de um relevo neoassírio mostrando soldados formando uma falange

A cavalaria neoassíria (ša pētḫalli) usava pequenos cavalos criados nas partes do norte do coração assírio. A cavalaria era comandada por um general com o título rab muggi ša pētḫalli. A cavalaria foi em algum momento dividida em dois grupos distintos; os arqueiros (ṣāb qašti) e lanceiros (ṣāb kabābi), ambos os quais, além de suas próprias armas, também estavam equipados com espadas. O exército também incorporou cavalaria estrangeira de Urartu, apesar da Assíria e de Urartu frequentemente estarem em guerra. O papel da cavalaria mudou durante o período neoassírio; no início, os cavaleiros trabalhavam em pares, um atirando flechas e o outro protegendo o arqueiro com seu escudo. Mais tarde, cavalaria de choque foi introduzida. Sob Assurbanípal, os cavalos eram equipados com armaduras de couro e uma placa de bronze na cabeça, e os cavaleiros usavam armaduras de escamas. Embora as carruagens continuassem a ser usadas cerimonialmente e fossem frequentemente usadas pelos reis durante a campanha, elas foram amplamente substituídas pela cavalaria como um elemento proeminente do exército durante o período neoassírio.
Durante a campanha, o exército fez uso intenso de intérpretes/tradutores (targumannu) e guias (rādi kibsi), ambos provavelmente provenientes de estrangeiros reassentados na Assíria. As técnicas inovadoras e máquinas de cerco na guerra de cerco usadas pelos exércitos neoassírios incluíam túneis, desvio de rios, bloqueio para garantir a fome, torres de cerco, escadas, rampas e aríetes. Outra inovação foram os acampamentos estabelecidos pelo exército durante a campanha, que foram cuidadosamente projetados com móveis e tendas dobráveis para que pudessem ser rapidamente construídos e desmontados.

## Sociedade

### População

#### Classes sociais, hierarquia e economia

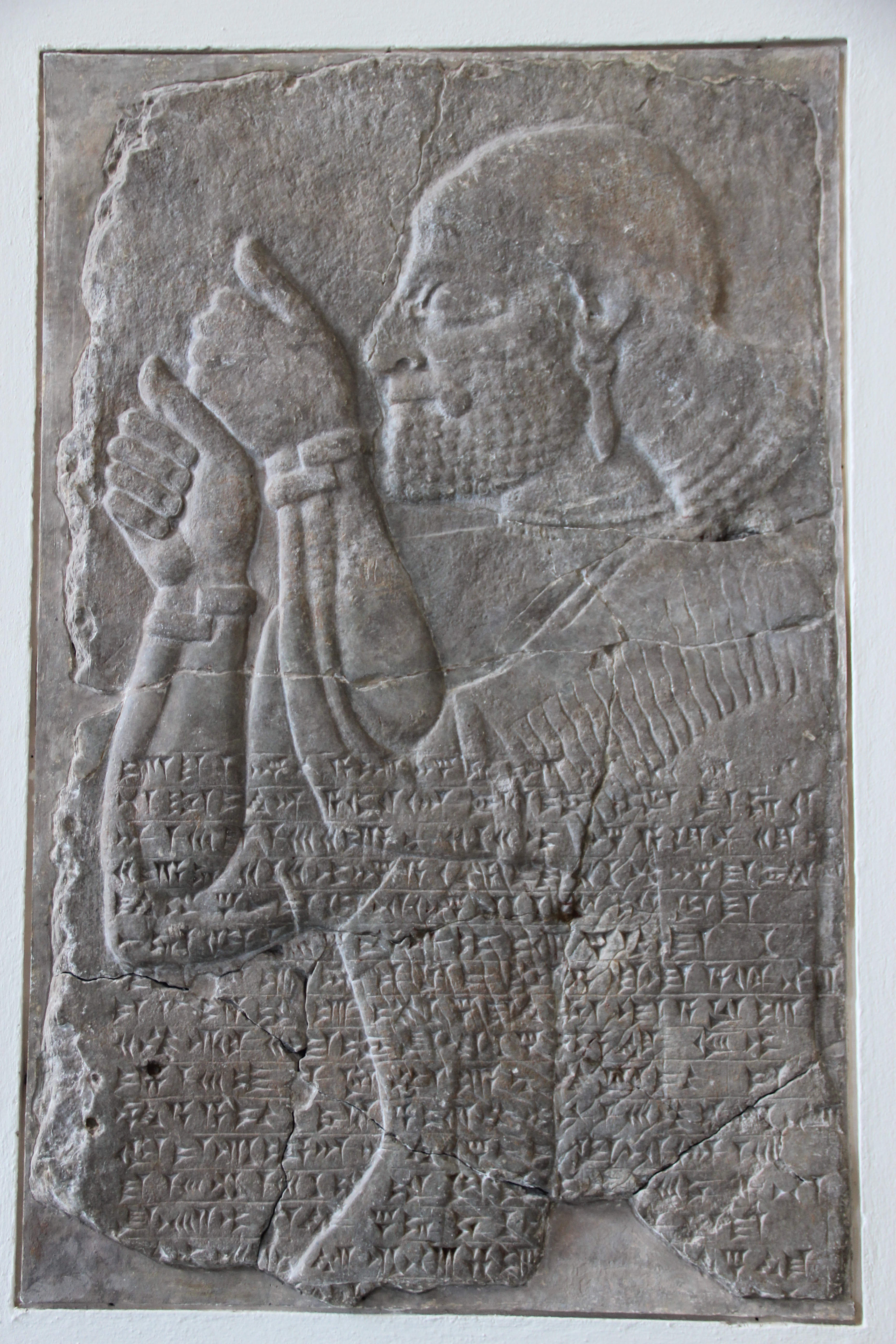
Relevo neoassírio de Ninrude representando um portador de tributo

No topo indiscutível da sociedade neoassíria estava o rei. Pertencendo às porções mais altas da sociedade neoassíria, mas abaixo do rei estavam (em ordem decrescente de prestígio e poder) o príncipe herdeiro, o resto da família real, a corte real, administradores e oficiais do exército. Desde o momento em que Assurnasirpal II designou Ninrude como a nova capital do império, os eunucos ocuparam uma posição muito elevada na sociedade neoassíria. Os cargos mais altos, tanto na administração civil quanto no exército, eram tipicamente ocupados por eunucos com origens deliberadamente obscuras e humildes, pois isso garantia que eles seriam leais ao rei. Os membros da corte real eram muitas vezes escolhidos a dedo entre as elites urbanas pelos eunucos.
Abaixo das classes superiores estavam os "cidadãos" assírios, trabalhadores semi-livres (geralmente compostos principalmente por deportados) e depois escravos. Nunca houve um número significativamente grande de escravos e o grupo era formado tanto por prisioneiros de guerra quanto por assírios que não conseguiram pagar suas dívidas e foram reduzidos à servidão por dívidas. Em muitos casos, os grupos familiares assírios, ou "clãs", formavam grandes grupos populacionais dentro do império referidos como tribos. Era possível, por meio do serviço constante à burocracia estatal assíria, uma família subir na escala social; em alguns casos, o trabalho estelar conduzido por um único indivíduo aumentou o status de sua família para as gerações vindouras. É claro que os estrangeiros poderiam alcançar posições muito altas no Império Neoassírio, uma vez que indivíduos com nomes arameus são atestados em altas posições no final do século VIII a.C. Embora a maioria das fontes preservadas apenas forneça informações sobre as classes mais altas da sociedade neoassíria, a grande maioria da população do império teria sido de agricultores que trabalhavam em terras pertencentes a suas famílias.
Famílias e tribos viviam juntas em aldeias e outros assentamentos próximos ou adjacentes às suas terras agrícolas. Não está claro como os assentamentos locais foram organizados internamente além de cada um ser chefiado por um prefeito local que atuou como juiz local (mais no sentido de um conselheiro das partes envolvidas do que de alguém que julgou) e representou o assentamento dentro da burocracia estadual. É possível que os prefeitos tenham sido responsáveis por encaminhar as preocupações locais ao Estado; nenhuma revolta do povo comum (apenas de governadores locais e altos funcionários) ocorreu no período neoassírio. Embora todos os meios de produção fossem propriedade do Estado, havia também um vibrante setor econômico privado dentro do império, com os direitos de propriedade dos indivíduos garantidos pelo governo. Todos os projetos de construção monumentais foram realizados pelo Estado através da arrecadação de materiais e pessoas dos governadores locais, embora às vezes também com a ajuda de empreiteiros privados.
A riqueza gerada por meio de investimentos privados era diminuída pela riqueza do Estado, que era de longe o maior empregador do império e tinha o monopólio óbvio da agricultura, manufatura e exploração de minerais. A economia imperial favorecia principalmente a elite, pois era estruturada de forma a garantir que a riqueza excedente fluísse para o governo e fosse então utilizada para a manutenção do Estado em todo o império.

#### Política de reassentamento

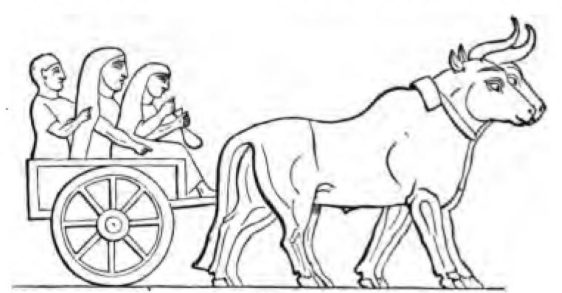
Desenho de um relevo neoassírio representando uma família de deportados deixando uma cidade babilônica capturada em um carro de boi

Desde a reconquista assíria no início do período neoassírio em diante, os assírios fizeram uso extensivo de um sistema cada vez mais complexo de deportações e reassentamentos. Projetos de reassentamento em grande escala foram realizados em terras e cidades inimigas recentemente derrotadas em um esforço para destruir as identidades locais, o que reduziria o risco de que os povos locais se rebelassem contra a Assíria, e aproveitar ao máximo os recursos do império, fixando pessoas em uma região subdesenvolvida específica para cultivar melhor seus recursos. Embora possa ser emocionalmente devastador para as populações reassentadas, e economicamente devastador para as regiões de onde foram retirados, a política não incluía matar nenhuma das pessoas reassentadas e visava apenas salvaguardar o império e tornar sua manutenção mais eficiente. O número total de indivíduos realocados foi estimado em 1,5 a 4,5 milhões de pessoas.

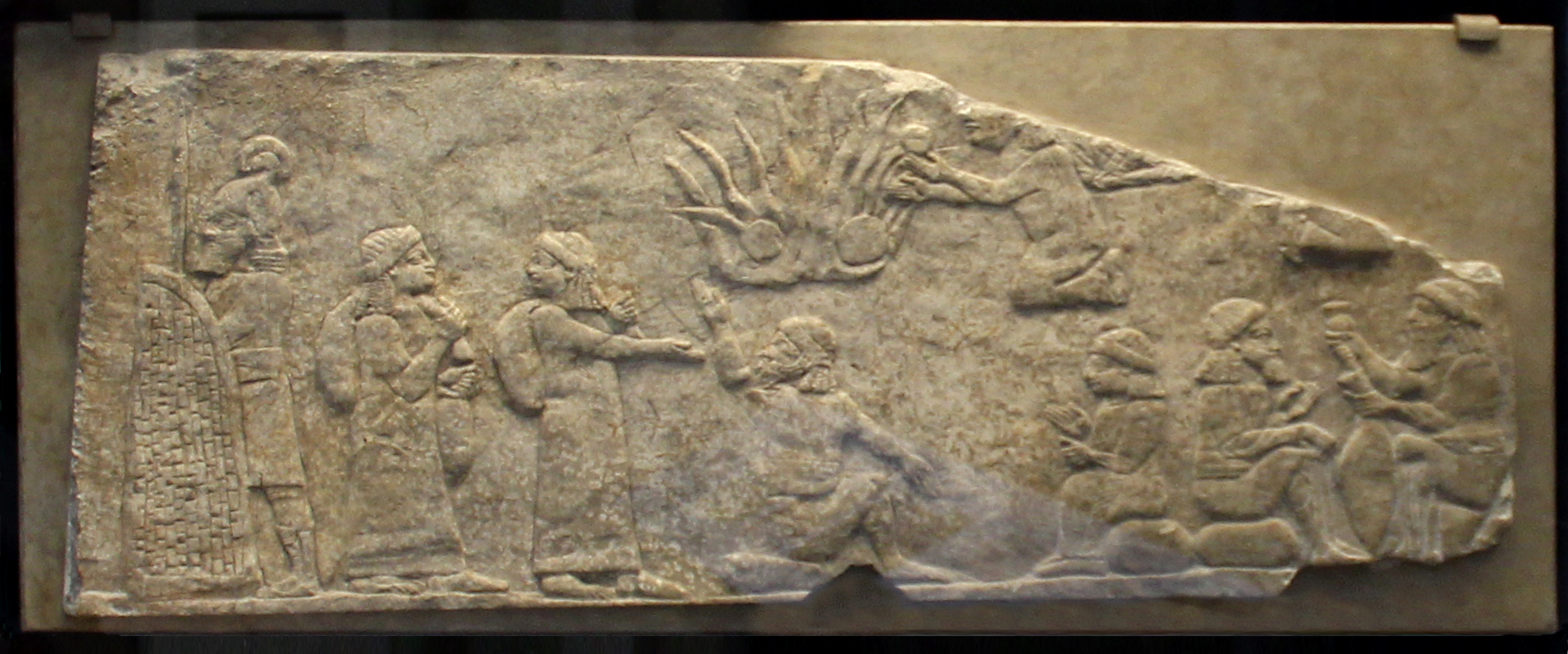
Relevo da época de Assurbanípal, retratando prisioneiros babilônios sob guarda assíria

O Estado neoassírio valorizava muito os deportados por seu trabalho e habilidades. Uma das razões mais importantes para o reassentamento foi desenvolver a infraestrutura agrícola do império por meio da introdução de técnicas agrícolas desenvolvidas pela Assíria em todas as províncias. Os efeitos econômicos da política foram enormes, com muitas regiões do império experimentando melhorias significativas em termos de irrigação e prosperidade. Devido ao valor inerente das pessoas reassentadas no Estado assírio, os reassentamentos foram cuidadosamente planejados e organizados. A viagem dos deportados era tipicamente organizada para ser o mais confortável e segura possível. As pessoas reassentadas foram autorizadas a trazer consigo os seus bens, estabelecer-se e viver em conjunto com as suas famílias e foram livres para viver as suas vidas na sua nova casa. Eles também não eram mais contados como estrangeiros, mas como assírios, o que com o tempo contribuiu para um sentimento de lealdade ao Estado assírio. Esse reconhecimento como assírios não foi apenas nominal, pois evidências documentais atestam que os novos colonos não eram tratados de maneira diferente pelo Estado assírio do que as antigas populações que viviam nos mesmos locais por gerações. Os assírios parecem ter visto o reassentamento como uma oportunidade atraente, em vez de uma punição, uma vez que as pessoas a serem reassentadas foram cuidadosamente selecionadas por meio de um complexo processo de seleção, foram transportadas com relativo conforto e continuaram a viver com suas famílias. É possível que suas casas originais tenham sido devastadas ou destruídas em muitos casos na guerra com a Assíria.
Uma consequência dos reassentamentos e, segundo Karen Radner, "o legado mais duradouro do Império Assírio", foi uma diluição da diversidade cultural do Oriente Próximo, mudando para sempre a composição etnolinguística da região e facilitando a ascensão do aramaico como língua franca local. O aramaico permaneceu a língua franca da região até a supressão dos cristãos sob o Ilcanato e Império Timúrida no século XIV d.C.

### Línguas

#### Acádio

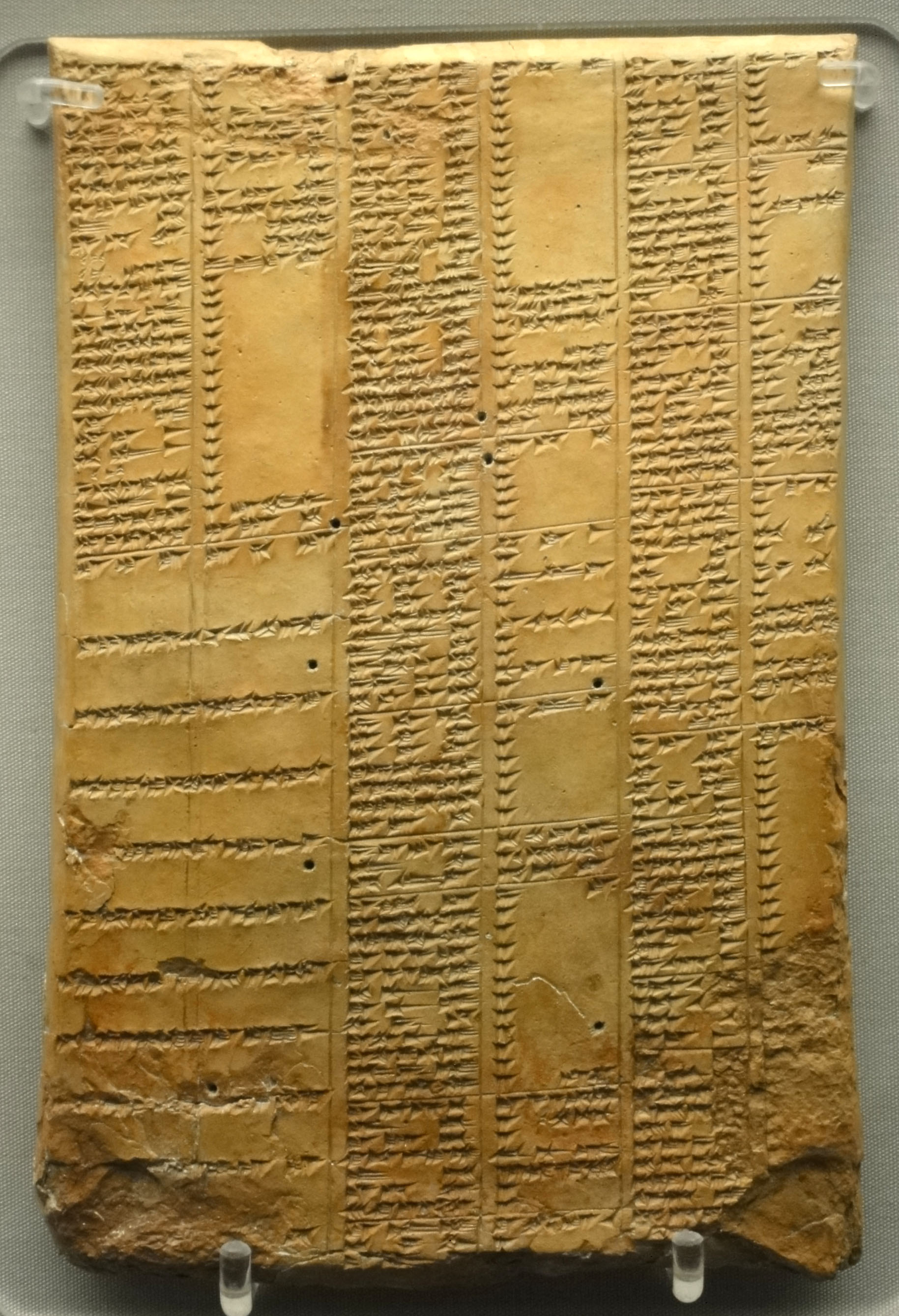
Tabuinha cuneiforme neoassíria da Biblioteca de Assurbanípal listando sinônimos

Os antigos assírios falavam e escreviam principalmente a língua assíria, uma língua semítica (ou seja, relacionada ao hebraico e ao árabe modernos) intimamente relacionada com a língua babilônica, falado no sul da Mesopotâmia. Tanto o assírio quanto o babilônico são geralmente considerados pelos estudiosos modernos como dialetos distintos da língua acádia. Esta é uma convenção moderna, pois os autores antigos contemporâneos consideravam o assírio e o babilônico duas línguas separadas; apenas o babilônico foi referido como akkadûm, com o assírio sendo referido como aššurû ou aššurāyu. Embora ambos tenham sido escritos com escrita cuneiforme, os sinais parecem bem diferentes e podem ser distinguidos com relativa facilidade. O Império Neoassírio foi o último Estado a patrocinar a escrita cuneiforme acádia tradicional em todos os níveis de sua administração. Como resultado, a tradição textual e as práticas de escrita da antiga Mesopotâmia floresceram em um grau sem precedentes no período neoassírio. Os textos escritos em cuneiforme foram feitos não apenas no coração assírio de língua acádia tradicional e na Babilônia, mas por funcionários e escribas de todo o império. No auge do Império Neoassírio, documentos cuneiformes foram escritos em terras que hoje fazem parte de países como Israel, Líbano, Turquia, Síria, Jordânia e Irã, que não produziram nenhuma escrita cuneiforme por séculos, e em casos nunca antes. Três versões distintas, ou dialetos, do acádio foram usadas no Império Neoassírio: babilônico padrão, neoassírio e neobabilônico. O babilônico padrão era uma versão altamente codificada do antigo babilônio, usado por volta de 1 500 a.C., e era usado como uma língua de alta cultura, para quase todos os documentos acadêmicos, literatura e poesia. A cultura da elite neoassíria foi fortemente influenciada pela Babilônia no sul; de maneira semelhante à forma como a civilização grega era respeitada e influenciou a Roma antiga, os assírios tinham muito respeito pela Babilônia e sua cultura antiga. Embora a relação política entre a Babilônia e o governo central assírio fosse variável e volátil, a valorização cultural do sul foi constante durante todo o período neoassírio. Muitos dos documentos escritos em babilônico padrão foram escritos por escribas que originalmente vieram do sul da Mesopotâmia, mas trabalhavam no norte. As formas neoassírias e neobabilônicas do acádio eram línguas vernáculas, ou seja, as línguas faladas primárias das pessoas do norte e do sul da Mesopotâmia, respectivamente.

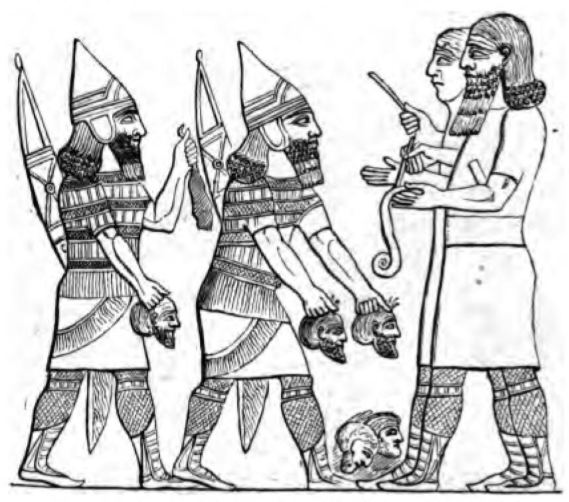
Desenho de um relevo retratando escribas neoassírios registrando o número de inimigos mortos por soldados

O neoassírio foi usado em algumas tábuas sobreviventes contendo poesia e também com mais destaque em cartas sobreviventes de correspondência real. Devido à natureza multilíngue do império, muitas palavras emprestadas são atestadas como tendo entrado na língua assíria durante o período neoassírio. O número de documentos sobreviventes escritos em cuneiforme cresceu consideravelmente menos no final do reinado de Assurbanípal, o que sugere que a linguagem estava em declínio, uma vez que provavelmente é atribuível a um aumento do uso do aramaico, muitas vezes escrito em materiais perecíveis, como rolos de couro ou papiros. A língua acádia neoassíria não desapareceu completamente até por volta do final do século VI a.C., no entanto, bem no período pós-imperial subsequente.

#### Aramaico
O imperialismo do Império Neoassírio era de certa forma diferente do dos impérios posteriores. A maior diferença talvez seja que os reis neoassírios em nenhum momento impuseram sua religião ou língua aos povos estrangeiros que conquistaram fora do coração assírio; a divindade nacional assíria Assur não tinha templos significativos fora do norte da Mesopotâmia e a língua neoassíria, embora servisse como língua oficial no sentido de ser falada por governadores provinciais, não foi imposta aos povos conquistados. Essa falta de supressão contra línguas estrangeiras e o crescente movimento de pessoas de língua aramaica para o império durante o período assírio médio e início do período neoassírio facilitaram a disseminação da língua aramaica. Como a mais falada e mutuamente compreensível das línguas semíticas (o grupo linguístico que contém muitas das línguas faladas através do império), o aramaico cresceu em importância ao longo do período neoassírio e substituiu cada vez mais a língua neoassíria, mesmo dentro do próprio coração assírio. A partir do século IX a.C., o aramaico tornou-se a língua franca de facto do Império Neoassírio, com o neoassírio e outras formas do acádio sendo relegado a uma língua da elite política.

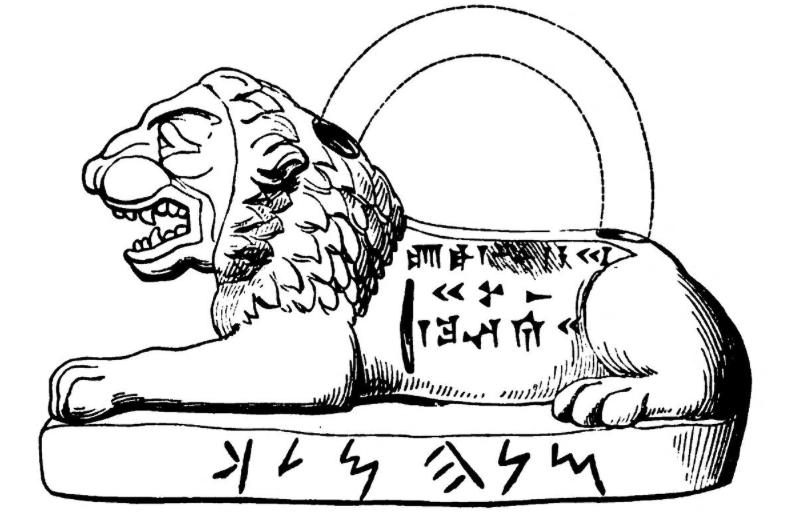
Desenho de um peso de leão assírio que pertenceu ao rei Salmaneser V. As inscrições no peso estão em acádio (no corpo) e aramaico (na base).

Apesar de seu crescimento, os exemplos sobreviventes de aramaico dos tempos neoassírios são significativamente menores em número do que os escritos acádios, principalmente porque os escribas aramaicos em sua maioria usavam materiais perecíveis para seus escritos. A falta de registro do aramaico nas inscrições não reflete que a língua ocupava um status inferior, uma vez que as inscrições reais quase sempre eram escritas de maneira altamente codificada e estabelecida. Algumas inscrições em pedra em língua aramaica são conhecidas e há até um punhado de exemplos de inscrições bilíngues, com o mesmo texto escrito em acádio e aramaico.
Apesar da promoção do acádio pelo Império Neoassírio, o aramaico também cresceu e se tornou uma língua vernácula difundida e também começou a ser usado em funções oficiais relacionadas ao Estado já no reinado de Salmaneser III, dado que alguns exemplos de escritos aramaicos são conhecidos de um palácio que ele construiu em Ninrude. A relação entre o acádio e o aramaico era um tanto complexa, no entanto. Embora Sargão II tenha explicitamente rejeitado o aramaico como impróprio para a correspondência real, o aramaico era claramente uma língua oficialmente reconhecida sob seu predecessor Salmaneser V, que possuía um conjunto de pesos de leão inscritos com texto em acádio e aramaico. O fato de a questão do uso do aramaico na correspondência real ter sido levantada na época de Sargão II foi um desenvolvimento significativo. Em relevos de palácios construídos por reis de Tiglate-Pileser III a Assurbanípal, escribas que escrevem em acádio e aramaico são frequentemente retratados lado a lado, confirmando que o aramaico ascendeu à posição de língua oficial usada pela administração imperial.

#### Outras línguas
O Império Neoassírio era altamente multilíngue. Através de seu expansionismo, o império passou a dominar uma vasta extensão de terra incorporando regiões em todo o Oriente Próximo, onde várias línguas eram faladas. Essas línguas incluíam várias línguas semíticas (incluindo fenício, hebraico, árabe, ugarítico, moabita e edomita) bem como muitas línguas não-semíticas, como línguas indo-europeias (incluindo luvita e meda), línguas hurritas (incluindo urartiano e supriano), línguas afro-asiáticas (egípcio), e línguas isoladas (incluindo maneano e elamita). Embora não fosse mais falado, alguns textos acadêmicos do período neoassírio também foram escritos na antiga língua suméria. Embora devessem ter sido necessários, os textos neoassírios raramente mencionavam tradutores e intérpretes (targumānu). Os tradutores são mencionados apenas nos casos em que os assírios se comunicavam com falantes de línguas não semíticas.

### Escolaridade e engenharia

#### Literatura

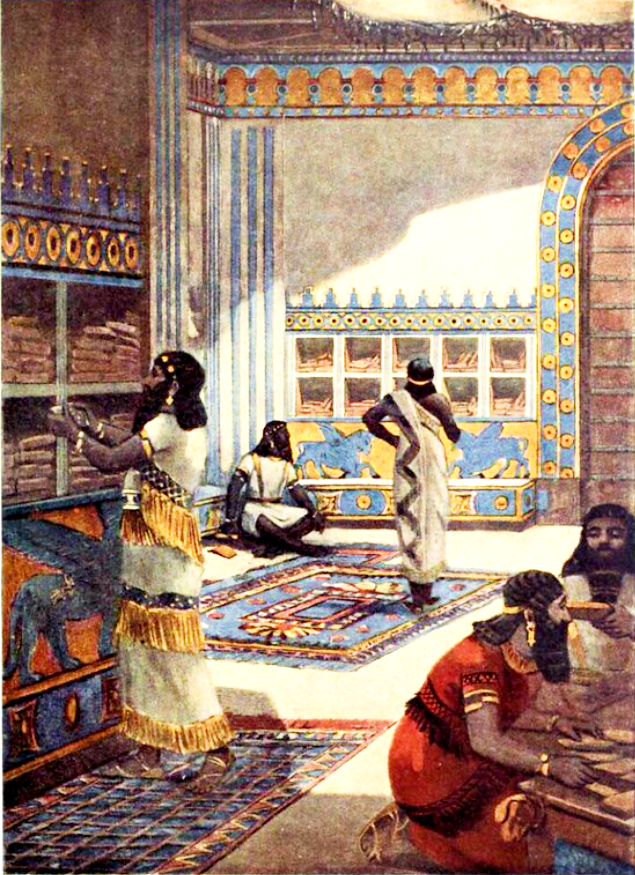
Reconstrução da Biblioteca de Assurbanípal

O início da erudição assíria é convencionalmente colocado perto do início do Médio Império Assírio no século XIV a.C., quando os assírios começaram a se interessar vivamente pela erudição babilônica, que eles próprios adaptaram e desenvolveram em sua própria tradição acadêmica. O crescente status da erudição pode estar relacionado ao fato de os reis começarem a considerar o acúmulo de conhecimento como uma forma de fortalecer seu poder. Houve uma mudança marcante na atitude real em relação à erudição no período neoassírio; enquanto os reis anteriormente viam a preservação do conhecimento como uma responsabilidade dos templos e de indivíduos particulares, ela era cada vez mais vista também como uma responsabilidade do próprio rei. A história da erudição neoassíria parece ter começado já sob Tuculti-Ninurta II no século IX a.C., uma vez que ele é o primeiro rei assírio sob o qual o cargo de erudito principal é atestado. Na época de Tuculti-Ninurta, o cargo era ocupado por Gabuilanierés, um ancestral de uma família influente posterior de conselheiros e escribas.
As bibliotecas foram construídas para manter a cultura e a erudição dos escribas e para preservar o conhecimento do passado. Essas bibliotecas não se limitavam aos templos e palácios reais; havia também bibliotecas particulares construídas e mantidas por estudiosos individuais. Os textos encontrados nas bibliotecas neoassírias se enquadram em uma ampla gama de gêneros, incluindo textos divinatórios, relatos de adivinhação, tratamentos para doentes (médicos ou mágicos), textos rituais, encantamentos, orações e hinos, textos escolares e textos literários. A maior e mais importante biblioteca real da história da Mesopotâmia foi a Biblioteca de Assurbanípal, um projeto ambicioso para o qual Assurbanípal reuniu tabuletas de bibliotecas assírias e babilônicas. Os textos nesta biblioteca foram reunidos através da acumulação de tabuletas existentes em todo o império e através do comissionamento (ou seja, pagamento) de escribas para copiar obras existentes em suas próprias bibliotecas e enviá-las ao rei. No total, a Biblioteca de Assurbanípal inclui mais de 30.000 documentos. Talvez uma razão que contribuiu para a criação de grandes bibliotecas reais sob os reis neoassírios foi que eles não consideravam mais a adivinhação realizada por seus adivinhos como suficiente, mas, em vez disso, desejavam ter acesso aos documentos de referência relevantes e, assim, coletavam tabuletas cuneiformes os textos relevantes (embora a maioria do conteúdo das bibliotecas não fossem textos divinatórios).

#### Tecnologia cívica

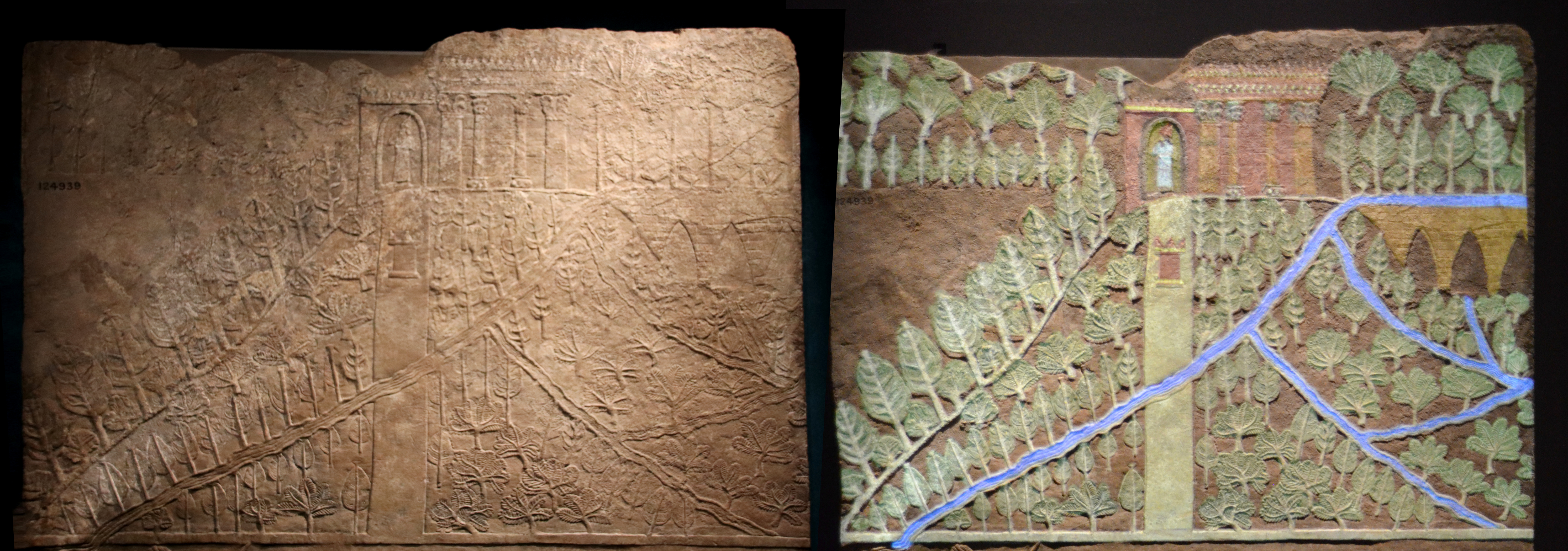
Relevo representando os jardins de Assurbanípal em Nínive (à esquerda) com uma reconstrução colorida (à direita). Como se pode observar do lado direito do relevo, o jardim apresentava sofisticados aquedutos de irrigação.

O Império Neoassírio realizou diversos projetos técnicos complexos, o que indica conhecimento técnico sofisticado. Vários profissionais que desempenharam tarefas de engenharia são atestados em fontes neoassírias, como indivíduos que ocuparam cargos como šitimgallu ("chefe de construção"), šellapajū ("arquiteto"), etinnu ("construtor de casas") e gugallu ("inspetor de canais").
Entre os projetos de engenharia e construção mais impressionantes do período neoassírio estavam as repetidas construções e reformas de novas capitais (Ninrude, Dur Sarruquim e Nínive). Devido às inscrições reais comemorando as obras de construção nesses locais, o processo de como eles foram construídos é relativamente bem conhecido. O nível de sofisticação da engenharia assíria é evidente a partir de soluções para problemas técnicos como iluminação em grandes edifícios e canalizações de banheiros, telhados e quadras. Todas as partes de edifícios monumentais, como suas fundações, paredes e terraços, precisavam ser planejadas com precisão antes do início da construção devido à mão de obra e materiais que precisavam ser reunidos. Um desafio frequente era construir os telhados de grandes salas, já que os assírios tinham que sustentá-los apenas com vigas de madeira. Como resultado, grandes salas representativas eram frequentemente muito mais longas do que largas. Havia uma tendência geral dos reis quererem superar seus predecessores: o palácio de Senaqueribe em Nínive era significativamente maior que o de Sargão II, que por sua vez era significativamente maior que o de Salmaneser III. Todas as capitais neoassírias foram equipadas com grandes parques, uma inovação do período neoassírio. Os parques eram obras de engenharia complexas, pois não apenas exibiam plantas exóticas de terras distantes, mas também envolviam a modificação da paisagem por meio da adição de colinas e lagoas artificiais, além de pavilhões e outras pequenas construções.

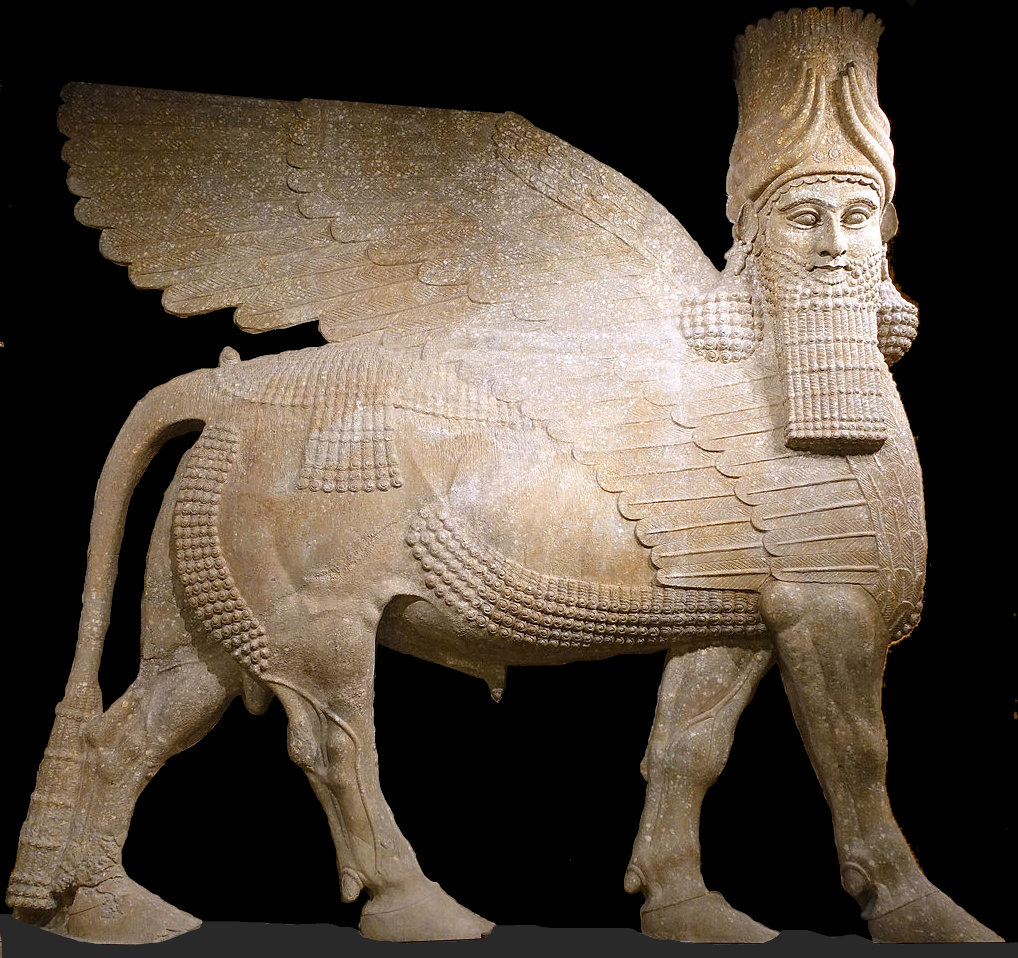
Um gigante lamassu do palácio de Sargão II em Dur Sarruquim

Para abastecer cidades novas e renovadas com água, os assírios construíram obras hidráulicas avançadas para desviar e transportar água de regiões montanhosas distantes no leste e no norte. Na Babilônia, a água era simplesmente extraída do rio Tigre, mas era difícil fazê-lo na Assíria devido ao nível do rio em relação às terras vizinhas e às mudanças no nível da água. Como os períodos de seca frequentemente ameaçavam a agricultura de sequeiro assíria, vários reis neoassírios também empreenderam grandes projetos de irrigação, muitas vezes cavando novos canais. O projeto de engenharia hidráulica mais ambicioso do período neoassírio foi realizado por Senaqueribe durante a reforma de Nínive. Como parte de seu projeto de construção, quatro grandes sistemas de canais, juntos cobrindo mais de 150 quilômetros (93,2 milhas), foram conectados à cidade em quatro direções diferentes. Esses sistemas incluíam não apenas canais, mas também túneis, açudes, aquedutos e cursos de água naturais. Obras hidráulicas vitais, embora menores, também incluíram sistemas de esgoto e drenagem para edifícios que possibilitaram o descarte de águas residuais e drenar eficientemente os pátios, telhados e banheiros não apenas de palácios e templos, mas também de residências particulares.
Outro desafio de engenharia foi o transporte de mercadorias e materiais, às vezes envolvendo cargas muito pesadas, de locais distantes. A madeira era, por exemplo, relativamente escassa no coração da Assíria e, como tal, tinha de ser colhida em terras distantes e transportada de volta para casa para seu uso vital como material de construção. De acordo com a documentação sobrevivente, a madeira era normalmente coletada de florestas distantes, transportada para os rios e depois trazida de volta para a Assíria em jangadas ou navios. O tipo de transporte mais desafiador foi o transporte de grandes blocos de pedra, necessários para vários projetos de construção. Vários reis assírios, em particular, observam em suas inscrições reais as dificuldades envolvidas no transporte dos blocos maciços de pedra necessários para criar o grande lamassu (colossos de pedra protetores com cabeça de humano, asas e corpo de touro) para seus palácios. Como as pedras tinham que ser transportadas de fontes a vários quilômetros das capitais e normalmente eram transportadas em barcos, era um processo difícil e vários barcos naufragavam no caminho. Foi pela primeira vez sob Senaqueribe que uma nova pedreira foi aberta na margem esquerda do rio Tigre, o que permitiu que as pedras pudessem ser transportadas totalmente por terra, um projeto mais seguro, mas ainda muito trabalhoso. Quando transportadas por via terrestre, as grandes pedras eram movidas por quatro equipes de trabalhadores, supervisionadas por supervisores, por meio de pranchas ou rolos de madeira.

## Legado

### Influência cultural e legado

#### Tradições literárias e religiosas

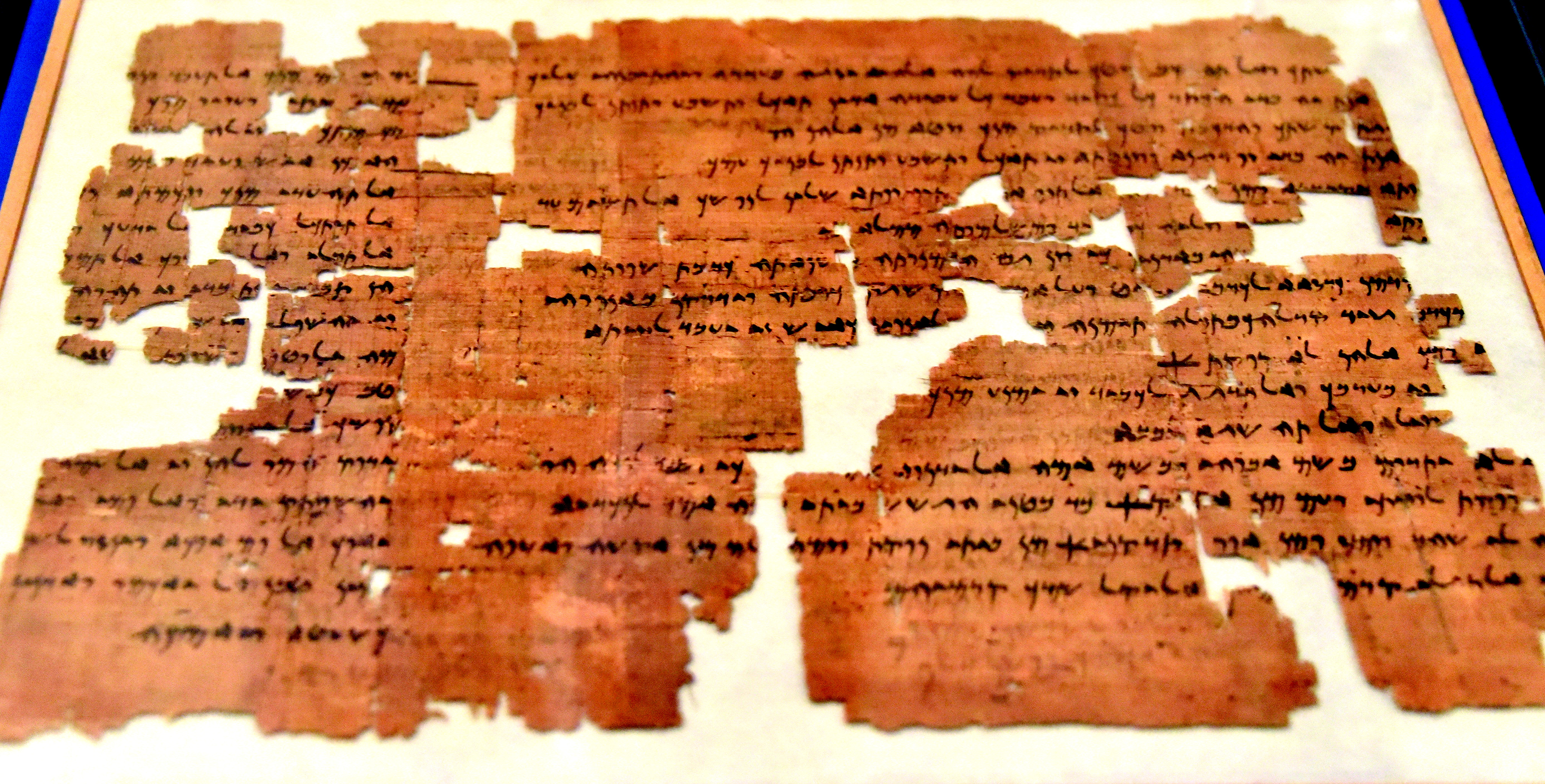
Papiro egípcio de contendo o História de Aicar

O Império Neoassírio deixou um legado cultural de grande importância. A população do norte da Mesopotâmia continuou a manter viva a memória de sua antiga civilização e positivamente conectada com o Império Assírio em histórias locais escritas até o período sassânida. Figuras como Sargão II, Senaqueribe, Assaradão, Assurbanípal e Samassumuquim figuraram por muito tempo no folclore local e na tradição literária. Em grande parte, os contos do período sassânida e dos tempos posteriores foram narrativas inventadas, baseadas na antiga história assíria, mas aplicadas a paisagens locais e atuais. Contos medievais escritos em aramaico (ou siríaco) em geral caracterizam Senaqueribe como um rei pagão arquetípico assassinado como parte de uma rixa familiar, cujos filhos se convertem ao cristianismo. A lenda dos santos Benã e Sará, ambientada no século IV, mas escrita muito tempo depois, lança Senaqueribe, sob o nome de Sinaribe, como seu pai real. Depois que Behnam se converte ao cristianismo, Sinaribe ordena sua execução, mas mais tarde é acometido por uma doença perigosa que é curada ao ser batizado por São Mateus em Assur. Agradecido, Sinharib então se converte ao cristianismo e funda um importante mosteiro perto de Mosul, chamado Deir Mar Mattai.

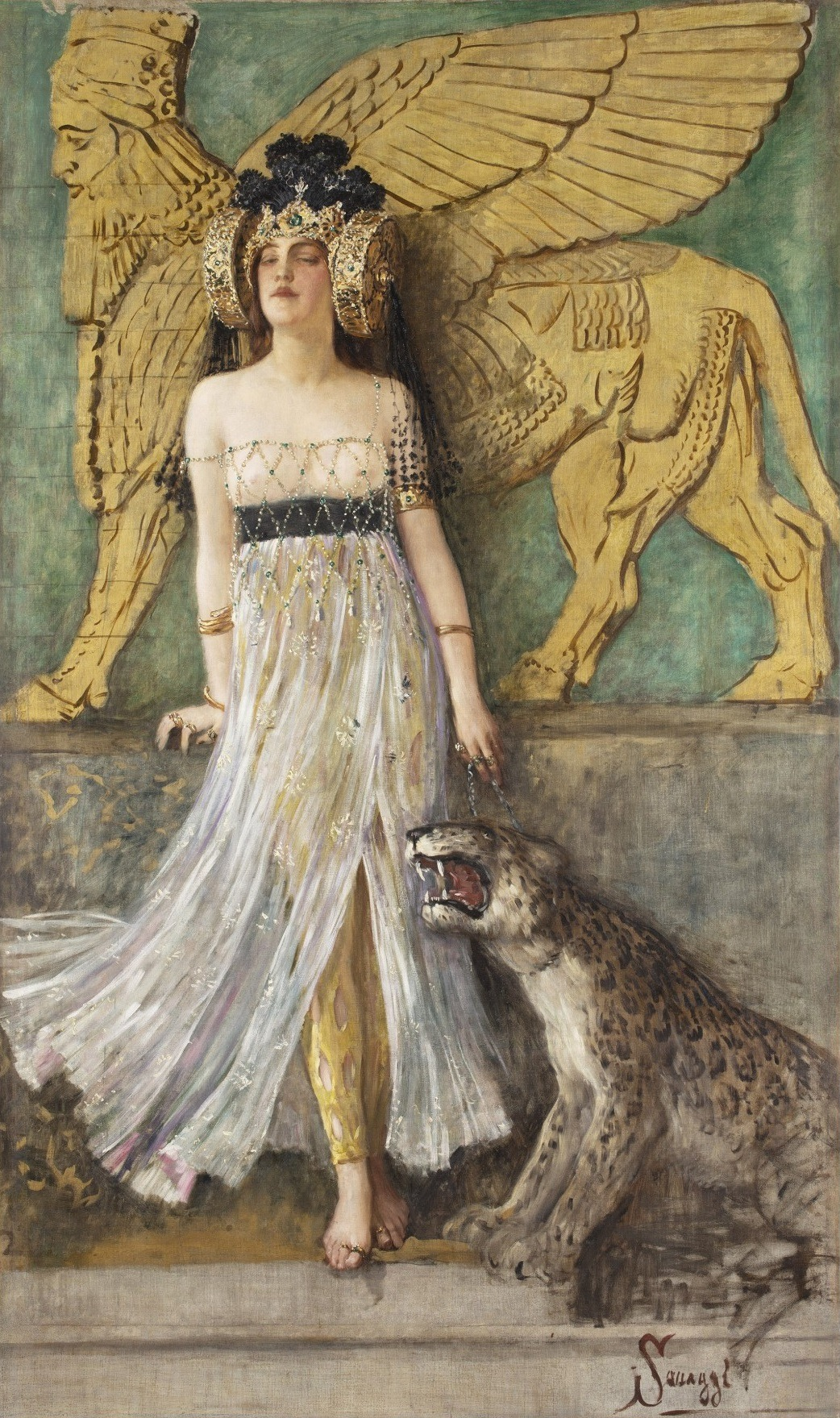
Great Semiramis, Queen of Assyria por Cesare Saccaggi

Algumas histórias em língua aramaica se espalharam muito além do norte da Mesopotâmia. A História de Aicar segue um lendário conselheiro real, chamado Aicar, de Senaqueribe e Assaradão  e é atestado pela primeira vez em um papiro de Elefantina no Egito de c. 500 a.C. Essa história se tornou popular e foi traduzida para vários idiomas. Outros contos do Egito incluem histórias do herói egípcio Inaro, uma versão fictícia do rebelde Inaro I, lutando contra a invasão do Egito por Assaradão, bem como um conto contando a guerra civil entre Assurbanípal e Samassumuquim. Alguns contos egípcios apresentam uma rainha das amazonas chamada Serpote, possivelmente baseada em Samuramate. Várias lendas da Assíria são conhecidas de textos greco-romanos, incluindo uma narrativa fictícia da fundação do Império Assírio e Nínive pela figura lendária Nino, bem como contos da poderosa esposa de Nino, Semíramis, outra versão fictícia de Samuramate. Também foram escritos relatos lendários da queda do império, erroneamente ligados ao reinado do efeminado Sardanápalo, uma versão ficcional de Assurbanípal.

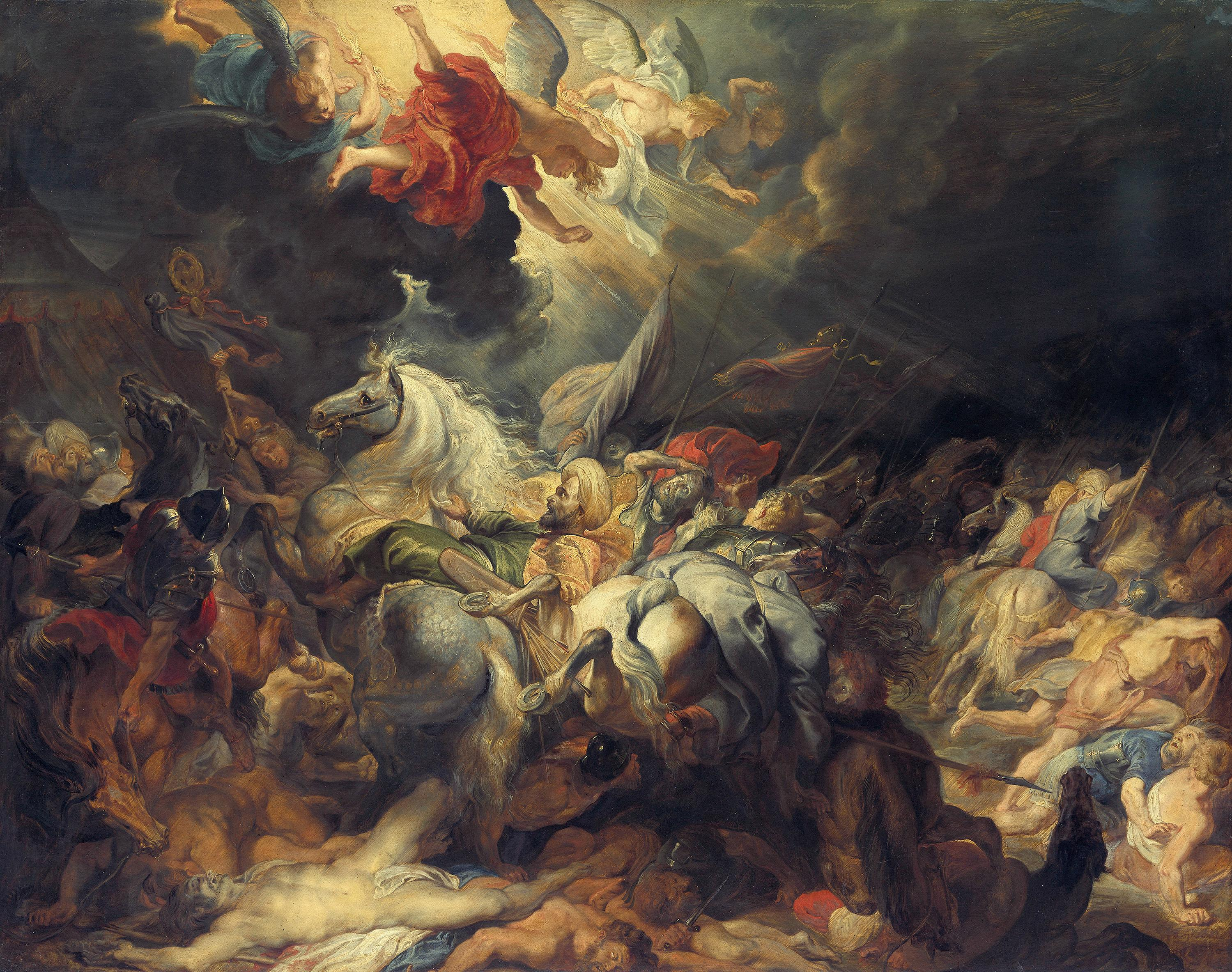
The Defeat of Sennacherib por Peter Paul Rubens

Embora o Império Neoassírio nunca tenha imposto conversões religiosas forçadas, sua mera existência como um grande estado imperialista remodelou as visões religiosas dos povos ao seu redor, principalmente nos reinos hebreus de Israel e Judá. A Bíblia menciona a Assíria cerca de 150 vezes; vários eventos significativos que envolveram os hebreus são mencionados, principalmente a guerra de Senaqueribe contra Ezequias, e vários reis neoassírios são mencionados, incluindo Tiglate-Pileser III, Salmaneser V, Sargão II, Senaqueribe, Assaradão e possivelmente Assurbanípal.Embora algumas associações positivas da Assíria estejam incluídas, a Bíblia geralmente pinta o Império Neoassírio como um agressor imperialista. Embora aparentemente baseadas originalmente em fontes históricas, as narrativas bíblicas da Assíria foram um pouco alteradas e, portanto, na maioria das vezes não podem ser consideradas relatos históricos confiáveis. A alteração mais proeminente é que Senaqueribe é descrito como sendo derrotado por um anjo fora de Jerusalém, em vez de simplesmente voltar para casa. A teologia judaica foi influenciada pelo Império Neoassírio: o bíblico livro de Deuteronômio tem uma forte semelhança com os juramentos de lealdade nos tratados de vassalos assírios, embora com a lealdade absoluta ao rei assírio substituída por lealdade absoluta ao deus abraâmico. Além disso, algumas histórias da Bíblia parecem ser, pelo menos em parte, extraídas de eventos da história assíria; a história bíblica de Jonas e a baleia pode se basear em histórias anteriores sobre Samuramate e a história de José provavelmente foi pelo menos parcialmente inspirada pela ascensão de Assaradão ao poder.
Talvez a maior influência do Império Neoassírio na tradição religiosa abraâmica posterior foi que o surgimento de uma nova identidade religiosa e "nacional" entre os hebreus pode ter sido uma resposta direta aos desafios políticos e intelectuais colocados pelo imperialismo assírio. A inovação mais importante na teologia hebraica durante o período que corresponde aproximadamente à época do Império Neoassírio foi a elevação de Javé como o único deus e o início do monoteísmo que mais tarde caracterizaria o judaísmo, o cristianismo e o islamismo. Foi sugerido que esse desenvolvimento apenas seguiu experiências com o quase monoteísmo dos assírios em relação ao deus Assur, ou a natureza monocrática e universal do domínio imperial dos reis assírios.

#### Redescobertas arqueológicas

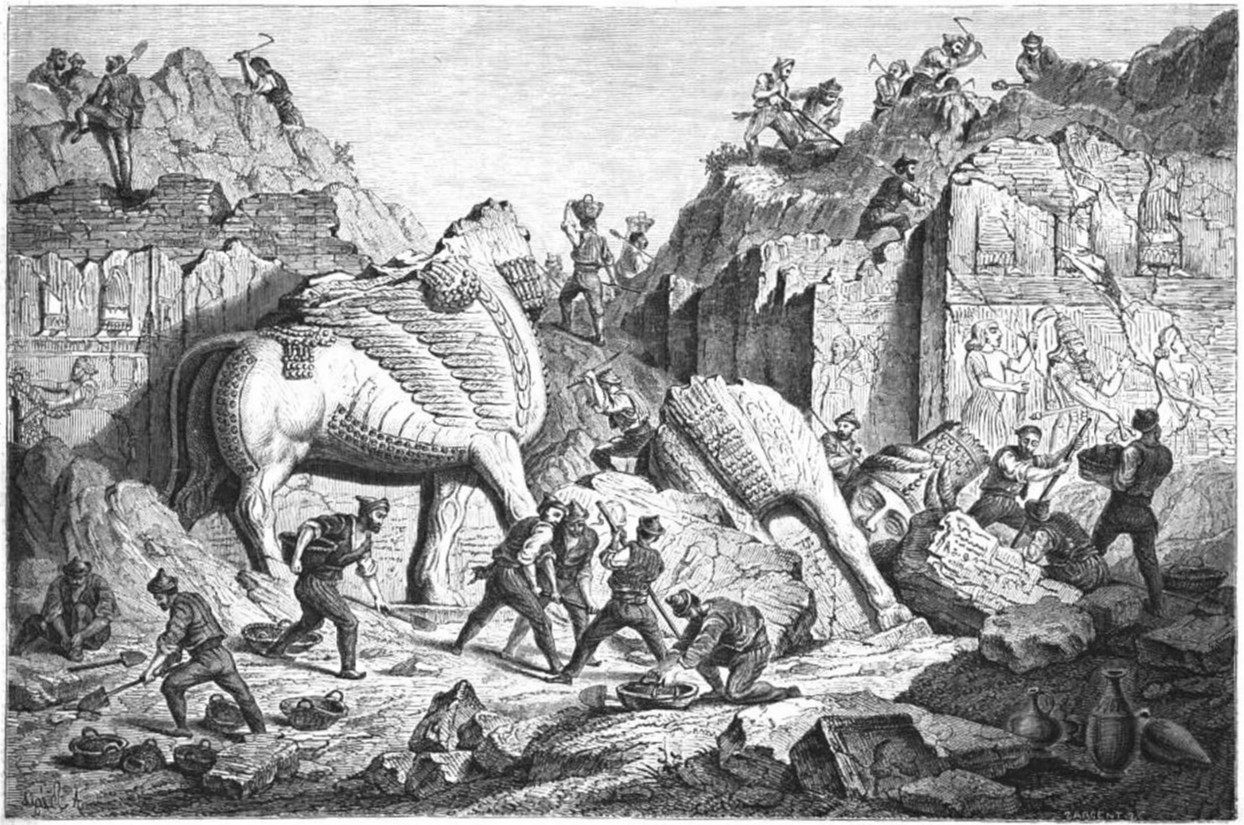
Ilustração de 1861 de Eugène Flandin das escavações das ruínas de Dur Sarruquim

Quando os medos e babilônios conquistaram o coração assírio, eles incendiaram os grandes monumentos, palácios, templos e cidades da Assíria; o povo assírio foi disperso e as grandes cidades foram por muito tempo deixadas em grande parte abandonadas. Embora a Assíria tenha experimentado um ressurgimento no período pós-imperial posterior, principalmente sob os selêucidas e partas, a região foi mais tarde devastada mais uma vez durante a ascensão do Império Sassânida no século III d.C. A única cidade assíria antiga a ser continuamente habitada como um centro urbano desde a época do Império Neoassírio até o presente é Arbela, hoje conhecida como Arbil.
Embora a população local do norte da Mesopotâmia nunca tenha esquecido o Império Neoassírio e as localizações de suas grandes capitais, o conhecimento da Assíria no Ocidente sobreviveu ao longo dos séculos principalmente através dos horríveis relatos da Bíblia e das obras que descrevem o antigo império pelos autores clássicos. Ao contrário de outras civilizações antigas, a Assíria e outras civilizações da Mesopotâmia não deixaram ruínas magníficas acima do solo; tudo o que restou para ver foram enormes montes cobertos de grama nas planícies que os viajantes às vezes acreditavam ser simplesmente características naturais da paisagem.

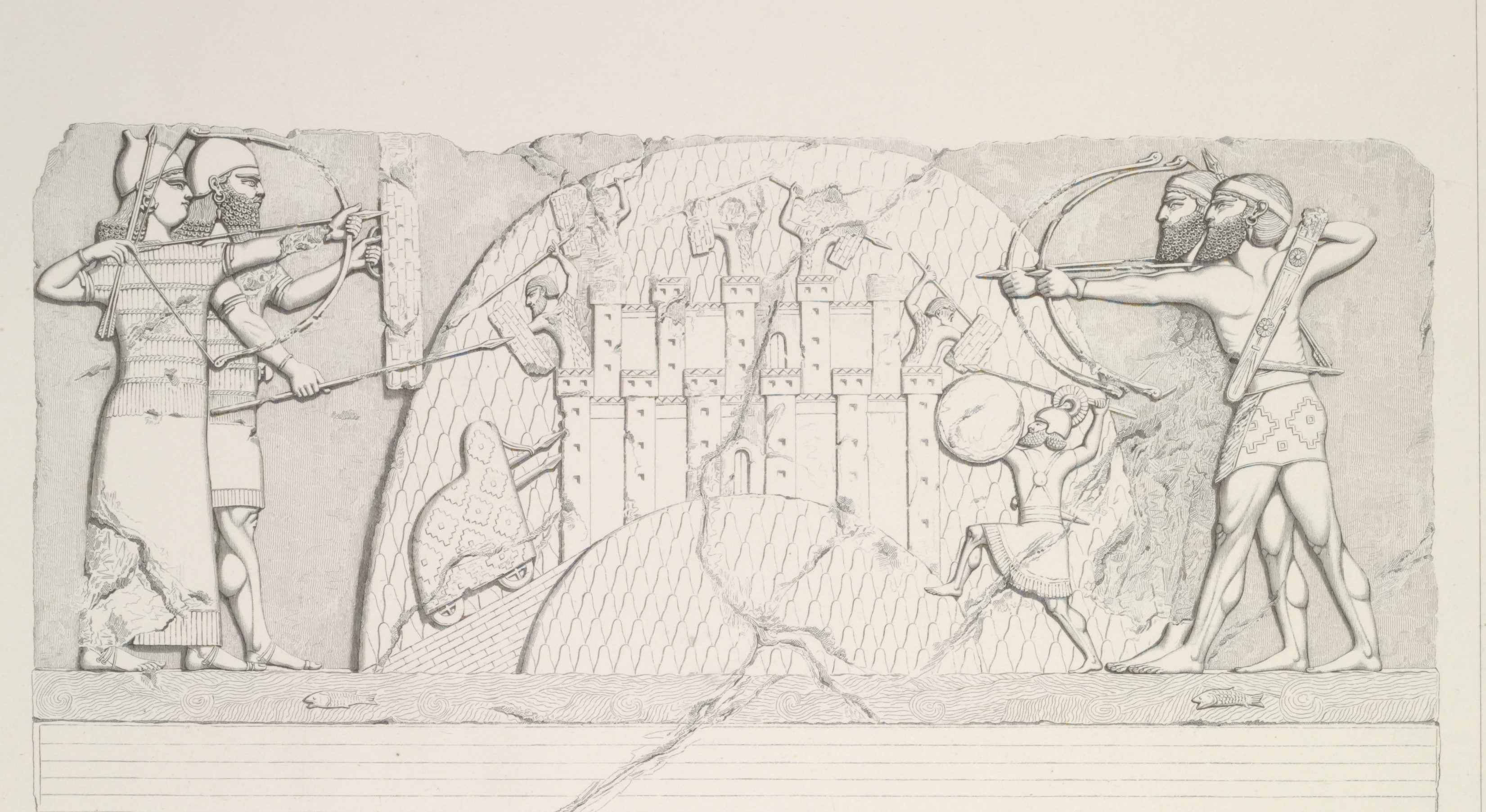
Ilustração de 1849 de um relevo de Dur Sarruquim por Eugène Flandin

No início do século XIX, exploradores e arqueólogos europeus começaram a investigar os antigos montes. Uma das primeiras figuras importantes da arqueologia assíria foi o agente de negócios britânico Claudius Rich (1787–1821), que visitou o local de Nínive em 1820, trocou antiguidades com os habitantes locais e fez medições precisas dos montes. A coleção de Rich, que acabou no Museu Britânico, e os escritos inspiraram Julius von Mohl (1800–1876), secretário da  francesa Société Asiatique, a persuadir as autoridades francesas a criar o cargo de cônsul francês em Mosul e para iniciar as escavações em Nínive. O primeiro cônsul a ser nomeado foi Paul-Émile Botta (1802–1870) em 1841. Botta conduziu, usando fundos garantidos por Mohl, extensas escavações em Nínive, particularmente no enorme monte Kuyunjik. Como as antigas ruínas de Nínive estavam escondidas tão profundamente sob camadas de assentamentos posteriores e atividades agrícolas, a escavação de Botta nunca as alcançou. Ao ouvir relatos de moradores locais de que haviam descoberto ruínas assírias, Botta voltou sua atenção para o local de Corsabade, 20 quilômetros a nordeste, onde ele, por meio de escavações, descobriu rapidamente as ruínas de um antigo palácio. Botta descobriu a antiga cidade de Dur Sarruquim, a capital de Sargão II, embora ainda não a conhecesse. Em seus primeiros escritos, ele simplesmente se referia ao local como um "monumento". O sistema de escrita cuneiforme não seria decifrado até dez anos depois. As grandes obras de arte encontradas sob a supervisão de Botta incluíam grandes relevos e lamassus de pedra. A descoberta foi rapidamente comunicada nos círculos acadêmicos por Mohl em Paris. Em 1847, a primeira exposição de esculturas assírias foi realizada no Louvre. Depois de retornar à Europa no final da década de 1840, Botta compilou um elaborado relatório sobre as descobertas, completo com numerosos desenhos dos relevos feitos pelo artista Eugène Flandin (1809–1889). O relatório, publicado em 1849, exibiu a majestade da arte e arquitetura assíria e atraiu um interesse excepcional. Alguns historiadores do século XIX, talvez em parte devido à representação horrível da Assíria na Bíblia, viam os assírios como carentes de talento artístico, percebendo as estátuas assírias como monstruosas e sem abstração em comparação com as estátuas da Grécia Antiga.

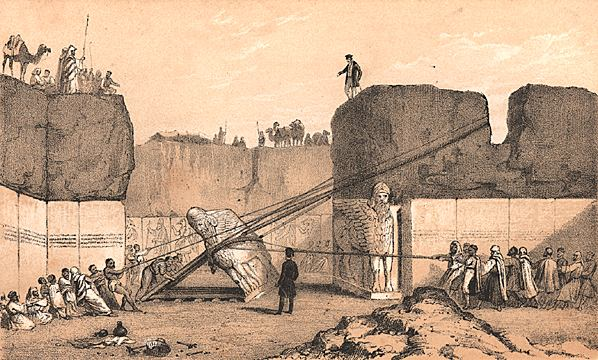
Ilustração de 1852 por Austen Henry Layard das escavações em Nínive

Outro dos primeiros exploradores a supervisionar extensas escavações foi Austen Henry Layard (1817–1894). Layard ficou maravilhado com os antigos sítios assírios, escrevendo sobre "poderosas ruínas no meio de desertos, desafiando, por sua própria desolação e falta de forma definida, a descrição do viajante". A principal inspiração para Layard foi, assim como para Mohl, a obra de Claudius Rich. Layard começou suas atividades em novembro de 1845 em Ninrude (embora acreditasse que este fosse o local de Nínive), trabalhando como particular sem qualquer permissão para escavar das autoridades otomanas; ele inicialmente tentou enganar o local pasha alegando que estava em uma viagem de caça. A expedição foi inteiramente financiada pelo Embaixador Britânico no Império Otomano, Stratford Canning (1786–1880). Em Ninrude, Layard descobriu ruínas de vários palácios, incluindo o antigo Palácio do Noroeste de Assurnasirpal II, com numerosas paredes cobertas de relevos. O livro ilustrado de dois volumes de Layard apresentando suas descobertas, Nineveh and its Remains, foi publicado em 1849 e teve enorme sucesso. Nineveh and its Remains incluiu não apenas informações sobre as próprias descobertas, mas também um relato das escavações, bem como as próprias experiências de Layard viajando pelo Oriente Médio e interagindo com os habitantes locais. O livro foi traduzido para vários idiomas e transformou Layard em uma celebridade; o político e escritor britânico Francis Egerton chamou isso de "a maior conquista de nosso tempo". Com a confiança de maiores fundos, Layard conduziu uma segunda expedição na qual voltou sua atenção para o monte Kuyunjik. Lá ele fez descobertas significativas, incluindo encontrar o palácio construído por Senaqueribe.

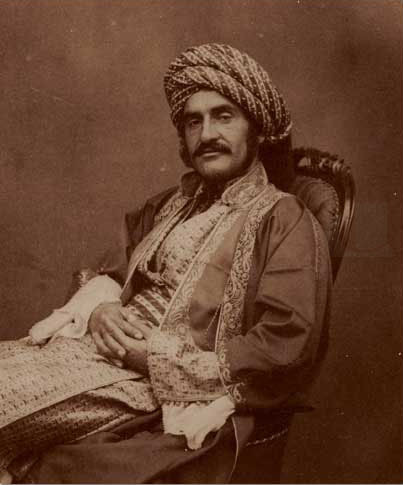
Retrato do arqueólogo assírio Hormuzd Rassam

Em 1852, os franceses continuaram as escavações em Corsabade, com o novo cônsul em Mosul, Victor Place (1818–1875), instruído a obter "a maior quantidade possível" de artefatos assírios. A rivalidade entre o Louvre e o Museu Britânico desempenhou um papel significativo na intensidade da exploração inicial e escavação de sítios assírios. Embora Layard tenha deixado a Mesopotâmia em 1851, o Museu Britânico nomeou seu assistente próximo, o assírio Hormuzd Rassam (1826–1910), para continuar a manter os projetos de escavação na região. Tanto Rassam quanto Place conduziram escavações no local de Assur, embora não soubessem que este era o local da antiga capital e fossem incapazes de lidar com a complexidade do local, não fazendo grandes descobertas ali. Apesar dos acordos sobre quem deveria escavar onde, Rassam e Place desenvolveram uma intensa rivalidade. Uma noite, durante as escavações em Nínive, Rassam enviou uma equipe de escavadores para cavar sob o manto da escuridão na parte francesa do local. Esses escavadores finalmente encontraram o antigo palácio de Assurbanípal, onde Rassam fez várias descobertas espetaculares. Os esforços de Place terminaram em desastre quando jangadas construídas para transportar alguns de seus achados mais espetaculares, incluindo relevos e estátuas, afundaram nos pântanos ao sul de Bagdá e os achados arqueológicos foram perdidos. Após a eclosão da Guerra da Crimeia em 1853, a arqueologia na Assíria permaneceu morta por muito tempo, embora as escavações tenham começado novamente no início do século XX e continuem desde então.

### O Império Neoassírio como um império mundial
Embora alguns apontem para o Império Acádio (c. 2334–2154 a.C.) ou a XVIII dinastia do Egito (c. 1550–1290 a.C.), muitos pesquisadores consideram o Império Neoassírio como o primeiro império mundial da história. Embora o Império Neoassírio abrangesse entre 1.4 e 1.7 milhões de quilômetros quadrados (0,54–0,66 milhões de milhas quadradas; pouco mais de um por cento da área terrestre do planeta), os termos "império mundial" ou "império universal" não devem ser interpretados como denotando a dominação mundial real. O Império Neoassírio estava no auge, o maior império ainda a ser formado na história, e alcançou ideologicamente a dominação mundial no sentido de governar a maior parte do mundo conhecido pelos próprios assírios. Para os assírios, o mundo era composto pela Mesopotâmia, as montanhas a nordeste, os desertos a sudoeste e um oceano global que o circundava, que eles consideravam no oeste como o Mediterrâneo (o "Mar Superior") e no leste como o Golfo Pérsico (o "Mar Inferior"). A conquista de um vasto império abrangendo as terras entre os dois mares era vista pelos próprios assírios, e muitos de seus contemporâneos, como tornando seu império "universal", visto que as terras que permaneciam fora de seus domínios, como o deserto da Arábia e as terras altas das Montanhas Zagros, poderiam simplesmente ser descartadas como terras "vazias", habitadas por povos incivilizados que talvez pertencessem às margens do mundo e não à civilização.
Um "império mundial" também pode ser interpretado como um estado imperial sem concorrentes. Embora houvesse outros reinos razoavelmente grandes no antigo Oriente Próximo durante o período neoassírio, notavelmente Urartu no norte, Egito no oeste e Elão no leste, nenhum era uma ameaça existencial à Assíria e pouco podia fazer além de se defender em tempos de guerra; enquanto as tropas assírias saqueavam e faziam campanha rotineiramente no coração desses reinos, o coração assírio não foi invadido até a queda do Império Neoassírio. No entanto, a existência de outros reinos organizados minou a noção dos assírios como governantes universais. É em parte por isso que grandes campanhas militares foram realizadas com o objetivo expresso de conquistar esses reinos e cumprir a missão ideológica de governar o mundo. No auge do Império Neoassírio sob Assaradão e Assurbanípal, apenas Urartu permaneceu desde que o Egito foi conquistado e Elão foi destruído e desolado.

#### Influência ideológica em impérios posteriores

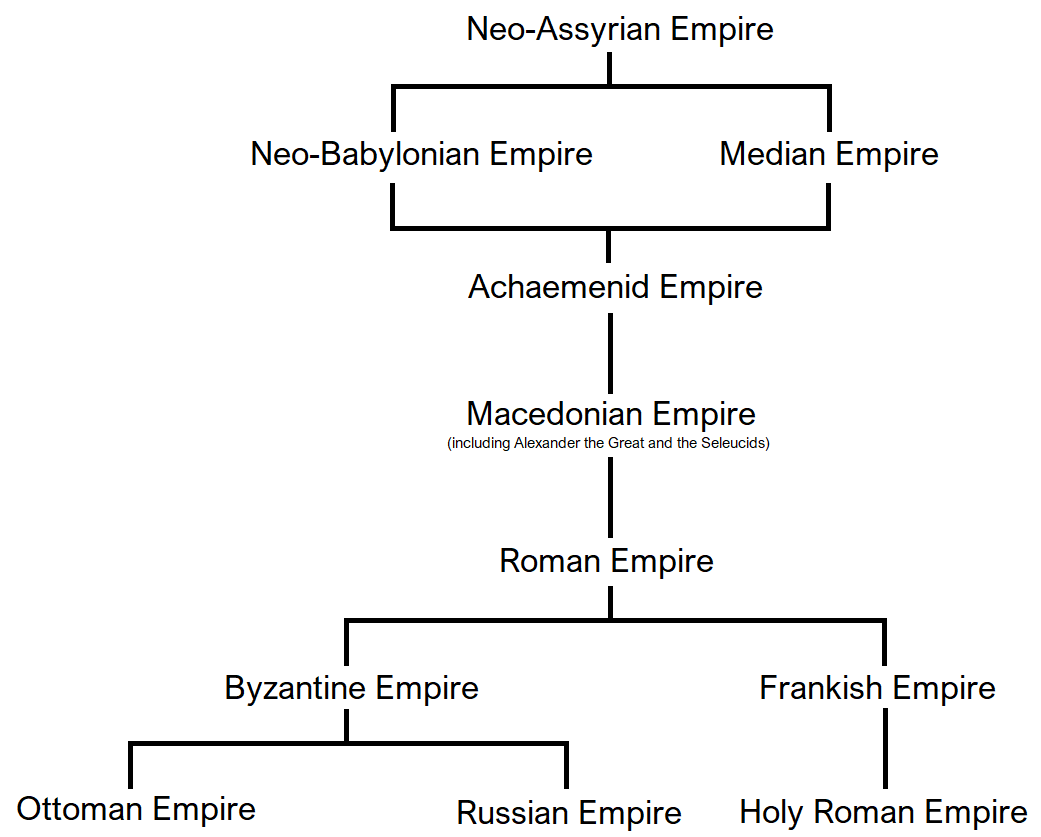
Gráfico representando a translatio imperii ideológica, ou seja, suposta transferência do direito ao domínio universal, do Império Neoassírio para os primeiros estados modernos (rivais) que reivindicam o mesmo direito

Ideologicamente, o Império Neoassírio formou uma parte importante nas ideologias imperiais dos impérios sucessivos no Oriente Médio. A ideia de continuidade entre impérios sucessivos (um fenômeno posteriormente chamado de translatio imperii) era uma tradição estabelecida há muito tempo na Mesopotâmia, remontando à Lista de Reis Sumérios, que conectava dinastias e reinos sucessivos e às vezes rivais como predecessores e sucessores. No passado, a ideia de sucessão entre impérios resultou em reivindicações como a da dinastia de Isim ser a sucessora da terceira Dinastia de Ur, ou a Babilônia como a sucessora do Império Acádio. A ideia de translatio imperii supõe que existe apenas um império "verdadeiro" em um determinado momento, e que o poder imperial e o direito de governar são herdados de um império para outro, com a Assíria tipicamente vista como o primeiro império.
Antigos historiadores gregos, como Heródoto e Ctésias, apoiaram uma sequência de três impérios mundiais e uma transferência sucessiva de dominação mundial dos assírios para os medos e para os aquemênidas. Inscrições de vários dos reis aquemênidas, principalmente Ciro, o Grande, alude ao seu império ser o sucessor do Império Neoassírio. Pouco depois de Alexandre, o Grande conquistar a Pérsia, seu Império Macedônio começou a ser considerado o quarto império. Textos do período neobabilônico consideram o Império Neobabilônico como o sucessor do Império Neoassírio. Os textos babilônicos da época em que a Mesopotâmia ficou sob o domínio do Império Selêucida, séculos depois, sustentavam uma sequência mais longa, com o poder imperial sendo transferido dos assírios para os babilônios, depois para os aquemênidas e finalmente para os macedônios, com o Império Selêucida sendo visto como o mesmo império que o império de Alexandre. Tradições posteriores foram um tanto confusas no conjunto de impérios, com alguns confundindo a Assíria com a Babilônia como um único império, embora ainda contando os macedônios/selêucidas como o quarto devido à contagem da Babilônia e dos medos (apesar de serem contemporâneos). O bíblico livro de Daniel descreve um sonho do rei neobabilônico Nabucodonosor II que apresenta uma estátua com cabeça de ouro, peito de prata, barriga de bronze, pernas de ferro e pés de ferro/barro. Esta estátua é interpretada como uma expressão de translatio imperii, colocando o império de Nabucodonosor (o Império Neobabilônico; ouro) como o primeiro império, o Império Medo (prata) como o segundo, o Império Aquemênida (bronze) como o terceiro e o Império Macedônio de Alexandre, o Grande (ferro) como o quarto.
A antiga ideia de sucessão de impérios não terminou com a queda do Império Selêucida; em vez disso, as tradições foram ajustadas para incluir impérios posteriores na sequência. Logo após o Império Romano conquistar os últimos remanescentes do Império Selêucida em 63 a.C., as tradições literárias começaram a considerar o Império Romano como o quinto império mundial. O Império Romano gerou suas próprias sequências de pretendentes sucessores; no leste, foi seguido pelo Império Bizantino, do qual os impérios russo e otomano reivindicaram sucessão. No oeste, os impérios franco e eventualmente sacro romano se consideravam os herdeiros de Roma. Estudiosos posteriores às vezes postulam uma sequência de impérios mundiais mais focados no Oriente Médio. No trabalho do estudioso britânico George Rawlinson de 1862 a 1867, The Five Great Monarchies of the Ancient Eastern World, os cinco impérios orientais são considerados como tendo sido Caldeia (errônea, já que tal império não existia), Assíria, Babilônia, Média e Pérsia. Rawlinson expandiu a sequência em seu livro de 1876, The Seven Great Monarchies of the Ancient Eastern World, para incluir também os impérios parta e sassânida. Embora sequências expansivas de translatio imperii tenham pouco peso na pesquisa moderna, os estudiosos de hoje ainda reconhecem uma sequência básica de sucessão imperial do Império Neoassírio ao Império Neobabilônico ao Império Aquemênida.

#### Influência administrativa em impérios posteriores
As estruturas políticas estabelecidas pelo Império Neoassírio tornaram-se o modelo para os impérios posteriores que o sucederam. Vários componentes-chave do Império Neobabilônico foram baseados no Império Neoassírio. Embora a estrutura administrativa exata do Império Neobabilônico não seja conhecida devido às escassas fontes sobreviventes, não está claro até que ponto as antigas divisões provinciais e a administração do Império Neoassírio continuaram em uso, a organização da burocracia do palácio central sob os reis neobabilônicos foi baseada na do Império Neoassírio, não em qualquer modelo babilônico anterior estabelecido. Além disso, os projetos de construção neobabilônicos, como a expansão maciça da Babilônia por Nabucodonosor II, seguiram as tradições assírias; como os reis neoassírios haviam feito em suas novas capitais, Nabucodonosor colocou seu palácio em um terraço elevado ao longo da muralha da cidade e seguiu um plano retangular para o centro da cidade. O sofisticado sistema de estradas assírio, criado pela primeira vez durante o período médio assírio, também continuou em uso e serviu de modelo para sofisticados sistemas de estradas dos impérios neobabilônico e aquemênida.

### Reputação de brutalidade
Eu construí uma coluna contra o portão da cidade e esfolei todos os chefes que se revoltaram e cobri a coluna com suas peles. Alguns eu empalei no pilar em estacas e outros amarrei em estacas ao redor do pilar. Cortei os membros dos oficiais que se rebelaram. Muitos cativos queimei no fogo e muitos tomei como cativos vivos. De alguns cortei o nariz, as orelhas e os dedos, de muitos arranquei os olhos. Fiz uma coluna de vivos e outra de cabeças e amarrei suas cabeças em troncos de árvores ao redor da cidade. Seus rapazes e donzelas eu consumi com fogo. O resto de seus guerreiros eu consumi de sede no deserto do Eufrates.— Inscrição de Assurnasirpal II (r. 883–859 a.C.)

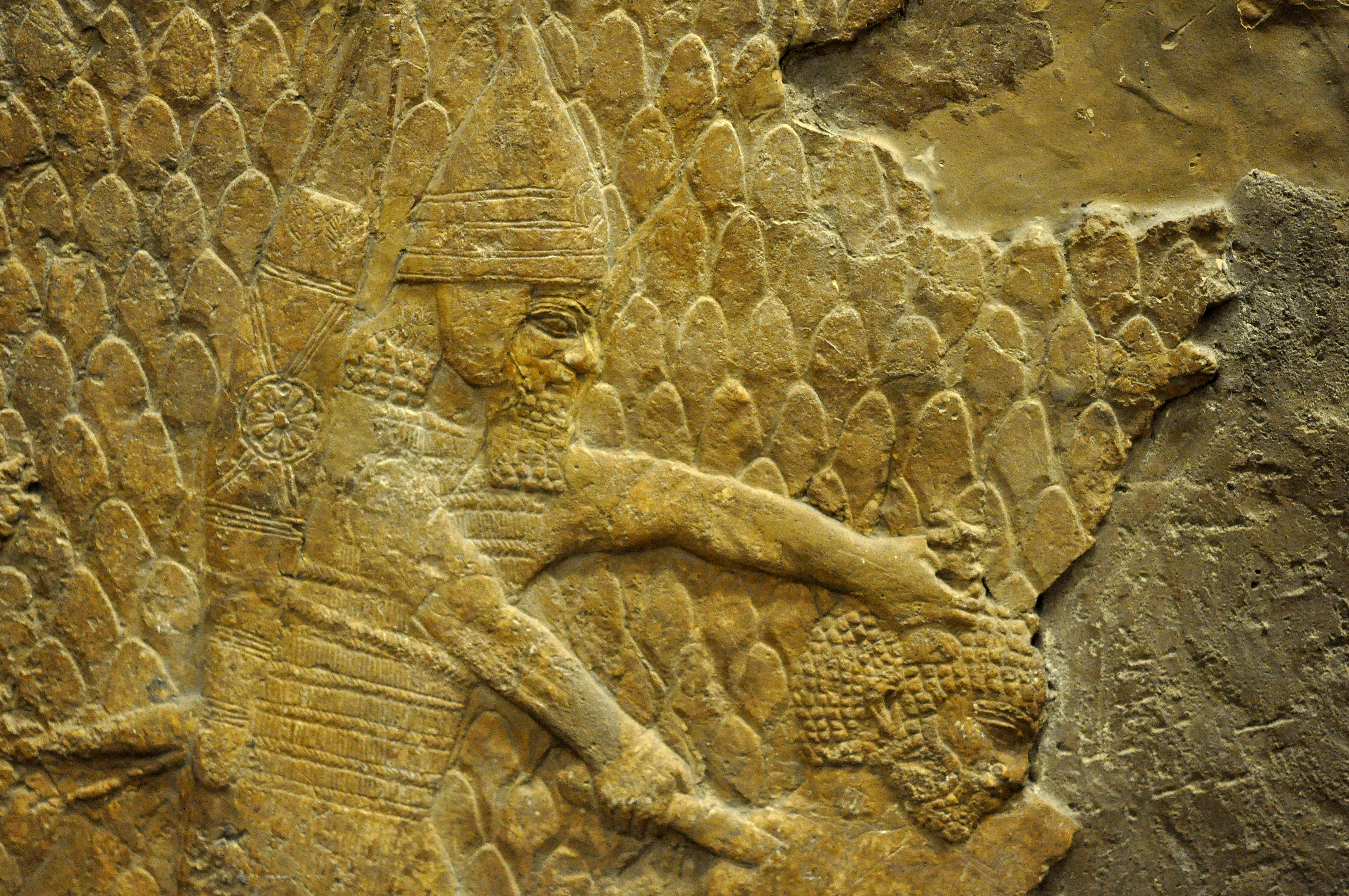
Relevo de Senaqueribe, retratando um soldado assírio decapitando um prisioneiro

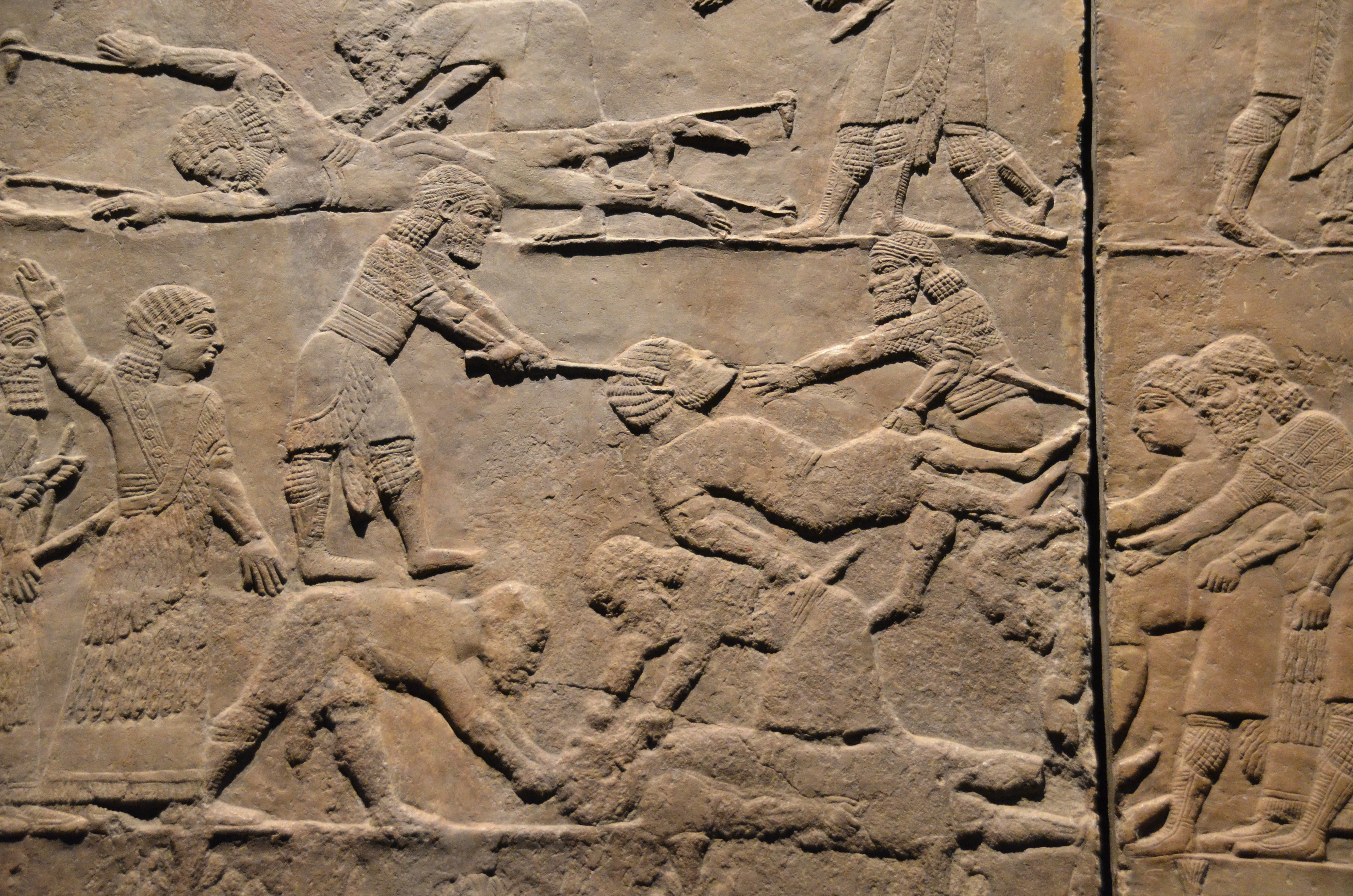
Relevo de Assurbanípal, retratando chefes elamitas tendo suas línguas removidas e sendo esfolados vivos

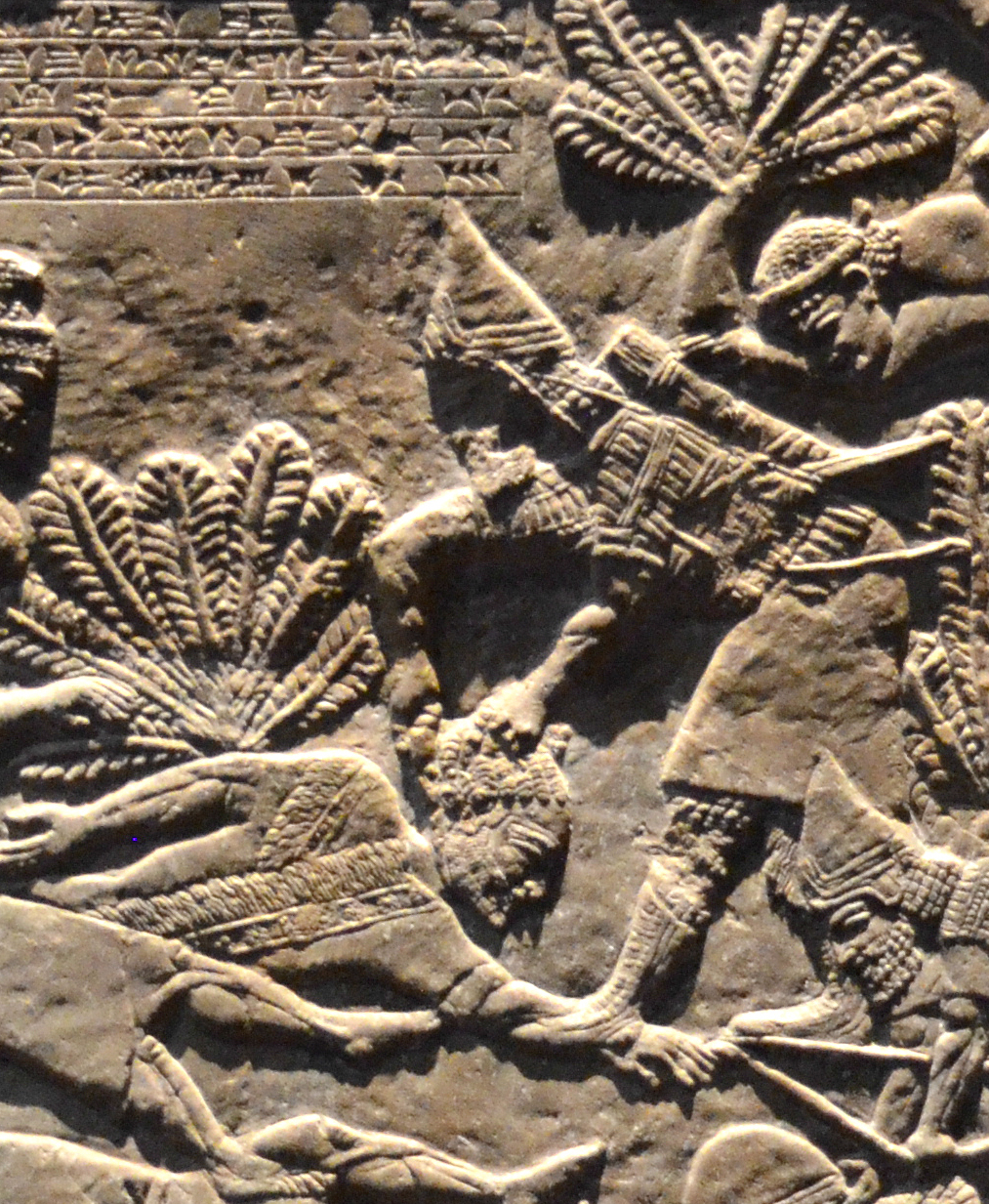
Relevo de Assurbanípal, retratando a decapitação do rei elamita Teumã

O Império Neoassírio é talvez mais lembrado pela ferocidade e brutalidade do exército neoassírio. Embora várias atrocidades tenham sido cometidas contra estados e povos inimigos por certos reis assírios médios também, é principalmente do período neoassírio que as inscrições reais assírias descrevem em detalhes as atrocidades cometidas pelos reis assírios. Isso provavelmente pode ser atribuído aos reis neoassírios que usavam o medo para manter seus territórios conquistados alinhados; sob os governantes menos brutais do Médio Império Assírio, o poder assírio declinou várias vezes.
Embora as inscrições e obras de arte neoassírias sejam mais explícitas nas descrições e representações de várias atrocidades do que em muitas outras civilizações, muitas vezes descrevendo-as com "realismo aterrorizante", a ideia de uma "brutalidade assíria" particular vem principalmente do retrato da Assíria na Bíblia. Nos textos bíblicos, os assírios são descritos como se fossem uma manifestação física da retribuição divina de Deus, destruindo o Reino de Israel devido ao seu comportamento herético. Na descrição da destruição do Reino de Judá, Deus é descrito como "levantando o rei da Assíria e todo o seu exército". As descrições bíblicas da brutalidade assíria foram reforçadas pelas descobertas do século XIX de arte e inscrições antigas, bem como por comparações nada lisonjeiras feitas entre a Assíria e o Império Otomano pelos historiadores e arqueólogos que os encontraram. Ainda hoje, apesar da diversidade da cultura assíria antiga, as cenas que dominam as exposições museológicas sobre a Assíria são cenas militares e brutais. Esta imagem projetada contrasta fortemente com as exposições em outras civilizações da Mesopotâmia, como as da Suméria e da Babilônia, geralmente apresentadas como mais voltadas à cultura, sabedoria e ciência.
Embora não haja negação acadêmica moderna de que os assírios do período neoassírio eram brutais, até que ponto as inscrições e obras de arte neoassírias refletem atrocidades reais é debatida entre os estudiosos modernos. Alguns acreditam que os assírios eram mais brutais do que o que foi escrito porque as inscrições e a arte não incluem todos os detalhes horríveis, enquanto outros acreditam que eles eram significativamente menos brutais e que os reis assírios usavam descrições exageradas de atos brutais como ferramentas de intimidação para propaganda e guerra psicológica. Independentemente da opinião, os estudiosos modernos geralmente não acreditam na "brutalidade assíria" como um fenômeno distinto; fontes de outras civilizações demonstram que o Império Neoassírio não foi mais brutal do que outros estados e povos do antigo Oriente Próximo, nem particularmente brutal no contexto da história humana como um todo. A guerra foi realizada aproximadamente da mesma maneira por todas as potências no antigo Oriente Próximo; padrões de Ebla datando do terceiro milênio a.C. retratam soldados carregando cabeças decepadas, a Bíblia menciona muitas atrocidades cometidas por hebreus e outros não-assírios, e o Império Aquemênida é conhecido por ter usado empalamento como um dos muitos métodos de tortura e execução. O único fator para a frequência mais alta e as descrições mais vívidas do Império Neoassírio é que os assírios tiveram mais sucesso do que seus contemporâneos e, portanto, tiveram mais oportunidades. De acordo com o assiriólogo Ariel Bagg, os assírios, levando em consideração a brutalidade das civilizações posteriores (exemplos incluindo a Inquisição, a colonização europeia das Américas e o Holocausto), "provavelmente nem estariam entre os dez primeiros em um ranking de brutalidade humana".
Ver o Império Neoassírio como uma civilização particularmente brutal também falha em levar em conta o contexto de atos brutais e que nem todas as atrocidades foram cometidas por todos os reis. Castigos brutais após conquistas e rendições não foram feitos após cada campanha vitoriosa e nunca foram aleatórios, em vez aplicados para intimidar e dissuadir estrangeiros e vassalos de lutar contra o domínio assírio. A grande maioria dos atos brutais foi dirigida contra os soldados e a nobreza dos inimigos da Assíria, com os civis raramente sendo brutalizados. Fora dos reis neoassírios, a grande maioria dos atos brutais descritos conhecidos são atestados apenas nos reinados de Assurnasirpal II e Assurbanípal. Dos quatro tipos de atos brutais contra civis mencionados nas inscrições reais (execução e desmembramento, queima de meninos e meninas, empalamento e esfolamento vivo), um (queima de crianças) é conhecido apenas na época de Assurnasirpal II e dois (empalamento e esfolamento vivo) são conhecidos apenas de Assurbanípal. Os únicos outros reis que escreveram que fizeram algo a civis foram Tiglate-Pileser III e Assaradão, que mencionam execução e desmembramento. Se os assírios tivessem cometido crueldades contra civis com mais frequência, eles não teriam deixado de mencionar isso em suas inscrições. Não há uma única menção de estupro em qualquer inscrição, o que indica que, embora os soldados assírios provavelmente tenham estuprado civis após os cercos (como soldados de todas as outras civilizações antigas), isso foi considerado um ato vergonhoso, proibido pelos reis.